# التراث الإسلامي
التراث الإسلامي، مصطلح شامل يتسع لكل ما له علاقة بالإسلام من نصوص القرآن والسنة النبوية، واجتهادات العلماء السابقين في فهم هذه النصوص وتطبيقها على الواقع، وقد حصل خلاف حول ما إذا كان هذا التراث دينا مقدسا يجب الالتزام به، أو نصوصا واجتهادات مرتبطة بأزمانها وأماكنها الغابرة، تعامل على أنها تاريخ ينقل لنا تجربة بشرية قابلة للنقد والنقض والتعديل والتطوير بما يتناسب مع الزمان والمكان والظروف الخاصة بكل عصر.
وهو لا يقتصر بالضرورة على الإنتاج المعرفي في العلوم الشرعية وحدها كالتفسير والحديث والفقه ونحو ذلك، بل يتسع ليشمل كل ما خلَّفه العلماء المسلمون عبر العصور من مؤلفات في مختلف فروع المعرفة، وبشتى اللغات، وفي كل بقعة من بقاع الأرض بلغتها دعوةُ الإسلام. ويمكن تعريف التراث الإسلامى على أنه كل ما خلفه الأسلاف المسلمون من عقيدة دينية (القرآن والسنة) وعطاءات حضارية (مادية ومعنوية).

## مقدمة

مخطوطة عربية تشرح ظاهرة خسوف القمر.

التراث هو الهوية الثقافية للأمم، والتي من دونها تضمحل وتتفكك داخلياً، وقد تندمج ثقافياً في أحد التيارات الحضارية والثقافية العالمية القوية. وبالنسبة للمسلمين فإنهم يتعرضون لهذا التفكك ويندفعون بقوة مطردة نحو التيارات العالمية المتباينة، ويمكن أن نتلمس أسباب ذلك أو بعضها في طبيعة التراث من ناحية، وفي طريقة الإفادة منه ثانياً، وفي القيم العامة التي تحكم إلى حد ما ـ ولو على صعيد القيادات الفكرية ـ عملية التفاعل معه ثالثاً.
فأمَّا طبيعة التراث، فإن معظم التراث الإسلامي يتمثل في المكتبة العربية والتي ترجع بدايتها إلى فجر التاريخ الإسلامي، عندما قامت حركة التدوين في القرن الأول، ثم انتهت إلى التصنيف في القرن الثاني، وازدهرت كثيراً في القرن الثالث ثم الرابع، ولا يعني ذلك غمط جوانب التراث الأخرى حقوقها أو التقليل من آثارها، فإن الأعراف الاجتماعية والتقاليد الخلقية تتوارثها الأجيال اللاحقة وتكتسبها من الأجيال السابقة، وكذلك فإن المخلفات المادية المحفوظة توضح المستوى الحضاري للأمة ومدة تنوع نشاطها في الماضي، ولكن من الواضح أن المكتبة العربية هي أهم جوانب التراث الإسلامي، وقد كتبت معظم المؤلفات بلغة أدبية رفيعة مما يرتفع بالذوق الأدبي والثروة اللغوية للقارئ، الذي لابد أن يتمتع بمستوى لغوي وثقافي مناسب؛ ليتمكن من الإفادة من المكتبة العربية (الكلاسيكية).

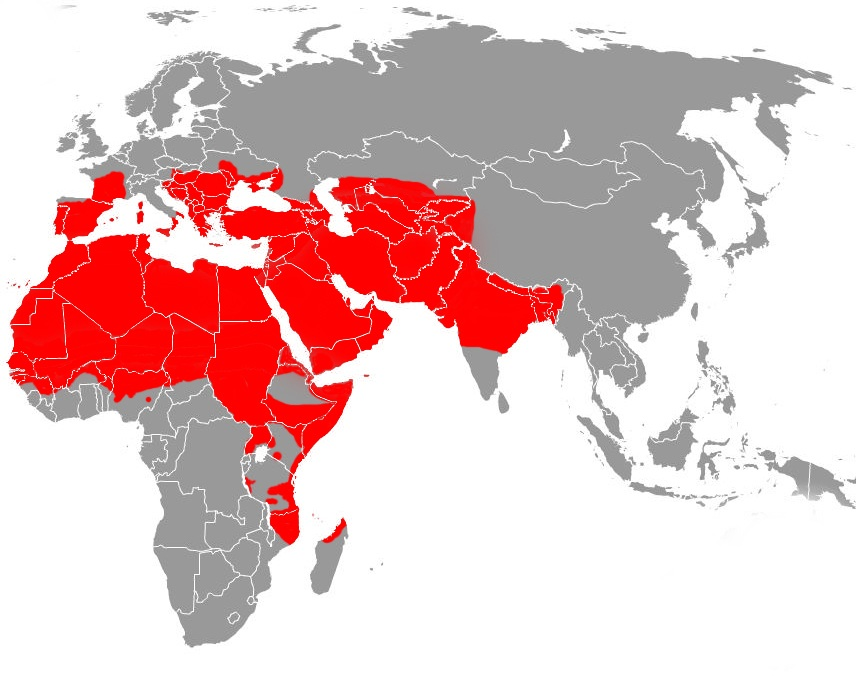
الامتداد الأقصى للدول الإسلامية على مر العصور.

وإذا كانت هذه الظاهرة من مزايا التراث ـ وهي كذلك فإنها تؤدي إلى العزلة بينه وبين الجماهير التي تحتاج إلى تيسيره وتوطئته؛ إذ ليس من المعقول أن نطالب الجمهور الواسع بالارتفاع إلى المستوى الفني اللازم للتعامل مع التراث في الوقت الذي نعرف تماماً أن معظم الأكاديميين يلقون صعوبات شتى في هذا المجال؛ بل أن معظم المحاضرات في الأقسام الأدبية المتخصصة لا تُلقى باللغة العربية الفصحى!!.
إن عملية نقل التراث إلى الأجيال المعاصرة ليست سهلة، فإن احتمال التحريف المتعمد للقيم التراثية يعتبر من أبرز الأخطار التي اقترنت بما تم في هذا المجال؛ بسبب الغزو الثقافي الذي تعرضت له أرض الحضارة الإسلامية، والذي أدى إلى إحلال قيم ثقافية جديدة تتصل بالحضارة الغربية ولا ترتكز إطلاقاً على جذورنا الثقافية.
إن التيسير المطلوب والتوطئة المقصودة؛ تحتاج إلى أقلام تؤمن بعقيدة الأمة الإسلامية، وتُقِرُّ بجدوى تجديد روح الأمة وقيمها بالارتكاز على جذورها الحضارية والثقافية. ومن دون ذلك لن يكون التيسير إلا تشويهاً منظماً وتخريباً مقصوداً، ولن يثمر في تعميق الوحدة الثقافية للأمة بل سيزيد في الفصام، ويقوي التشتت والإحساس بالضياع وفقدان الهوية.
نعم، إن ثمة صحوة لابد من الاعتراف بها ومن تقويمها..صحوة نحو إحياء التراث تختلف عن حركة (الرينيسانس) الأوروبية بكونها تلتصق بالجذور القريبة، ولا تعاني من مشكلة حذف مرحلة تاريخية معينة كما حدث لحركة الإحياء الأوروبية؛ إن هذه النظرة الإيجابية التي تتسم بها حركة الإحياء الإسلامية الحديثة ذات أثر عميق في التعامل مع التراث.
ولعل من المظاهر القوية لهذه الصحوة: الإقبال الكبير على تحقيق النصوص التراثية ونشرها، تتعاون في ذلك المؤسسات الجامعية والعلمية والتجارية. ورغم أن ذلك يتم بصورة عشوائية إلى حد ما؛ من حيث عدم الوضوح الاستراتيجي، وعدم تقديم الأولويات، بل عدم الاتفاق على قواعد نشر محددة، فإن ذلك سيؤدي حتماً إلى تكامل المكتبة العربية القديمة؛ مما يهيئ المجال أمام الباحثين للقيام بدورهم في التحليل والتركيب؛ بغية وصل الحاضر بالماضي، وفي الوقت نفسه دفع الحاضر إلى الأمام للِّحاق ببقية المتسابقين بالاعتماد على تقوية الجذور وتحديد الهوية خوفاً من الضياع في حلبة السباق. .
فلا بد أن تكون معالم الطريق واضحة، وأن تكون خُطا الأمة ثابتة واثقة، وأن يسودها روح التحدي للتخلف والتمرد على الواقع.
فالطفرات هي الوسيلة الوحيدة للَّحاق بالآخرين فضلاً عن سبقهم، وما دام الأمر كذلك فلا بد من دراسة التاريخ الحضاري العالمي وخاصة فترات الأزمات العصيبة التي مرت بالأمم، ولابد من أن تتحول الدراسات إلى روح عامة في الأمة ولا تقبع في مدارج الأكاديميين أو على رفوف المكتبات.

## مفاهيم
التراث في أبسط تعريف له هو السجل الكامل للنشاط الإنساني في مجتمع ما على مدى زمني طويل، بكلام آخر حفظ مجمل المناشط الإنسانية في الذاكرة الجماعية لشعب من الشعوب بحيث تعكس نفسها في حاضر الأمة تفكيراً، وسلوكاً، وهذا السجل التراثي قد يكون قصيدة شعرية، أو وثيقة تاريخية، أو إبداعاً أدبياً، أو اختراعاً علمياً، أو مؤلفاً ثقافياً، أو لوحة تشكيلية، أو نحتاً فنياً، أو شكلاً معمارياً، أو أقصوصة أسطورية، أو مثالاً شعبياً، أو احتفالاً شعبياً، أو تقليداً عائلياً، أو عرفاً اجتماعياً..باختصار أن التراث هو تراكم تاريخي طويل متعدد المشارب (ثقافي، أدبي، اقتصادي، اجتماعي، سياسي، معماري..الخ)، وهذا السجل بكامل حمولته يشكل هوية كل مجتمع وخصوصيته التي تميّزه عن باقي المجتمعات.

### مفهوم التراث

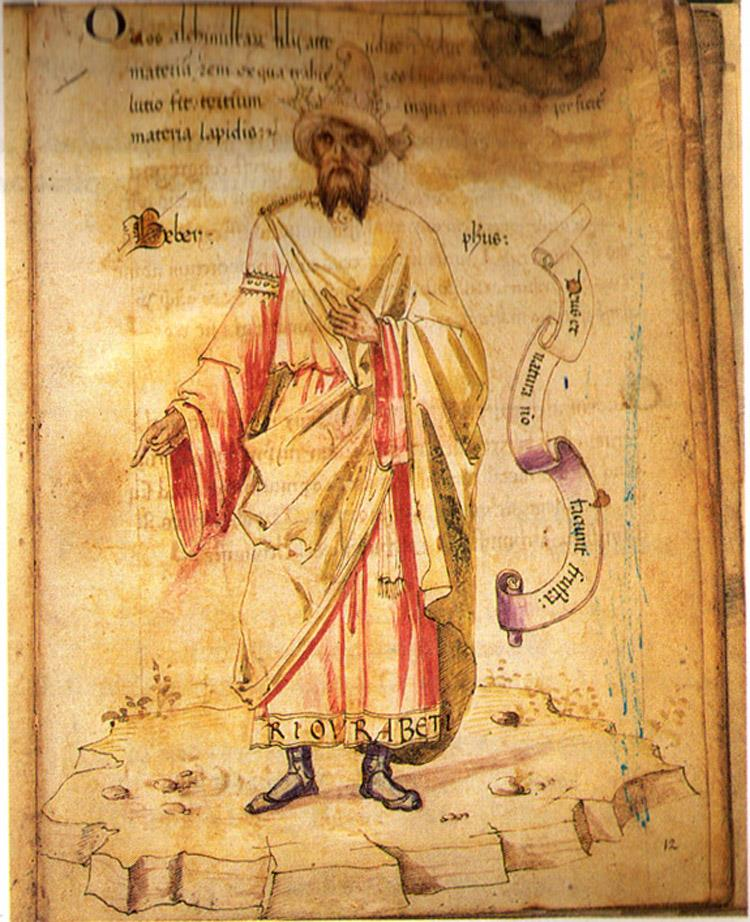
جابر بن حيان الذي يُعتبر أبو الكيمياء، والذي قدم الطريقة العملية، واخترع الإنبيق، المقطرة، والمعوجة، والعديد من العمليات الكيميائية، مثل التقطير النقي، والترشيح، والعديد من المواد الكيميائية مثل الكحوليات المقطرة. وهو أيضًا من أسس لصناعة.

أصل كلمة تراث في اللغة من مادة (ورث) التي تدور حول «ما يتركه الإنسان لمن بعده»، كما جاء في قوله تعالى:﴿وَإِنِّي خِفْتُ الْمَوَالِيَ مِنْ وَرَائِي وَكَانَتِ امْرَأَتِي عَاقِرًا فَهَبْ لِي مِنْ لَدُنْكَ وَلِيًّا ۝٥ يَرِثُنِي وَيَرِثُ مِنْ آلِ يَعْقُوبَ وَاجْعَلْهُ رَبِّ رَضِيًّا ۝٦﴾ [مريم:5–6]، وقوله جل في علاه: ﴿وَتَأْكُلُونَ التُّرَاثَ أَكْلًا لَمًّا ۝١٩﴾ [الفجر:19] ، وقوله عز وجل: ﴿وَوَرِثَ سُلَيْمَانُ دَاوُدَ وَقَالَ يَا أَيُّهَا النَّاسُ عُلِّمْنَا مَنْطِقَ الطَّيْرِ وَأُوتِينَا مِنْ كُلِّ شَيْءٍ إِنَّ هَذَا لَهُوَ الْفَضْلُ الْمُبِينُ ۝١٦﴾ [النمل:16] .
وقد وردت كلمة التراث في القرآن مرة واحدة بمعنى الميراث في الآية الكريمة: ﴿وَتَأْكُلُونَ التُّرَاثَ أَكْلًا لَمًّا ۝١٩﴾ [الفجر:19] أي تأكلون الميراث لا تسألون أمن حلال هو أم من حرام؟ وهكذا فإن كلمة التراث في العربية تعنى الميراث وهو يشمل المال كما في الآية السابقة، كما يشمل الدين والعلم والهداية – كما في قول النبى صلى الله عليه وسلم السابق، ويتضح أيضاً في قول الله تعالى في دعاء زكريا: ﴿يَرِثُنِي وَيَرِثُ مِنْ آلِ يَعْقُوبَ وَاجْعَلْهُ رَبِّ رَضِيًّا ۝٦﴾ [مريم:6] فالمراد هنا «وراثة العلم والدين» وكذلك في قوله تعالى:﴿ثُمَّ أَوْرَثْنَا الْكِتَابَ الَّذِينَ اصْطَفَيْنَا مِنْ عِبَادِنَا فَمِنْهُمْ ظَالِمٌ لِنَفْسِهِ وَمِنْهُمْ مُقْتَصِدٌ وَمِنْهُمْ سَابِقٌ بِالْخَيْرَاتِ بِإِذْنِ اللَّهِ ذَلِكَ هُوَ الْفَضْلُ الْكَبِيرُ ۝٣٢﴾ [فاطر:32] فالمقصود هنا وراثة الاعتقاد والإيمان بالكتب المنزلة من قبل القرآن.
وقد أطلق الصحابى أبو هريرة كلمة الميراث على التراث العقائدى والثقافى عندما خاطب الصحابة «أنتم هنا وميراث محمد يوزع في المسجد...» فلما انطلقوا إلى المسجد اندهشوا إذ لم يجدوا سوى حلق الذكر وتلاوة القرآن فأوح لهم أبو هريرة: إن هذا هو ميراث محمد صلى الله عليه وسلم.وهكذا نخلص إلى أن التراث في لغة العرب بمعنى الميراث ويطلق على وراثة المال والعقيدة والدين والمجد والحسب.
«التراث» اصطلاحاً : ثمة تعريفات عديدة للتراث نذكر منها على سبيل المثال:
- التراث هو: مجموع الماديات والروحيات التي تصاحب الأمة على مدار تاريخها.[11]
- التراث هو «تلك الحصيلة من المعارف والعلوم والعادات والفنون والآداب والمنجزات المادية التي تراكمت عبر التاريخ. وهو نتاج جهد إنسانى متواصل قامت به جموع الأمة عبر التاريخ، وعبر التعاقب الزمنى أصبحت هذه الحصيلة المسماة التراث تشكل مظاهر مادية ونفسية ونمطاً في السلوك والعلاقات وطريقة في التعامل والنظر إلى الأشياء».[12]
- التراث هو كل ما خلفه السلف – أي سلف – للخلف – أي خلف – في مجال العقائد والفلسفة، والعلوم، والآداب، والسلوك، واللغة، والفن، والعمران[ ؟ ]. والتراث مكتوب ومفعول، يشمل المخطوطات، والذخائر العلمية الأدبية التي تحتاج إلى نشر وتحقيق ودراسة، ويشمل الحدث التاريخى الذي يحتاج إلى فقه تاريخى".[13]

شكل هندسي للرياضي أبي سهل الكوهي.

وإذا تأملنا التعريفات السابقة يتبين لنا ان التراث – بإيجاز – هو ما خلفه السلف للخلف من عقيدة وحضارة مادية ومعنوية . ويتصف التراث بما يلى:
1. يعد التراث ركناً أساسياً من أركان الهوية الثقافية للأمة.
2. يمثل التراث للأمة خزانة الخبرات والعبر التي يجب عليها الاستبصار بها في تعاملها مع حاضرها ومستقبلها.
3. التراث يتضمن جانبين:
  1. معنوى (عقائد، علوم، أدب، قيم... الخ).
  2. مادى (أشياء، مبانى، آثار، وقائع وأحداث ... الخ).
4. التراث (فيما عدا العقيدة السماوية) نتاج بشرى، ويحمله بشر (السلف) إلى بشر (الخلف).
5. إذا كان التراث (فيما عدا العقيدة السماوية) نتاج بشرى، فإنه يتضمن في داخله ن الأفكار والأفعال الصحيح والخطأ، السلبيات والايجابيات.
6. التراث حاضر في الأمة الإسلامية بمعنى أنه يعد مكوناً من مكونات الفكر والوجدان والسلوك، وله فعله وتأثيره في الحاضر. وهذا ما دعا البعض إلى وصف التراث بـ «المتصل» الحى الذي ينحدر مع الأجيال الماضى إلى الحاضر ويتجه صوب المستقبل في تدفق مستمر .

فالتراث يطلق على وراثة الحسب والمال والدين[ ؟ ]، وقد يتسع ليشمل الملك والنبوة.

### مفهوم التراث الإسلامي
مصطلح التراث الإسلامي: هو مصطلح شامل يتسع لكل ما أنتجته الحضارة الإسلامية والمجتمعاتُ المنتمية لها من تراث سواء أكان بالعربية أم التركية أم الفارسية، أم غيرها من لغات اصطنعها المسلمون في صياغة إنتاجهم المعرفي.
والأمر هنا لا يقتصر بالضرورة على الإنتاج المعرفي في العلوم الشرعية وحدها كالتفسير والحديث والفقه ونحو ذلك، بل يتسع ليشمل كل ما خلَّفه العلماء المسلمون عبر العصور من مؤلفات في مختلف فروع المعرفة، وبشتى اللغات، وفي كل بقعة من بقاع الأرض بلغتها دعوةُ الإسلام.
ورغم أن مصطلح التراث (LEGACY) في الحضارة الغربية المعاصرة يطلق أيضاً على المخلفات الحضارية والثقافية والدين[ ؟ ]ية؛ فإن الروح العلمانية (غير الدينية) المهيمنة على الفكر الغربي الحديث جعلته لا يميز بين الدين وبقية الإرث الحضاري؛ بل هو يتعامل مع التراث على سواء بين ما مصدره الإنسان المخلوق وما مصدره الإله الخالق، فالكل يتعرض لعملية النقد والانتقاء والقبول والرفض، ويخضع الدين لهذا المنهج دون أية قداسة.
ومن هنا يكمن خطر اعتبار الدين تراثاً ضمن الظلال العلمانية الغربية التي أحاطت بمصطلح (التراث)، فالمشكلة إذَنْ ليست في تعريف التراث كاصطلاح علمي حضاري، وإنما في هيمنة الفكر الغربي وقيادته للعلوم وللثقافة، وتحديده لمصطلحاتهما وصبغهما بصبغته غير الدينية.

## الدين والتراث الإسلامى

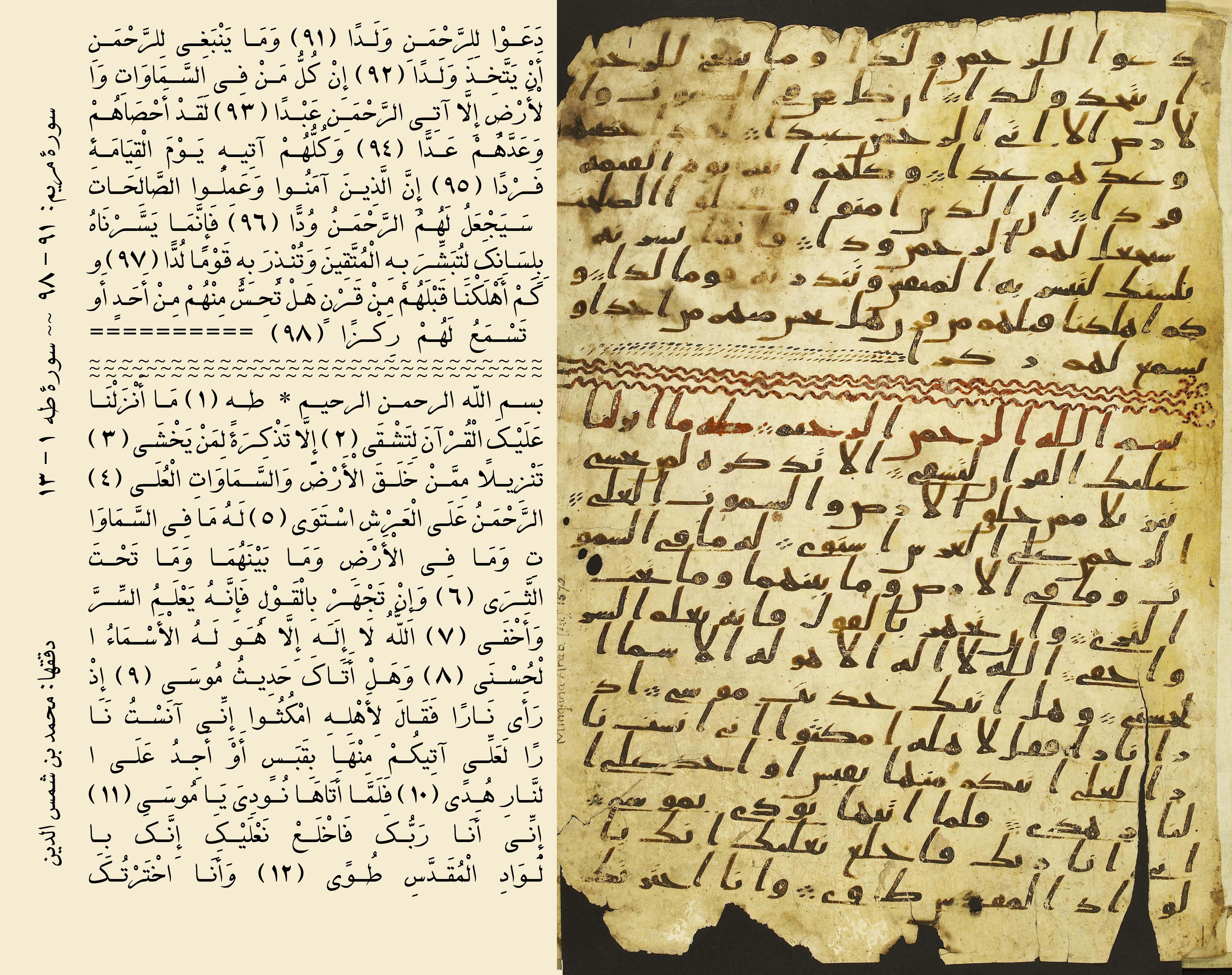
مقارنة مخطوط برمنغهام بالقرآن الكريم

يعتبر التراث الإسلامي مظهراً من مظاهر الإبداع الفردي والإبداع الجماعي للأمة خلال تاريخها الطويل، كما يعتبر التراث أفضل تعبير عن الهوية الثقافية للأمة وذاتيتها الثقافية.
ويشمل التراث الإسلامي أشكالاً متعددة ثقافية وفنية وفكرية متوارثة من ماضي الأمة القريب والبعيد. وهو عطاء من صنع الإنسان، يختلف باختلاف الأزمنة والأماكن، وهو في مفهومه العام يخص التراث المادي وما يشمله من مبان أثرية، أو ما تكشفه الحفريات، وما تضمه المتاحف من آثار ممثلة العصور مختلفة، بل يضم أيضاً التراث الفكري النابع من أعمال ونتاج العلماء والكتاب والمفكرين والمبدعين، كل في عصره.
كما أن هناك تراثاً اجتماعياً يتمثل في العادات والأعراف والتقاليد السائدة في المجتمع ومدى تأثيرها في أفراده. ولذلك كانت له علاقة وطيدة بالممارسات الثقافية ونظرتها إلى المستقبل، والربط بين حاضر الأمة وبين ماضيها.
وإذا كنا نؤمن بأن المصدر الأساس للتراث الإسلامي هو القرآن الكريم والسنّة النبوية الصحيحة، اللذان فجرا عطاءات علمية وفكرية وثقافية، فإننا ننزه تراثنا عن حصر مدلوله في مجرد الصيانة المنظمة للآثار، وتبويبها في قوائم، وعرضها، أو في مجرد مواصلة الاحتفالات التقليدية، أو في الارتباط العاطفي بآثار الماضي. ذلك أن التراث يعتبر من أهم الوسائل الفعالة في ترسيخ الهوية الثقافية.
كما أننا نرفض إضفاء هالة التقديس على التراث الإسلامي بحجة أن الوحي هو الذي فَجَّرَه، ذلك لأن هذا التراث ليس بوحي بل هو عمل إنساني وإن ارتبط بالوحي.
ولهذا نرى أن دراسته دراسة نقدية هادفة هي أمر مفيد يندرج ضمن سبل العناية به. فالثقافات التي لديها الجرأة على القيام بنقد ذاتي لتاريخها والاستفادة من الدروس المستخلصة من تراثها، يمكنها أن تصوغ تراثها المستقبلي بروح خلاقة لمواكبة التغير دون التخلي عن أصالتها، وإن الذين يستوعبون تراثهم اكتشافاً ودراية ونقداً، يكونون أكثر استعداداً للحفاظ على التواصل من خلال التغيير.
والتراث الإسلامي على صنفين : التراث المكتوب والمقروء والذي تزخر به آلاف المكتبات في مختلف البلدان والقارات، والتراث المرئي من آثار وأدوات ومنجزات عمرانية وحضارية ومهارات فنية لازال بعضها قائماً منتشراً يثير الإعجاب والتقدير.

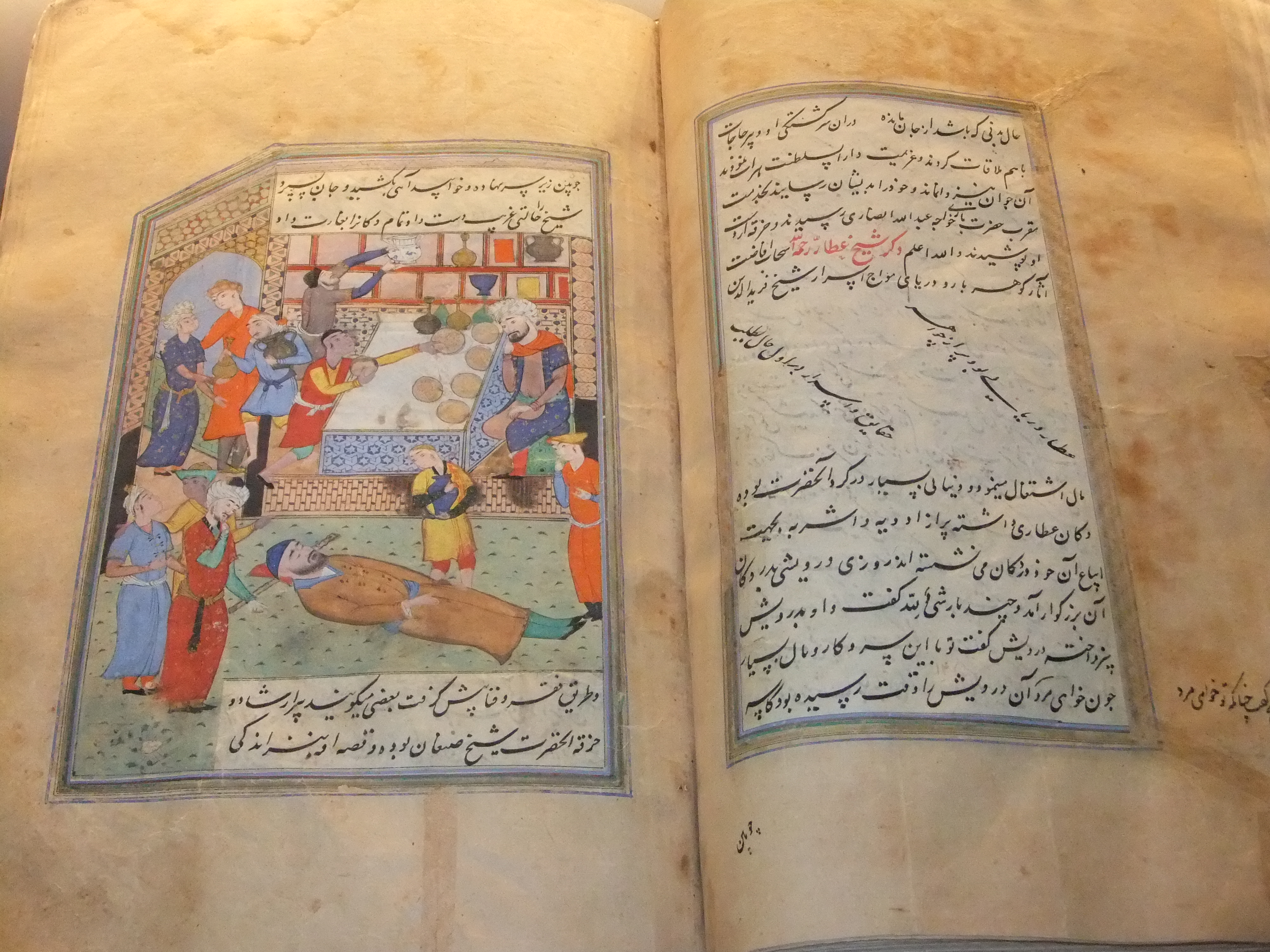
مخطوط لفريد الدين عطار

عند الحديث عن التراث الإسلامى يثار دائماً السؤال التالى : 
ما موقع الإسلام (قرآناً وسنة) من التراث الإسلامى ؟ هناك مواقف ثلاثة تجيب عن هذا السؤال إجابات مختلفة :
1. فهناك من يخلط بينه وبين الدين، ومن ثم يخلع على التراث صفة القداسة التي هي للدين ؛ إذ " لا يزال بعضنا يصر حتى اليوم على نقل القدسية من الكتاب والسنة المعصومين إلى أقوال واجتهادات البشر الفقهية، والفكرية وفعلهم التاريخى " وهؤلاء " يدافعون عن التراث كله على أنه دين [15]
2. وهناك – في المقابل – من ينادى بالفصل التام بين الدين والتراث الإسلامى بدعوى أن «الدين إلهى، والتراث بشرى، ولا ينبغى أن نخلط بين البشرى والإلهى» إلا أن البعض يحذر من هذا الرأى ويراه «قوله حق يراد بها باطل، تسعى إلى وضع القرآن والسنة موضع النصوص المقدسة البعيدة عن البشر بما يعنى جمودها» فضلاً عن أن " إخراج الإسلام من التراث يحول التراث إلى لا شئ[16]".
3. وهناك رأى ثالث يرى أصحابه أن التراث «لا يقتصر على المنجزات الحضارية بل أنه يشتمل أيضاً على الوحى الإلهى (القرآن والسنة) الذي ورث عن الأسلاف».[17]

وعلى ذلك يصبح في التراث جانبان :
الأول : إلهى مقدس يتمثل في القرآن الكريم والسنة النبوية.
الثانى : بشرى لا قداسة له يتمثل في إبداعات الإنسان الحضارة في المجالات المعنوية والمادية، ويجوز عليها – بحكم بشريتها – الصواب والخطأ .
والنظر إلى التراث والتعامل مع وفق هذا الموقف الأخير " لن يكون واحداً، إذ أن الوحى الإلهى لا يقبل الانتقاء والاختيار منه، أو محاولة تطويعه للواقع، أو التفكير في توظيفه لتحقيق مصالح خاصة أو عامة ، بل هو إطار يحكم الحياة ولكنه يدعها تتطور داخله ، فإذا انفلتت خارجة عنه ، فقد وقع انحراف لا بد من تقويمه ، وأما المنجزات البشرية الحضارية، فإنها قابلة للانتخاب والتوظيف وفق الرؤية المعاصرة.
وهكذا فالقرآن والسنة النبوية إن أدخلا في التراث فإنهما «يسموان عليه ، فالتراث ينطلق منهما وينضبط بهما. فالقرآن الكريم قوام على التراث وحفيظ على ما فيه من القيم، كما أنه – أي القرآن– قوام على السنة الصحيحة التي هي تطبيق له، وهما الإطار الذي يجب أن نرجع إليه ونحتكم في كل قضايا التراث».
ومن ثم ، يصبح التراث الإسلامى عند أصحاب هذا الموقف الأخير هو " ما ورثناه عن آياتنا من عقيدة، وثقافة، وقيم، وآداب، وفنون وصناعات وسائر المنجزات الحضارية الأخرى المعنوية والمادية ".
وتأسيساً على ما سبق ، واستناداً إلى هذا الموقف الأخير ، الذي تتبناه الدراسة الحالة ، يمكن أن نعرف التراث الإسلامى – بإيجاز – بأنه كل ما خلفه الأسلاف المسلمون من عقيدة دينية (القرآن والسنة) وعطاءات حضارية (مادية ومعنوية).

### الحدث القرآني

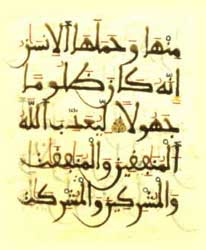
صفحة أندلسية أو مغربية من القرآن، تعود للقرن الثالث عشر، وتظهر عليها الآية الثالثة والسبعين من سورة الأحزاب.

يحمل لفظ القرآن شحنة كلامية كثيفة لا تجعله كفيلا بأن يكون مفهوما إجرائيا يستخدم من أجل مشروع نقدي وإعادة تحديد للتراث الإسلامي في مجموعه. عندما أتحدث عن الحدث القرآني على غرار الحديث عن الحدث البيولوجي أو الحدث التاريخي، فإنني أرمي من ذلك إلى استبعاد كل البناءات المذهبية، وكل التحديات الكلامية والفقهية والأدبية والخطابية والتفسيرية... التي تؤخذ عادة على أنها غير قابلة للنقاش منذ انتقالها من متن قرآني مفتوح إلى متن رسمي مغلق. وهو انتقال يصعب تحديد تاريخه بدقة، وليس بإمكاننا إلا الإشارة إلى بعض المراجع الكرونولوجية كتاريخ الطبري وتفسيره ورسالة الشافعي وصحيح البخاري ومسلم والكليني وابن بابويه وأبي جعفر الطوسي. كل هؤلاء المؤلفين قد خلفوا لنا مؤلفات تعد معلمات في التطور التاريخي البطيء لبناء الأصول الإسلامية التي عرفت جدالا كلاميا وتناحرا سياسيا. وسرعان ما أصبحت الصحاح بدورها متونا رسمية منغلقة على ذاتها تحتل المرتبة الثانية ضمن الأصول التي حددها الشافعي لبناء شريعة[ ؟ ] يوقن بتفاسيرها. ومن حيث إن هاته المؤلفات السنية والإمامية إبداعات جماعية، فإنها تعكس التطورات اللغوية والثقافية والسيكو-اجتماعية لوضع إيتوس إسلامي بالمعنى الأنتربولوجي لكلمة ethos كما حدده C.Geertz. كما أنها تشهد على تبادل التفاعل بين تعاليم القرآن والمعطيات الأتنية الثقافية الخاصة بمختلف الأوساط التي دخلها الحدث القرآني.

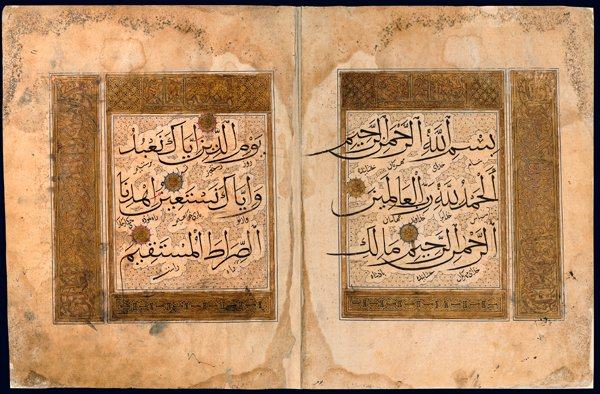
النسخة الأولى المترجمة إلى اللغة الفارسية لكتاب تفسير الطبري وتعود للعام 606 هجري.

لم يحدث الإيتوس الإسلامي وهو في طريقه إلى التكوين[ ؟ ] التأثير نفسه على مختلف الجماعات التي تنتمي إلى مجموعة شاسعة الأطراف تمتد من إيران القديم إلى المناطق الآهلة بالبربر[ ؟ ] إلى الجزيرة العربية والمجال التركي الشاسع الخ. وحتى بعد أن تحددت المتون الرسمية وتوقف انفتاحها وأخذت تذيع كتابة ومشافهة فإن انتشار الإيتوس الإسلامي لم يعمم على الجماعات كلها امتدادا وعمقا، كما أنه لم يتحدد دوما وفقا للتعريف الأصولي النموذجي الذي حافظ عليه التراث المكتوب.
ينبغي ربط التكون التاريخي لما ندعوه الشرع الإسلامي، خصوصا في جانبه الفقهي، بالحدث الإسلامي، أما الدور الذي يقوم به الحدث القرآني فيقتصر على أن يضفي على نصوص القواعد التي أصبحت شريعة طابعا قدسيا. ونحن نعلم اليوم أن تشكل المذاهب الفقهية قد استمر حتى القرن الرابع الهجري، وابتداء من القرن الثالث فرض إضفاء القدسية نفسه كضرورة دينية للحد من تشرب الأعراف والتقاليد المحلية. وإن كل المحاولات التي سعى عن طريقها الخطاب النبوي إلى نهج سبل تحرر قانوني للشخص لم تجد إلا تطبيقات جزئية عبر الأزمنة والأمكنة ما دامت تحالفات القرابة مازالت اليوم تثقل بكاهلها على محاولات بناء حديث للروابط الاجتماعية وظهور المجتمع المدني ودولة القانون والشخص -الفرد- المواطن كعوامل فعالة في السير التاريخي نحو الحداثة الفكرية والروحية والسياسية. سقت مثالا عن الكيفية التي يوظف بها الفقهاء أنفسهم الخطاب القرآني لحصار ما يرون أن من شأنه أن يهز أسس النظام العرفي الذي كان يضمن آليات التضامن الأسري والتآزر العشائري في الفضاءات العرفية والثقافية التي يمتد فيها حكم الدولة الإسلامية الناشئة. بعد أن فرض ما دعوته المتن الرسمي المنغلق نفسه كرس التراث الإسلامي الأمر الواقع الذي فرضته التفاسير والمصادر التي اعتبرت أصولا. لهذا لا يمكننا اليوم أن نرجع القهقرى ولا أن نحرر الشخص من الأوضاع التي حددت في ما دعي قانون الأحوال الشخصية. وبالفعل، فإن هذا الأمر الواقع أمر لا رجعة فيه، وما زالت الشريعة[ ؟ ] بالنسبة لأعضاء الأمة ينظر إليها على أنها أحكام تفرعت عن الآيات القرآنية.

### رآي جمهور علماء المسلمين

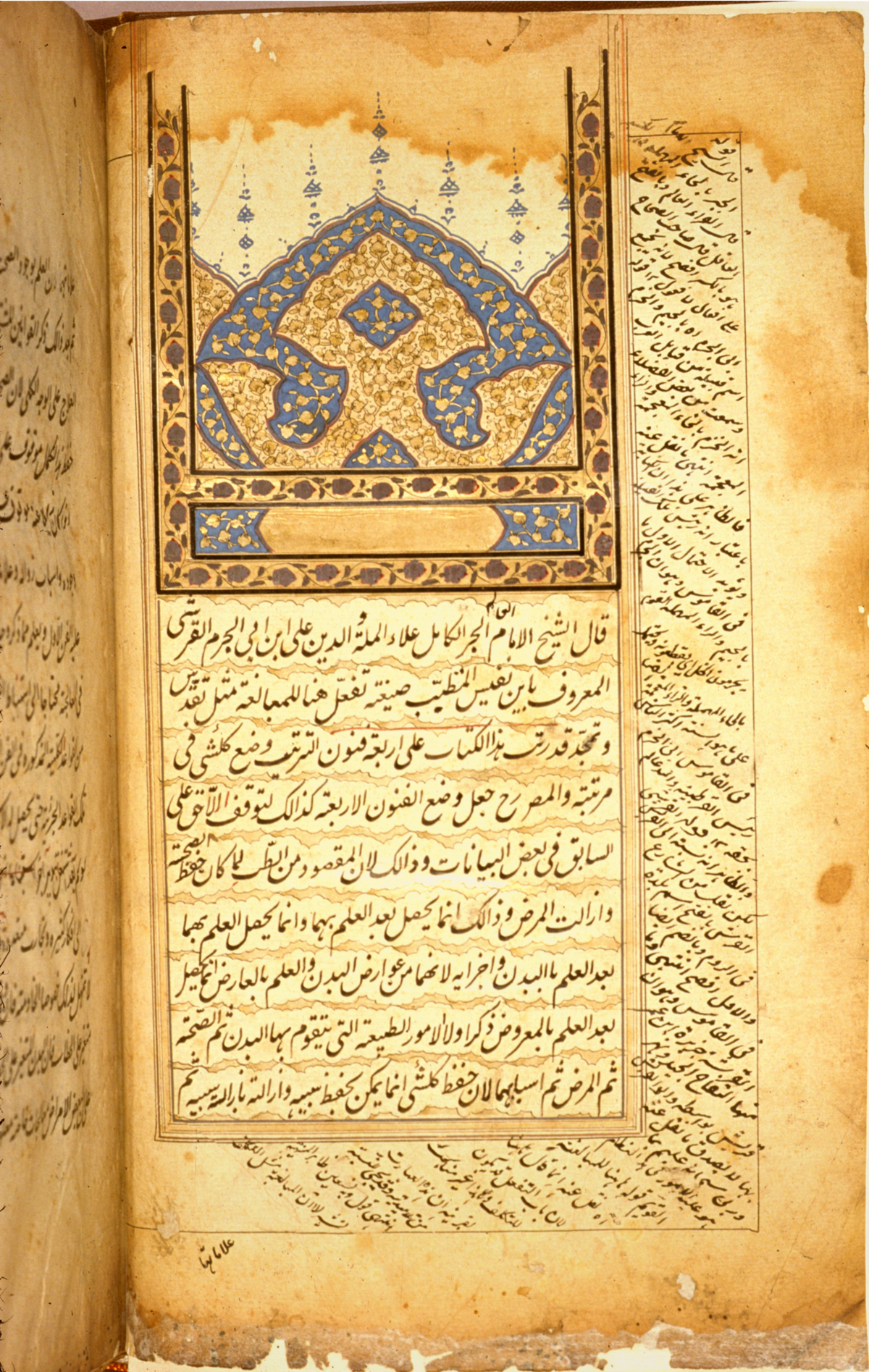
مقدمة كتاب طبي لابن النفيس مكتشف الدورة الدموية الصغرى.

بين إفراط الظاهريين وتفريط الحداثيين يجد الدارس للفكر الإسلامي أن الجمهور الأعظم من العلماء المسلمين فرقوا في تعاملهم مع التراث الإسلامي بين قسمين:
القسم الأول: ما هو نصوص سماوية أو وحي رباني بالمفهوم العام للوحي الذي يشتمل على السنة النبوية الصحيحة وما يدخل في حدود قوله تعالى ﴿وَمَا يَنْطِقُ عَنِ الْهَوَى ۝٣ إِنْ هُوَ إِلَّا وَحْيٌ يُوحَى ۝٤﴾ [النجم:3–4], وهذا لا شك أنه دين مقدس يجب الالتزام به، ولا يصح بحال التلاعب به لا زيادة ولا نقصا ولا تبديلا، فضلا عن إخضاعه لعملية النقد البشري.
القسم الثاني: ما هو اجتهادات بشرية في فهم هذه النصوص وتطبيقها على الواقع، وهذا بلا شك موروث تاريخي له قيمة كبيرة، يمكن الانتفاع به، والانطلاق منه، والبناء عليه، ولا يصح تجاوزه أو تجهله، ولكنه مع ذلك لا يحمل صفة الدين والقداسة، لذا فهو قابل للنقد أو حتى النقض والأخذ والرد والتطوير.
وبهذا المفهوم يمكن للثراث الإسلامي أن يجمع بين ما هو دين مقدس، وما هو تاريخ في ذات الوقت، أما الدين فهو النصوص القطعية -أقصد القرآن والسنة الثابتة- وهذه تمثل الأصول والكليات والأهداف والقواعد العامة، والمرن هو النصوص الظنية أي المحتملة لثبوت النقل وعدمه، وهي ما سوى القرآن والأحاديث النبوية الثابتة، أو النصوص المحتملة لأكثر من معنى، كلها بما فيها القرآن والسنة وهذه تمثل الفروع والجزئيات والوسائل وأساليب التطبيق.
وبهذا يجمع التراث الإسلامي وبمصطلح أدق الشريعة الإسلامية بين الثبات والمرونة، وهذا يجعلها قادرة على استيعاب كل المستجدات في كل العصور، مع محافظتها على المبادئ العامة والقواعد الكلية، وهذه - أقصد المبادئ- وحي من الله ولا يصح لبشر أن يتدخل فيها البتة، هذا إن سلمنا جدلا بأن أحدا من البشر قادر على التدخل فيها ونقدها وتعديلها، والصحيح أن ذلك فرض جدلي محال، يقول تعالى: ﴿فَأَقِمْ وَجْهَكَ لِلدِّينِ حَنِيفًا فِطْرَةَ اللَّهِ الَّتِي فَطَرَ النَّاسَ عَلَيْهَا لَا تَبْدِيلَ لِخَلْقِ اللَّهِ ذَلِكَ الدِّينُ الْقَيِّمُ وَلَكِنَّ أَكْثَرَ النَّاسِ لَا يَعْلَمُونَ ۝٣٠﴾ [الروم:30], ثم إن أحق وأقدر من يضع هذه المبادئ الكلية التي تصرف أمور الخلق هو الخالق لا الخلق، الخالق صاحب الكمال والعلم المطلق الأعلم بطبيعة الخلق وما يصلح لهم، يقول تعالى: ﴿أَفَحُكْمَ الْجَاهِلِيَّةِ يَبْغُونَ وَمَنْ أَحْسَنُ مِنَ اللَّهِ حُكْمًا لِقَوْمٍ يُوقِنُونَ ۝٥٠﴾ [المائدة:50], من هنا قال صلى الله عليه وسلم (إني قد تركت فيكم ما إن اعتصمتم به فلن تضلوا أبدا كتاب الله وسنة نبيه).
تندرج مؤلفاتُ جابر بن حيّان الكيميائية، ومؤلفات الخوارزمي الرياضية، ومؤلفات الرازي وابن سينا الطبية، ومؤلفات الإدريسي والمقدسي الجغرافية، تحت عنوان التراث الإسلامي. ومن حيث اللغة، تعدُّ مؤلفات الفردوسي وعمر الخيام وجلال الدين الرومي تراثًا إسلاميًّا وإن كُتبت بالفارسية، وتُلْحق كتاباتُ ابن كمال باشا وآشق باشا بالتراث الإسلامي رغم تدوينها بالتركية. ومن حيث المكان، تمثل مؤلفات العلماء في الأندلس وفارس وإفريقيا وجمهوريات ما كان يسمى بالاتحاد السوفيتي لبناتٍ متألقة في صرح التراث الإسلامي.

### نظرة التقليديين
بعض التقليديين ينظروا إلى التراث الإسلامي، على أنه كله -النصوص الشرعية والاجتهادات البشرية على حد سواء- دين مقدس صالح لكل زمان ومكان ويجب الالتزام به، والوقوف عند كل جزئية من جزئياته، مستدلين بقوله صلى الله عليه وسلم: (من أحدث في أمرنا هذا ما ليس منه فهو رد). (أخرجه البخاري)، هؤلاء أوقفوا عجلة التاريخ ووقفوا عند مذاهب القدماء بكلياتها وجزئياتها، محاولين إسقاط تلك النصوص والاجتهادات على قضايا العصر، حتى القضايا المستجدة إما أن تكيف بما يتلاءم مع ذلك الموروث أو أن تعتبر من بدع هذا الزمان، وحكموا على كل إضافة في هذا التراث بالرد، وعطَّلوا باب الاجتهاد محتجين بأن الله أكمل الدين وأتم التشريعات الكلية والجزئية، ولا داعي لأي إضافة بشرية مستدلين بقوله تعالى: ﴿حُرِّمَتْ عَلَيْكُمُ الْمَيْتَةُ وَالدَّمُ وَلَحْمُ الْخِنْزِيرِ وَمَا أُهِلَّ لِغَيْرِ اللَّهِ بِهِ وَالْمُنْخَنِقَةُ وَالْمَوْقُوذَةُ وَالْمُتَرَدِّيَةُ وَالنَّطِيحَةُ وَمَا أَكَلَ السَّبُعُ إِلَّا مَا ذَكَّيْتُمْ وَمَا ذُبِحَ عَلَى النُّصُبِ وَأَنْ تَسْتَقْسِمُوا بِالْأَزْلَامِ ذَلِكُمْ فِسْقٌ الْيَوْمَ يَئِسَ الَّذِينَ كَفَرُوا مِنْ دِينِكُمْ فَلَا تَخْشَوْهُمْ وَاخْشَوْنِ الْيَوْمَ أَكْمَلْتُ لَكُمْ دِينَكُمْ وَأَتْمَمْتُ عَلَيْكُمْ نِعْمَتِي وَرَضِيتُ لَكُمُ الْإِسْلَامَ دِينًا فَمَنِ اضْطُرَّ فِي مَخْمَصَةٍ غَيْرَ مُتَجَانِفٍ لِإِثْمٍ فَإِنَّ اللَّهَ غَفُورٌ رَحِيمٌ ۝٣﴾ [المائدة:3]، ونتيجة هذا التفكير وقف هؤلاء عاجزين عن حل مشكلات العصر واستيعاب مستجداته، وضيقوا الإسلام عن أن يعالج تلك المشكلات ويستوعب تلك المستجدات، وعن أن يكون صالحا لكل زمان ومكان.

### نظرة الحداثيين

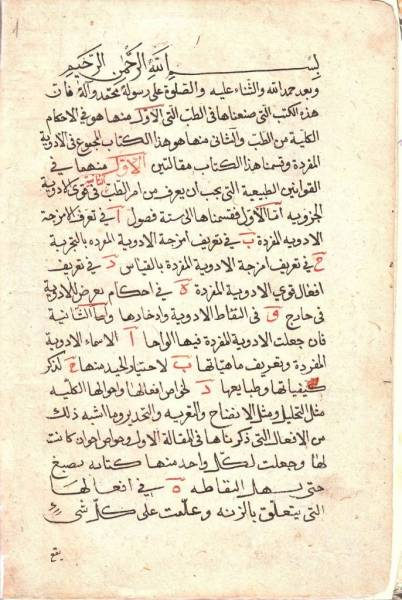
أقدم نسخة لـ ابن سينا الصفحة الثانية من "قانون في الطب" من عام 1030 ميلادية.

بعض من الحداثيين ينظروا إلى التراث الإسلامي على أنه اجتهادات بشرية محكومة بعقول وأفهام بشرية-من جهة- وبواقع خاص من جهة أخرى، وبالتالي فهي قابلة للأخذ والرد؛ لأنها اجتهادات بشرية، ولأنها مرتبطة بزمان ومكان خاصين وقد لا تتناسب مع غيرهما، والواقع أن أكثر هؤلاء أداروا ظهورهم لكل هذا الموروث وجردوه من أي صفة دينية قدسية، وأقصى حالات الاحترام لهذا التراث -عند هؤلاء- مجرد الدعوة إلى إعادة صياغته بكلياته وجزئياته بصيغة تتلاءم مع العصر، فعلى سبيل المثال يدعو طه حسين إلى إخضاع القرآن الكريم للنقد كأي نص أدبي، ويدعوا آركون إلى نقد العقل الإسلامي، ويقصد كل ما كان له دور في تشكيل العقل الإسلامي من نصوص القرآن والسنة واجتهادات العلماء السابقين، ويعتبر نصر أبو زيد القرآن نصوصا خاصة نزلت لتعالج وقائع خاصة لشخوص وأزمان محددة، ولا يصح –عنده- أن تعمم على غير هذه الوقائع، ومثلهما محمد شحرور وغيرهما ممن يسمون بالحداثيين، وما يجمع بين هؤلاء أنهم يخضعون التراث الإسلامي كله بما فيه القرآن والسنة للنقد والنقض والأخذ والرد، أي أن التراث الإسلامي –عند هؤلاء- كله تاريخ وليس فيه شيء مقدس.

### الإطار النظري

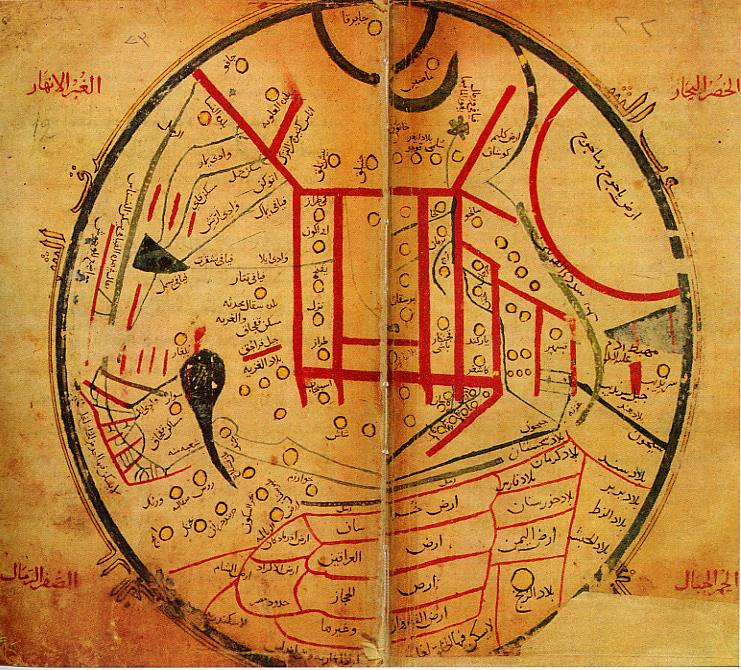
خريطة لقبائل الترك من كتاب ديوان لغات الترك لمحمود الكاشغري

الحديث عن التراث الإسلامي بصيغة التعريف بدل الكلام عن الإسلام فحسب؟ وكيف يفحص هذا التراث بحيث يشمل الفحص جميع التجليات التاريخية والاجتماعية بعيدا عن التحديدات الكلامية التي تواجه بين تراث أصولي تعترف به كل جماعة (أهل السنة والجماعة بالنسبة لأهل السنة، وأهل العصمة والعدالة بالنسبة للشيعة الإمامية) وبين مختلف البدع. الإسلام هو الاسم العام الذي يطلق على مختلف المدارس الكلامية والفقهية والتفسيرية وعلى كل الشعوب التي تبنت هذا المذهب أو ذاك، على هذا النحو فإن الإسلام يتعدد بتعدد الأوساط الاجتماعية والثقافية واللغوية التي اقتسمت ذاكرة تاريخية طويلة، وعلى هذا النحو يتحدث عن إسلام أندونيسي وإسلام هندي وإسلام تركي وأزبيكي وسينغالي وإيراني الخ. وينبغي دراسة وجود الشخص وتطوره وحمايته أو قمعه داخل كل تراث محلي على حدة، مع الأخذ بعين الاعتبار بهيمنة التراث الإسلامي. إن التراث الإسلامي الذي يشترك فيه جميع المسلمين، مهما كانت مرجعيتهم اللغوية والثقافية والتاريخية، يشمل ثلاثة أصول كبرى: القرآن والأحاديث النبوية (التي يضيف إليها الشيعة تعاليم الأئمة الاثنا عشر أو الـ 7 حسب الشيعة الاثني عشرية أو الإسماعيلية[ ؟ ])، ثم الشريعة[ ؟ ] التي هي المظهر القانوني لأوامر الله والتي تبلورت بفضل اجتهاد الفقهاء.
لقد تحددت هذه الأصول الثلاثة نظريا حسب الترتيب الذي قدمناها به خلال فترة تشكل الفكر الإسلامي (661هـ) ، بعبارة أخرى فإن النصوص والتعاليم والمذاهب التي تندرج تحت هذا التراث المكتوب تنتمي جميعها إلى فترة من التاريخ العام للفكر يطلق عليها فترة وسيطية. سنعود فيها بعد إلى القضايا التي يطرحها تحقيب التاريخ العام للحضارات كذلك الذي فرضه التقليد التاريخي الأوروبي ابتداء من القرن السادس عشر. ولنكتف الآن بالقول إن بإمكاننا أن نتحدث عن التراث الإسلامي بصيغة التعريف لأنه سعى دوما لفرض سيادته متجاهلا، بل ولاغيا في بعض الأحيان الممكنة، التراثات المحلية السابقة عليه، لأنها تنتمي إلى ما ينعته القرآن الكريم بالجاهلية أي فترة الجهل بالديانة الصحيحة التي بعثها الله لنبيه خاتم المرسلين. إن هذا التعريف الكلامي للتراث الذي يقضي على غيره ويمحوه، يجهل بطبيعة الحال مفاهيم التقاليد والأعراف كما بلورتها الاثنوغرافيا والأنتربولوجيا الثقافية منذ القرن التاسع عشر. إن التوتر التقليدي بين التراث الكتابي كما هو عند علماء الكلام والفقهاء، وبين التقاليد المحلية يغتني اليوم بإعادات النظر التي بلورها التاريخ النقدي ومجموع العلوم الاجتماعية وأدخلتها في دراسة كل أشكال التراث الديني ابتداء من اليهودية والمسيحية اللتين لم تنفكا تواجهان تحديات الحداثة. كما أن صيغة التعريف التي أعطيناها للتراث تشير كذلك إلى المقاومات التي يبديها الفكر الإسلامي الحديث إزاء ما تمليه الحداثة باسم “دين حق” يرفض الأسئلة التي تطرحها عليه حتى التوترات التربوية لماضيه عندما كان ذلك الماضي يسمح بالتعدد المذهبي.

## التراث في الحضارة العربية
التراث هو انتقال السمات الحضارية أو الثقافية لمجتمع معين من جيل إلى جيل عن طريق التعلم والتعليم، ويسمى بالتراث الحضاري أو الثقافي أو الاجتماعي. ويتحدد التراث ـ كمصطلح اجتماعي ـ بالسمات الحضارية أو الثقافية والاجتماعية لأمة من الأمم. انه تركة الأجيال الماضية من حضارة مادية ومعنوية يتلقاها الأفراد من المجتمع، الذين هم أعضاء فيه.
وهذه السمات الحضارية هي كل شيء ـ بالنسبة للأشخاص، ولولاها لما استطاع المجتمع أن ينمو ويتطور ويتقدم. فالتراث الحضاري عنصر مهم من عناصر التطور، والإنسان المعاصر مدين لأجياله السابقة التي أورثته كل هذه النماذج التي لها الفضل الكبير في بلورة شخصيته الحضارية وتكاملها.
ويشكل التراث تراكما حضاريا وثقافيا عبر الأجيال والقرون لمضمون العناصر المادية والمعنوية للحضارة، كالمعرفة والمعتقدات والفن والأخلاق والصناعات والحرف وقدرات الإنسان وكل ما يكتسبه من المجتمع من سلوك متعلم قائم على الخبرة والتجارب والأفكار المتراكمة عبر العصور والتي تنتقل من جيل إلى آخر عن طريق اللغة والتقليد والمحاكاة.
والتراث الحضاري ظاهرة إنسانية عامة لكل المجتمعات والأمم. فكل أمة ومجتمع له تراثه الحضاري والثقافي من جهة، ومن جهة أخرى هناك تراث إنساني عام تشترك فيه كل الأمم والمجتمعات، ويخص الجنس البشري بأجمعه، لأن الإنسان يتميز عن الحيوان بقابلية اللغة والتفكير والعمل.
وتختلف المجتمعات الإنسانية في ارثها الحضاري من حيث عمق تراثها في التاريخ أو ضخامته أو بساطته وعدم تعقيده.
وتراث أية أمة من الأمم يمكن أن يكون عاملاً مهماً وأساسيا في تطورها وتقدمها، لأن الإنسان في كل زمان ومكان وارث لما قدمه أسلافه من معارف وخبرات يستفيد منها في حاضره ويضيف إليها من خبرته وتجاربه ويطورها بعلمه ومعرفته من أجل بناء حاضره ومستقبله.
ولهذا فالتراث عملية تراكم دائمة ومستمرة عبر الماضي، مروراً بالحاضر وتجاوزاً للمستقبل. ولا يمكن إن يكون هناك قطع زمني في هذه العملية، فتجربة الإنسان في الماضي تصبح تجربة جديدة في الحاضر وتستمر للمستقبل. ولهذا يكون علينا إن نستفيد من الإرث لتطوير الحاضر وتجديده والعمل من اجل المستقبل، دون أن يطغى ارث الماضي على الحاضر ولا يلغي الحاضر الماضي، ولا يقف الماضي في سبيل المستقبل.
وتراث أية أمة من الأمم ليس تراكم معرفة وتجارب فحسب، لكنه تمثيل لشخصية الأمة في ماضيها وحاضرها ومستقبلها، ويعني ذلك تمثيلاً لخصائص الأمة الحضارية، والمادية والمعنوية، فالشخصية القومية لا تولد في الحاضر وليست لها حقبة زمانية معينة، وانما هي وليدة ارث أجيال متعاقبة عبر التاريخ وعبر تجارب وخبَرات وأفكار، ولذلك فالتراث الحضاري هو العامل الأساسي في وحدة الأمة وبقائها واستمرارها، وهو الوسط الذي تنمو فيه الشخصية وتترعرع.وقد ترك العرب تراثاً ضخماً غنياً هو ثمرة جهود إنسانية واسعة وعميقة في التاريخ تمتد إلى العرب قبل الإسلام، عبر عصر الازدهار والتفتح العلمي، كانت مادة هذا التراث العظيم هي اللغة العربية، الغنية بمفرداتها التي جمعت ذلك التراث ووحدته وحفظته. فاللغة العربية هي لغة العلم والتخاطب في الميراث الحضاري العربي، والتي لعبت دوراً أساسيا وإنسانيا بما قدمته وإضافته في تطوير عصر النهضة العربية، عصر النقل والترجمة والتأليف والإبداع وما أحيته وطورته في التراث اليوناني القديم وأضافت إليه فكراً وتطبيقاً. وقد انطوى التراث العربي على الكثير من عناصر الحضارة المادية والمعنوية. وفي مختلف مجالات الحياة.
التراث العربي هو حلقة من سلسلة طويلة من الحضارات الإنسانية المتعاقبة، وهو جزء من التراث الإنساني العام، لأنه أدى ولا يزال دوراً أساسيا ومهماً في إغناء وتطوير الحضارة الإنسانية، ومن يتصفح كتب التراث العربي يجد أمامه عملاقاً متشعب الفروع، يضم الطب والرياضيات وعلم البصريات إلى جانب الفلسفة والجغرافية والآداب والعلوم الاجتماعية والفنون.ان الاهتمام بالتراث الحضاري مهمة ضرورية تحتاج إلى موضوعية وعقلانية من جهة وإلى عالمية الفكر الإنساني وتواصله من جهة أخرى، وان عملية إحيائه هي عملية انتقائية تحتاج أولا إلى الاستيعاب استيعاباً موضوعياً وذلك عن طريق فهمه وهضمه وتطويره نحو الأفضل وربطه بالمعاصرة التي تعني استيعاب الحاضر بخصوصياته القومية وربطه بالتراث الإنساني العالمي وخصوصيات العالم المعاصر.
ان مفهوم التراث أيديولوجيا ، يدل على هوية ثقافية معينة بمعنى القومية، أو على نوع ثقافي معين بمعنى التخصص، كقولنا في الحالة الأولى التراث العربي أو في الحالة الثانية التراث الفلسفي أو التراث العلمي وقد كانت الدلالة الثقافية المعينة لشعب ما خاصة الثقافة العربية مصدر خلاف بين المفكرين، لأن مفهوم التراث يخضع لمصادرات مفاهيم أيديولوجية مسبقة تحدده.على هذا النحو تنوعت وجهات النظر وتياراتها في الأيديولوجية العربية المعاصرة نذكر منها على سبيل المثال لا الحصر: التراثية السلفية (الدينية) التراثية العلمانية، التراثية القومية إلى ما هنالك.
إن تدرجات الفواصل النوعية بين هاتيك التيارات تنعكس على تحديد مفهوم ثان مرتبط بالتراث إلا وهو مفهوم العروبة. وبالتالي مفهوم الأمة، لما بينها من ترابط لا يمكن فصل عراه، فهل نقول: التراث العربي بالمعنى الشمولي لمفهوم العروبة بوصفه صفة كلية للحضارة السامية باعتبار العروبة آخر تجليانها الباقية، المستمرة على جميع مستويات الحضور التاريخي واللغوي؟ أم نقول: التراث العربي الإسلامي بحيث نطابق بين العروبة والإسلام عندئذ تجابه الفكر اشارات وشذرات عاصفة مثل: هل الإسلام دين قومي خاص بالعرب، أم انه دين أمم يتجاوز العرب؟ وبمفاهيم منطقية ـ هل يستغرق الإسلام العرب أم أن العرب يستغرقون الإسلام استغراقاً تاماً؟ حينئذ أين يمكننا وضع مفاصل العرب غير المسلمين من مسيحيين ويهود وغيرهم من الاقليات الاثنية، العرقية ـ الثقافية ـ اللغوية؟ وكيف يمكن حذف مرحلة عرب ما قبل الإسلام بعمقها وتراثها العظيم؟ لكل سؤالية اشكالاتها واحالاتها وشروطها واستدعاءاتها.
ان ضرورة التواصل لا الانقطاع مرتبط بأصالة ذلك التراث وحيويته، والتواصل يعني ربط الماضي بالحاضر عن طريق استيعاب مضمونه وهضمه وتطويره، وانقطاع التراث يعني فقدان الهوية القومية والحضارية، والإشكالية المثارة منذ مدة حول طريقة النظر إلى التراث في المجال الحضاري العربي الإسلامي ناجمة عن الدخول القوي للقيم الحضارية الغربية، وتراجع الأشكال التقليدية للفكر في مجتمعاتنا، مما اوهم انقطاعاً بين تالد الأمة وطريفها.
فكان هناك الذين رأوا إلغاء الماضي لصالح الحاضر، والذين نظروا للماضي بمختلف مناهج النظر والتحليل الحاضرة، والذين أصروا على أن آخر هذه الأمة لا يصلح إلا بما صلح به أولها. وهكذا ظلت المحاولات التي جرت لقراءة التراث في نطاق إحدى وجهات النظر الثلاث حبيسة الأيديولوجيا وقاصرة عن الفهم المتكامل.

## التعامل مع التراث الإسلامى

الصفحة الأولى من أولى مقالات كتاب القانون في الطب لـ ابن سينا، من مخطوط يعود ربما للقرن الخامس عشر.

إن التعامل مع التراث باعتباره حصيلة إنتاج العقل المسلم من مختلف الطبقات الاجتماعية والتيارات الفكرية والثقافية من البلدان الإسلامية جميعاً، وباعتباره أيضاً حاضناً لهوية الأمة، يتطلب العمل على إعادة دراسة هذا التراث وتخليصه من شوائبه، وفتح باب الاجتهاد في مجالاته المتعددة، وتوظيفه لخدمة حاضر الأمة الإسلامية ومستقبلها، والسهر على إحياء التراث الإسلامي الفكري والفني والمحافظة عليه ونشره بمختلف الوسائل، وترجمة روائعه إلى اللغات الحية، والتعريف بالثقافة والقضايا الإسلامية المعاصرة من خلال وسائل الإعلام الدولية. فالتراث مظهر للإبداع الفردي، مثلما هو مظهر للإبداع الجماعي للأمة وتحولاتها التاريخية.
ووظيفة التراث أن يفتح آفاقاً جديدة للأمة، لا أن يغلق عليها الآفاق ويسجنها في الماضي، وهو أفضل تعبير عن الذاتية الثقافية.
ومعلوم أن هذا التراث الإسلامي ينبني أساسا على روح الإسلام ومقاصده، ولذا نجده مطبوعا بالطابع الإسلامي الذي يجعله في غالب الأحيان لا يختلف مع العقيدة ومقومات الدين التي تمتاز بخصائص ومناهج ومعايير خاصة. ومما لا ريب فيه أن كثيرا من هذه الخصائص والمعايير تختلف مع كثير من خصائص ومعايير الحضارات السائدة حالياً، بحكم الاختلاف في المنطلقات والخلفيات التاريخية والعقدية. فلا مجال في الثقافة الإسلامية للمذاهب المادية مثلا ولا العلمانية ولا الوضعية ولا لكثير من المذاهب والنظريات التي لا تعترف بالشرائع السماوية ولا بمصدريتها ومرجعيتها.
ومن المظاهر الحية القائمة في التراث الإسلامي، فضلا عن الصناعات الفنية والمآثر التاريخية المشار إليها آنفا، مجموعة من المؤسسات الاجتماعية كالوقف على بيوت الله، وعلى خزانات الكتب ودور العلم والإحسان، بل وحتى على الحيوان. ومن المؤسسات الثقافية الكتاتيب والمدارس القرآنية والجامعات وخزانات الكتب. وكذا مجموعة من المظاهر الدينية والتقاليد الاجتماعية، كالاحتفال بالأعياد والمواسم الدينية.
في لحظات التحول الحضارى عندما تنهض الأمة لإقامة حضارة في أعقاب دورة حضارية سابقة لها – كالأمة الإسلامية– «تجد نفسها أمام تراث فكرى قد تخلف لديها من أيام الصعود والثبوت والانحطاط الحضارى ، مضافاً إلى هذا الفكر المتسرب من الحضارات المحيطة بها . وهنا تبدأ في الأمة معارك وصراعات بين ألوان الفكر المختلفة ... الفكر المتسرب من الحضارات المعاصرة ، وقد تمثل في أنظمة متقدمة عصرية حية ، بينما فكر التراث قد تمثل في أنظمة من الماضى أصبحت تاريخاً وآثاراً ، وكلاهما بالنسبة للأمة لا يمثل الذاتية ، الأول يمثل تغايراً في المكان ، والثانى يمثل تغايراً في الزمان»

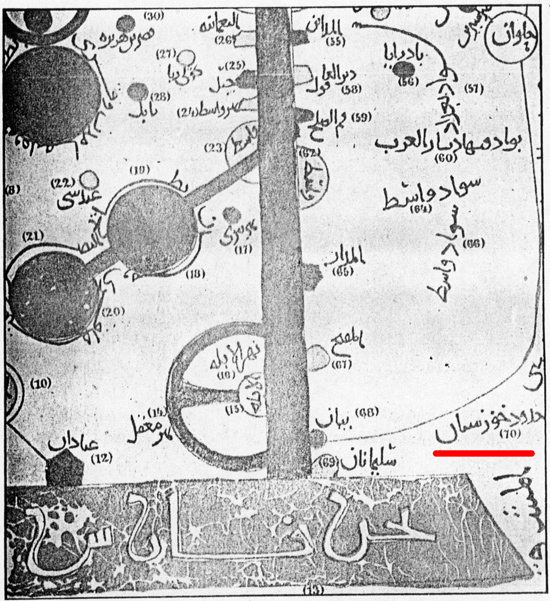
خريطة عربية من القرن التاسع

ومن الطبيعى أن «الحيرة الفكرية التي تتولد في عقل الأمة وتترسب في ضميرها نتيجة لهذا التغاير وذلك التباين تكون أشد تأثيراً عليها في لحظات الإعداد الحضارى ، خاصة عندما لا يكون لهذه الحيرة عمق علمى أو سبب جوهرى ، بل يكون الأمر كله حيرة بين شعارات مختلفة تبدو متناقضة».
وفي إطار هذه الحيرة ، كلما طرحت مسألة التراث نجد الناس – بعامة – حيالها فريقين: فريق مع التراث، وفريق ضده ، وداخل كل فريق يتوزع الناس جبهات تتقارب أحياناً وتتباعد أحياناً كثيرة، وربما يكون التحزب إلى جانب أحد هذين الفريقين تحزب ضد الآخر . وإن كان هناك فريق ثالث بازغ لا يحظى باتساع وانتشار الفريقين السابقين ينأى أصحابه عن التعصب مع أو ضده التراث ، ويؤكدون ضرورة إخضاع تراثنا للفرز والتمحيص بغرض استثمار إيجابياته في تحقيق نهضتنا المنشودة . وعلى ذلك يمكن أن نحدد أبرز المواقف التي تعكس تعاملنا الراهن مع التراث الإسلامى إما بالعودة إلى التراث والاكتفاء به ؛ حيث يرى أصحاب هذا الموقف أن السبيل إلى تجاوز وهننا وتحقيق نهوضنا الحضارى هو العودة إلى تراثنا ، و «التزام حرفية الأقوال والأعمال والتصرفات والعادات التي كان السلف يلتزمونها ويمارسونها دون زيادة عليها ولا نقصان منها ولا تغيير لها» لأن أية مخالفة لما تركه لنا السابقون تنال حتماً من شخصية الأمة وتشوه هويتها.
وينطلق أصحاب هذا الموقف من رؤية تقوم على تقديس التراث استناداً إلى نظرة مثالية لا ترى في الإمكان إبداع ما هو أحسن مما كان . ومن ثم ، فإن المطلوب هو أخذ التراث كما هو ، والنسج على منواله ، واستعادة نماذجه بحذافيرها إلى واقع اليوم ، لأن السلف لم يتركوا مجالاً إلى طرقوه ، وليس بعد ذلك من مجال لإبداع أو تقدم
وتتعدد العوامل التي تقف وراء هذه الدعوة إلى العودة إلى التراث، فالبعض يرى أن هذه الدعوة تعبر عن حالة التخلف التي يعيشها أصحابها، «فالمتخلف بطبعه يركن دوماً إلى تقليد نموذج جاهز، فهو غارق في التقليد لا يستطيع أن يمارس غير عملية النقل، فيركن إلى نموذج سلفى يحتمى به ويفر إليه من واقعه».
وهناك من يرجع هذه الدعوة إلى الثورة الراهنة في مجال الانتقال والاتصال ، والتي تهاوت على أثرها الحواجز والحدود الجغرافية، فإذا بثقافات الآخرين تحل بدارنا عبر وسائل لإعلام المتعددة ، وإذا بملايين المسلمين يوشكون أن يفقدوا معالمهم وسط طوفان الأفكار والنظم الوافدة إلينا. واستتبع ذلك أن استولى الخوف من الضياع على الكثيرين ، وأصبحت تطاردهم أشباح غزو جديد يقضى على ما بقى على للمسلمين من فرص الإفاقة والانبعاث ، ويسلبهم معالمهم ، ويجعل منهم موالى تابعين لحضارة أخرى . ونتيجة لذلك كله برزت الدعوة إلى العودة إلى التراث والاعتصام به باعتباره المنفذ من الضياع الوسيلة الآمنة لانبعاثنا الحضارى من جديد.
وهناك من ينظر نظرة الأحادية للتراث ، أو يبالغ في الافتخار بالتراث ، أو ينظر نظرة غير فاقهة للتراث ، بل نجد من يرفض التراث ، وهناك أيضا من يستثمر النافع من التراث في إنهاض الأمة.

## أنواع التراث
التراث تركة الأجيال الماضية، وهو يتنوع في عناصره المادية والمعنوية والحضارية لدرجة أنه يصعب حصر أنواعه وأشكاله، فمنه ما يتصل بالعلم والمعرفة، ومنه ما يتصل بالمعتقدات والفن والأخلاق والصناعات والحرف، ويدخل في التراث كل ما يكتسبه المجتمع من سلوكيات وخبرات وأفكار متراكمة عبر العصور، وهي تنتقل من جيل إلى جيل عن طريق اللغة والتقليد والمحاكاة والتعليم والتعلم.
ويعد التراث الدينى بتنوعه وتعدد أشكاله من أهم أنواع التراث، وإذا كان من الصعب حصر أنواع التراث الدينى، إلا أنه يمكن الإشارة إلى أهمها على النحو التالى:
1. الوثائق والمخطوطات المحفوظة في المتاحف والمكتبات العالمية.
2. القيم والعادات والتقاليد التي تميز الشعوب المسلمة عن غيرها من الشعوب.

## إحياء التراث

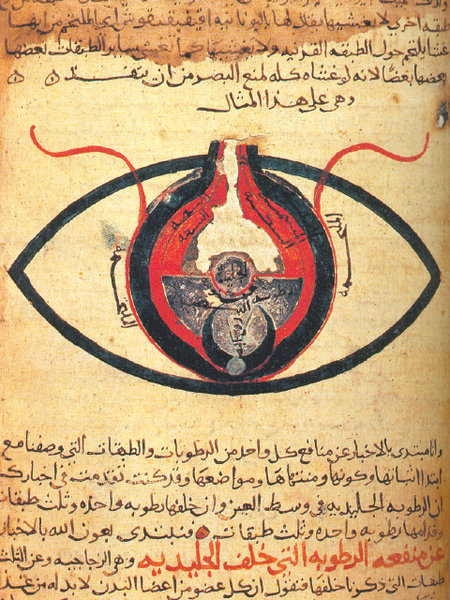
مخطوطة عربية ، قديمة ، معنونة تحت اسم علم تشريح العين.

ما جدوى حركة الإحياء، وتقوية الصلة بين حياة الأمة الإسلامية المعاصرة وجذورها التراثية؟ لقد طفرت الحضارة الغربية خلال القرون الأخيرة متجاوزة كل منجزاتنا التراثية في حقل الطب والفلك والرياضيات وفنون الصناعات. فهل نريد البناء على منجزات الأمة الإٍسلامية الماضية؟ وعندها سنحتاج إلى قرون طويلة من التطور البطيء لتصل ـ أولا تصل ـ إلى ما وصل إليه الغربيون في هذا المضمار.

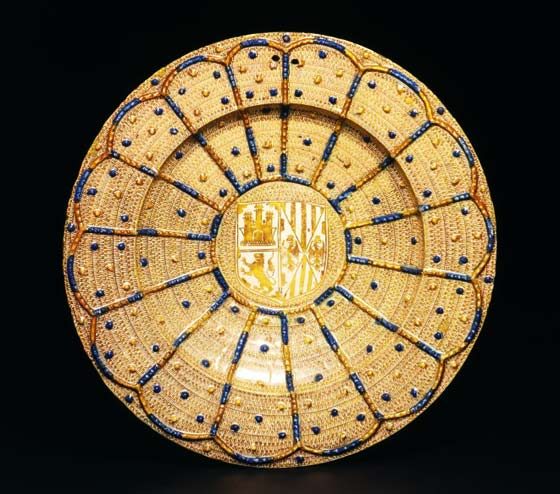
طبق خزفي مزجج مصنوع على الطراز العربي الأندلسي، من إسبانيا قرابة عام 1475.

وإن كان الهدف من إحياء التراث العلماني الاعتزاز بمنجزات الماضي وبيان دور الأمة الإسلامية في الحضارة العالمية، وأثرنا على الحضارة الغربية يوم أن كانت في مهدها، فهو أمر معقول وهو يولد الاعتزاز بالذات، وقد يجرُّ اعتراف الآخرين بذلك إلى زيادة احترام أمة الإسلام، مما له أثر في العلاقات مع عالم اليوم.
أما النهضة[ ؟ ] الذاتية فيمكن أن ترتكز على روح التراث وحوافزه الروحية والفكرية أكثر من منجزاته العلمية والصناعية؛ هذه الروح التي توجدُ محاضن صالحة للتكنولوجيا المنقولة عن الغرب تجعلها مغروسة في بيئتنا، وملائمة لحضارتنا، ومتفقة مع أهدافنا، وقد تدفعنا هذه الروح إلى تجاوز الحضارة الغربية في مرحلة تاريخية لاحقة.
ومن أجل أن تكون الرؤية واضحة يلزم تحديد الأهداف بدقة واختيار الوسائل الملائمة، ولابد من دراسات واسعة لمعرفة قيم التراث وأثر إحيائه على حياتنا العقيدية والثقافية والسياسية والاجتماعية والاقتصادية.
ولا بد من ملاحظة الاختلاف بين الظروف التي أحاطت حركة الإحياء (الرينيسانس) في الغرب في عصر النهضة الأوروبية، وبين حركة الإحياء الإسلامية الحديثة.
لقد سعى العلماء في عصر النهضة الأوروبية لتوثيق علاقتهم الفكرية والنفسية بتراث الرومان[ ؟ ] واليونان متجاوزين تاريخ النصرانية والكنيسة بسبب حالة العداء بينهم وبينها؛ فكان هدفهم إحياء التراث الوثني وإبرازه لقطع الصلة بالحاضر والماضي النصراني، لذلك صاحبت حركة الإحياء حملةٌ عنيفة على الكنيسة والنصرانية وقيمها.
ويمكن أن نتلمس هذه الحملة في أدبيات القرون الأربعة المتعاقبة منذ عصر النهضة الأوروبية حتى القرن العشرين، فهذه الظاهرة واضحة في الأدب الكلاسيكي (أدب القرن السابع عشر) الذي كان ((يستوحي الآداب اللاتينية واليونانية ويستمد منها مادته)). بل إن المدرسة النقيضة للكلاسيكية، والتي عرفت بالرومانتيكية، واستمدت من أدب العصور الوسطى ممثلة في (ديدرو) و (فولتير) و (روسو) و (دالامبير) و (كوندورسيه) كان يغلب عليها التحلل من الدين والتقاليد، رغم أن بعضهم مثل (روسو) عبَّر عن إيمانه بالله وثورته على الكنيسة وفلسفتها التربوية.
وفي منتصف القرن التاسع عشر ظهرت المدرسة الجمالية التي أعلنت عدم الالتزام بقيم المجتمع الخلقية والدينية حتى قال ((أوسكار وايلد)): ليس ثمة كتاب يمكن أن يوصف (باللاأخلاقي): إذ ليس ثمة سوى كتب حسنة التأليف وأخرى سيئة التأليف.

### مهمات أساسية

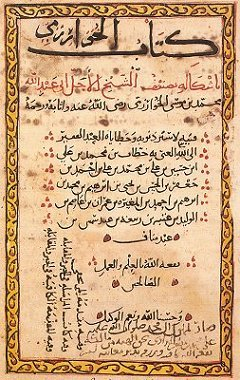
صفحة من كتاب المختصر في حساب الجبر والمقابلة للخوارزمي.

المهمة الأساسية لاحياء التراث الإسلامي هي إعادة صياغة مناهج العلوم الاجتماعية، من تاريخ واجتماع واقتصاد وسياسة وتربية وعلم نفس، وكذلك الأدب ونظرياته النقدية وفق مبادئ الإسلام . . فلا شك أن الحضارة الأوروبية قطعت شوطاً واسعاً في هذا السبيل، ولا يمكن البدء بمرحلة تأسيس من الصفر، فليس كل نتاج الحضارة الغربية في هذا السبيل خطأ وباطلاً، خاصة ما يرتكز على الكشوف الطبيعية والتجارب المختبرية، بل إن الفلسفة التي تطبعه والروح المهيمنة عليه بعيدة عن الإيمان بالله عز وجل ورسالاته، ولذلك فقد عبرت عن المهمة (بإعادة صياغة) بدل (تأسيس).

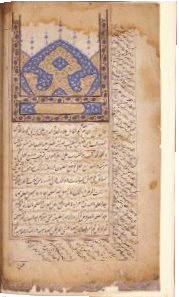
الصفحة الأولى من إحدى كتب ابن النفيس الطبية. وهذه نسخة صنعت في الهند في القرن السابع عشر أو الثامن عشر..

ولا شك أن وضع الخطط والبرامج التفصيلية لإقرار ما يمكن إقراره، وإبعاد ما يلزم إبعاده يحتاج إلى اللجان المتخصصة في كل علم؛ وأن الأقسام المتخصصة في الجامعات الإسلامية ينبغي أن تنهض لحمل هذه الأعباء، فقسم التربية يسعى إلى تطوير نظرية تربوية إسلامية تنبثق عن فهم الكتاب والسنة، واستلهام تراث الفكر التربوي الإسلامي مع الإفادة من المعطيات السليمة للنظريات التربوية المعاصرة بعد صبغتها بصبغة الإسلام، فالنظريات التربوية الغربية انبثقت عن فلسفات مادية، وتصورات علمانية، ومعظم فلاسفتها من الماديين والعلمانيين.
ونظرة إلى واقع المجتمعات الغربية تكفل الحكم على معطيات التربية الغربية: التحلل الخلقي والإحساس (بالضياع)، والرغبة في (العدم)، وتصاعد (الجريمة)، وتحدي (القانون)، و (العنف)، و (شريعة الغاب) في التعامل مع الآخرين.
وبعد: فهل نحتاج إلى تقويم للنظريات التربوية بعد أن ظهرت ثمارها المسمومة في عالم اليوم؟!!!.
لقد اعتبر (فرويد) الإنسان عبداً للجنس الذي يتحكم في فكره ومشاعره وسلوكه، ويكوَّن محور نشاطه الخاص والعام.
واعتبر (ماركس) الاقتصاد هو محور هذا النشاط، وكلاهما يتأثر بنظرية (داروين[ ؟ ]) عن أصل الإنسان والتي تهبط به إلى (الحيوانية)، ولذلك فتغير مشاعره وفكره وسلوكه كلها ترتبط بهذه النظرية، فهو إما أن يدور بنشاطه حول محور (الجنس[ ؟ ]) أو (الاقتصاد).
أما نظرة الإسلام ففيها تكريم الإنسان بوصفه مخلوقاً عاقلاً مكلفاً:
﴿وَلَقَدْ كَرَّمْنَا بَنِي آدَمَ وَحَمَلْنَاهُمْ فِي الْبَرِّ وَالْبَحْرِ وَرَزَقْنَاهُمْ مِنَ الطَّيِّبَاتِ وَفَضَّلْنَاهُمْ عَلَى كَثِيرٍ مِمَّنْ خَلَقْنَا تَفْضِيلًا ۝٧٠﴾ [الإسراء:70] ، وقد خلق ابتداءً بهذه الصورة، ولم يتطور عن (قرد) وبالتالي فله خصائصه المميزة في عالم الحيوان، من روح وعقل مما رتب عليه تبعات في هذه الدنيا، أعظمها: الإيمان بالله وتوحيده، وعبادته. إن أي سبر للآيات القرآنية والأحاديث النبوية مع الإفادة من الدراسات العلمية الحديثة سيمكن من تخليص هذه الحقائق العلمية في النفس والاجتماع والتربية، من روحها الغربية العلمانية، وجذورها الوثنية اليونانية، ويمكِّن من بناء نظرية تربوية إسلامية مستقلة، محكومة بالكتاب والسنة خاصة وأن لدينا تاريخاً علمياً حافلاً، وتدريساً جامعياً مبكراً، وتقاليد تدريسية عريقة ظهرت في الجامعات الإسلامية في عصور الإسلام الذهبية، وضمتها المؤلفات التي كتبها أسلافنا، مثل: سحنون في: (آداب المعلمين) والقابسي في: (الرسالة المفصلة لأحوال المعلمين وأحكام المعلمين والمتعلمين) والخطيب البغدادي في: (الجامع لأخلاق الراوي وآداب السامع) وابن جماعة في: (تذكرة السامع والمتكلم)، وغيرها كثير مما يمكننا من تصور المفاهيم التربوية الإسلامية لنعمل على تطويرها مستفيدين من تجارب الفكر التربوي المعاصر بعد عرضها على المقاييس الإسلامية.

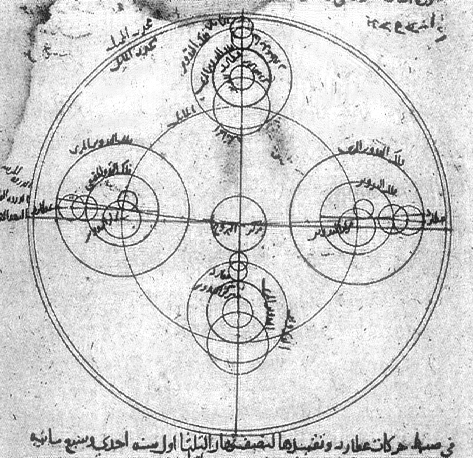
تمثيل ابن الشاطر لمواضع ظهور عطارد يبين تضاعف التدوير باستعمال مزدوجة الطوسي فألغى بذلك نظرية الإكوانت والتباين المركزي لبطليموس.

وكذلك فإن أقسام علم الاجتماع والاقتصاد والتاريخ مسؤولة عن صوغ النظريات الإسلامية في هذه المجالات، فالمصطلحات العصرية وإن كانت جديدة لكن الكثير من مضامينها موجود في الإسلام، وإبراز ذلك يحتاج إلى استقراء التراث للوصول إلى المبادئ والنظريات، فإذا كانت نظرية استقلال السلطات تنسب إلى (مونتسكيو) فإن الإسلام أقر استقلال السلطة القضائية قبل (مونتسكيو) بأكثر من عشرة قرون، وكان تعيين القضاة وقبول استقالتهم يتم من قبل الخليفة نفسه، ولا يخضع لولاة الأمصار، بل إن الخليفة نفسه لم يكن قادراً بعد تعيينهم على التدخل في شؤون القضاء وأحكام القضاة، وهذا الأمر يصْدُق على كثير من النظريات والمبادئ العصرية.

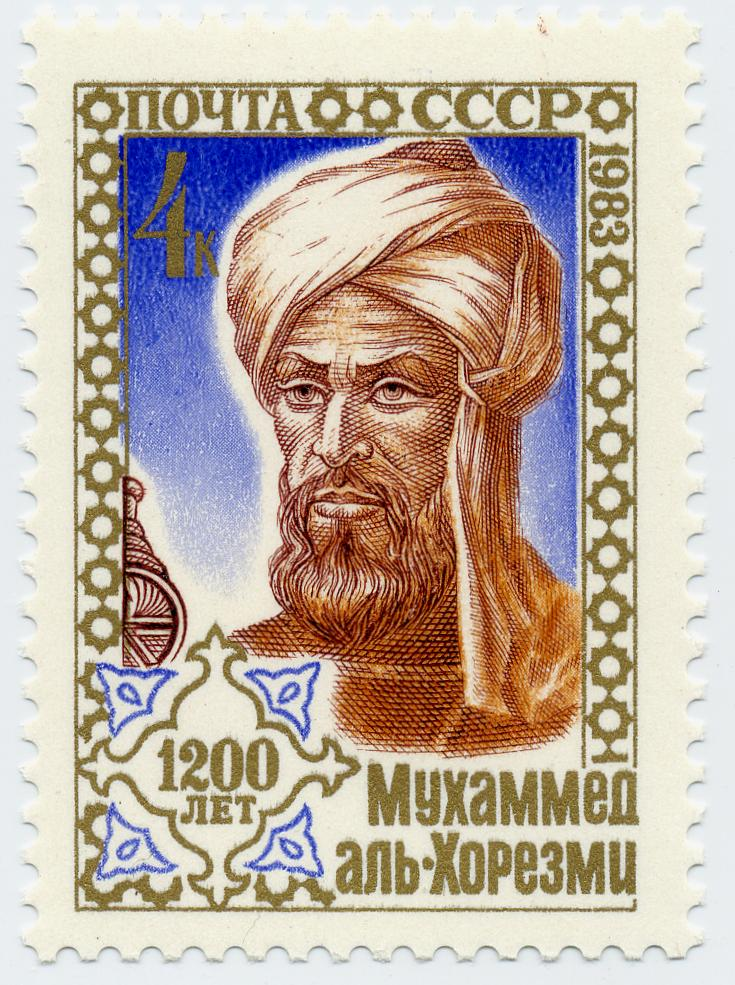
محمد بن موسى الخوارزمي، أبو الجبر والخوارزميات وفلكي عربي ومؤلف كتاب زيج السند أول زيج في علم الفلك الإسلامي.

وقد ظهرت دراسات عديدة حول إعادة صياغة التاريخ الإسلامي والعالمي من منظور إسلامي، والإفادة من مناهج النقد التي ألفها المحدثون تحت عنوان (مصطلح الحديث) فلا داعي لتناول هذا الموضوع الذي اتضحت أبعاده أكثر من بقية العلوم الأخرى مما يهيئ للدخول في التفاصيل ووضع المناهج من قبل المتخصصين.
وأما ما يتعلق بتقديم الأدب العربي المعاصر ونظرياته النقدية في إطار إسلامي يجمع بين الأصالة والمعاصرة، فنحن أمة لها تراث خصب يقدر أن يشدها إلى ماضيها، ويكسبها شخصية متميزة في حاضرها، ولكننا لم نعط التراث حقه من الدراسة، ولم نسع بالقدر الكافي إلى نقده وتمحيصه وتقويمه، ولم نبنِ على جذوره القوية حركتنا الأدبية والفكرية المعاصرة، وربما بسبب ما أصاب حضارتنا العربية والإسلامية من ركود امتد قروناً طويلة لم تعد فيه تمتلك زمام المبادرة، فتخلت عن مركز الريادة والقيادة، وفتحت أجيالنا المعاصرة عيونها على حركة فكرية تقتبس من التيارات الأدبية والفكرية الغربية بنهم شديد، وتقدم الغذاء الجديد بسُمِّه ودسمه لملايين الجياع إلى الفكرة الجديدة، والرأي المبتكر، والعرض الجديد. وكانت الحضارة الغربية قد وصلت إلى ذروة الإنتاج العلمي والأدبي، وتمخضت عن آلاف القصص والمسرحيات، ومعطيات الفكر الأخرى مستفيدة من النمو والنضج المادي للمدنية الغربية التي اعتمدت على إحياء علوم الإغريق وفلسفاتهم في أواخر العصور الوسطى الأوروبية، أي: في الفترة التي عرفت بعصر النهضة، والذي يبدأ من القرن الخامس عشر الميلادي، ويرى (هومر) أن عصر الإحياء سبق عصر النهضة، وبدأ من القرن الثاني عشر، وبعد الإحياء للعلوم ودراستها ونقدها حصلت الإضافات الضخمة واستفاد الأوروبيون من منهج البحث التجريبي عند المسلمين فجمعوا بين الرؤية الفلسفية والمنهج العلمي الإسلامي. فولدت الحضارة الجديدة بمنهج بحث علمي إسلامي، وروح فلسفية عادية مكتسيه بغلالة شفافة من النصرانية، سرعان ما نزعتها فصبغت العلوم والآداب، وخاصة في القرن التاسع عشر والعقود الأولى من القرن العشرين، بصبغة مادية معادية للدين.
لقد أوضح الفيلسوف الإنجليزي (برتراند رسل) هذا الامتزاج بين الرؤى الفلسفية اليونانية والمنهج العلمي الإسلامي، وما ولده هذا الامتزاج من انبعاث المدنية الأوروبية الحاضرة.
ولا شك أن التقدم العلمي والتكنولوجي الضخم الذي صاحبه تقدم أقل في مجالات العلوم الإنسانية التربوية والنفسية أثر على معطيات الفكر المختلفة، كالمذاهب الاجتماعية والاقتصادية والسياسية والأدبية، والاتجاهات النقدية، ومقاييس التقويم، والقيم الجمالية والفنية والخلقية تأثيراً عميقاً، واستمر الركود يخيم على دار الإسلام حتى أواخر القرن التاسع عشر حين ظهرت صيحات الإصلاح الأولى. ولكن الركود الفكري والاجتماعي الطويل، والتمزق السياسي، والصراعات المختلفة أعاقت ((دار الإسلام)) عن اللحاق بالآخرين، وتمزقت الشخصية الإسلامية التي صارت تعاني من عقدة النقص أمام التقدم الغربي الضخم.
وظهرت حركة نقل واقتباس في الثقافة والآداب دون تمييز ولا انتقاء وأقبل الجياع على مائدة دسمة حافلة لكنها مسمومة، ولم يفطن معظمهم للسموم أمام حلاوة الذوق .. أما الذين فطنوا فلم يتمكنوا من سد الفراغ وتقديم طعام جديد إلاَّ محاولات يسيرة لا تغني من جوع، واستمرت العقود تتوالى، وظهر الغثيان، وعرف الكثيرون بأن الطعام مسموم ولابد من البديل، والبديل هو الثقافة الإسلامية والفكر الإسلامي والآداب الإسلامية. ولكن الجذر الذي لم يُرْوَ منذ قرون إلاَّ بالقليل اليسير يحتاج إلى أن يغذى ليقوى على حمل الشجرة الطيبة، فكيف السبيل إلى ذلك؟
كيف يمكن إيجاد زاد فكري يملأ الفراغ، ويشبع الجياع، ويكون بديلاً عن الشجرة الخبيثة؟ إن العودة إلى الجذر ضرورة ولكن تركه ينمو نمواً هادئاً دون طفرات يحتاج إلى قرون، فهل يمكن أن نفيد من معطيات التقدم الإنساني، ونفيد من تجارب الآخرين في رفده وتقويته ليحمل الشجرة الطيبة، ويلقي بالثمار النضيجة في وقت قريب؟ وهل يؤثر ذلك على أصالتنا وتميزنا؟
وإذا أردنا النفاذ إلى النماذج لئلا يختلف تفسير الرؤى العامة المطلقة، فإنه في نطاق الأدب ظهرت تحليلات عميقة للنفس الإنسانية بسبب نمو علم النفس بمدارسه المختلفة، وخدم علم الاجتماع القصة والشعر بتعميق المضمون، ولا شك أن معطيات هذه العلوم ليست سلبية دائماً، وإن ارتبطت بفلسفة هدامة، لكن كثيراً من الحقائق والتحليلات صحيحة ومحايدة، شأنها شأن العلوم الرياضية والطبيعية، ويمكن الإفادة منها في تعميق مضامين الأدبيات الإسلامية؛ نعم ما المانع من الأشكال الفنية والمضامين العميقة في تصور النفس والكون، وطرق الموضوعات الجديدة المتفقة مع بنائنا الفكري المتميز وثقافتنا الإسلامية الأصيلة؟ ما المانع من الاقتباس المنتقى إذا كان صالحاً أياً كان مصدره؟ ما المانع من الانفتاح على النتاج الإنساني العالمي مع الحفاظ على الرؤية الإسلامية والمقاييس الإسلامية؟.

### البحث والتأليف

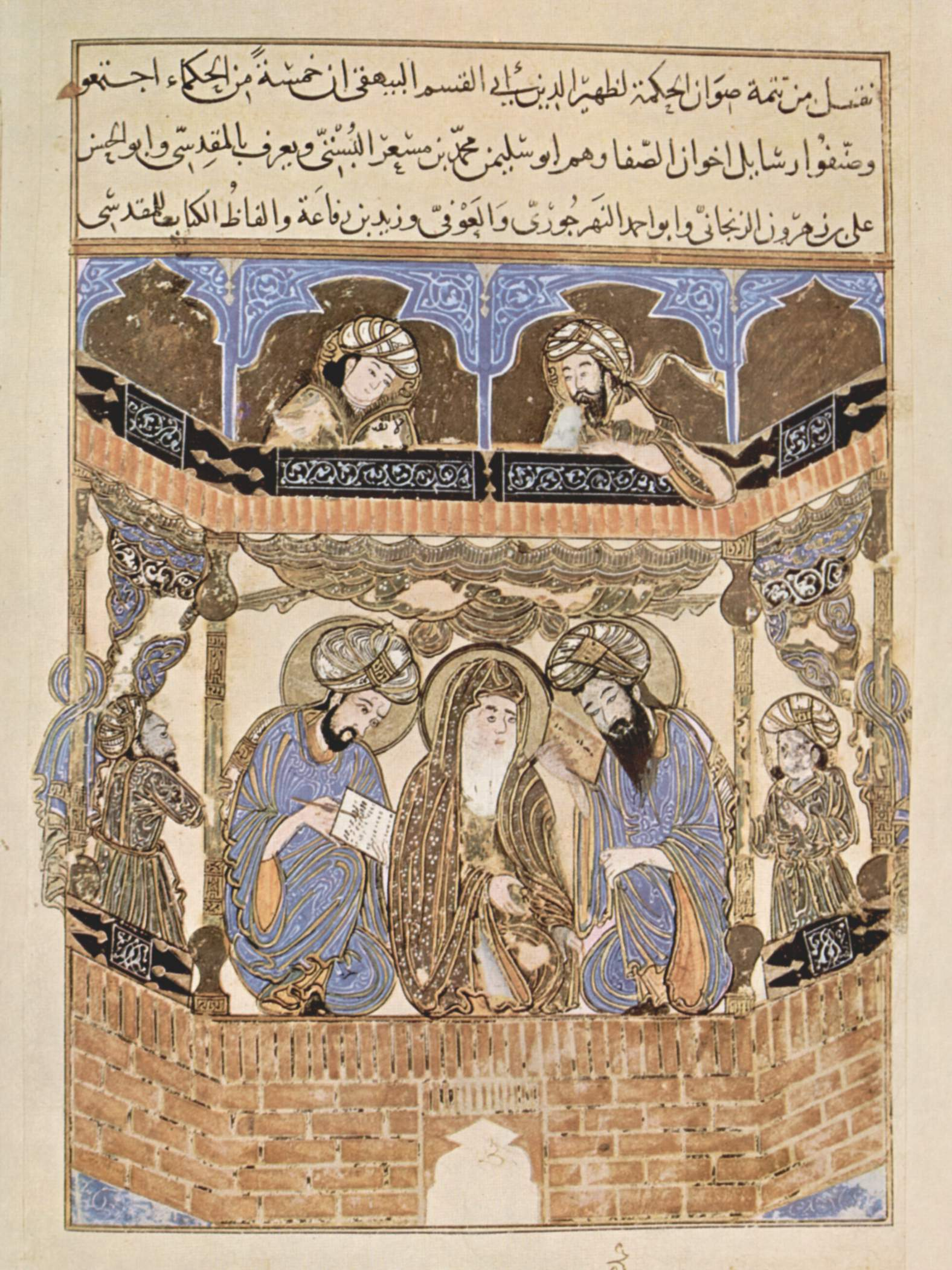
مخطوطة قديمة باللغة العربية تعود إلى القرن الثاني عشر ب.م تبين عدة علماء مسلمين من العصور الوسطى.

أن البحث والتأليف في العلوم الإسلامية خلال القرن العشرين يحتاج إلى دراسة تقويمية ونقدية شاملة تجيب عن هذه الأسئلة:
1. ما مدى اهتمام هذه البحوث والدراسات بالمشكلات العملية التي تواجه المجتمعات الإسلامية؟
2. ما هي الجوانب التي ركزت عليها، وما هي الجوانب التي أغفلتها؟
3. ما هي الجوانب التي أشبعتها، وما هي الجوانب التي لا تزال بحاجة إلى بحث؟
4. ما مكانتها العلمية بين أنماط الدراسات المماثلة أو المقابلة عالمياً؟
5. هل هي مواكبة في المستوى للحركة الفكرية العالمية؟
6. ما مدى التزامها بالمنهج العلمي، في الأسلوب والتوثيق؟
7. ما نسبة التكرار فيها؟

وبالنسبة لنشر التراث يلزم الإجابة على ما يلي:
1. ما مقدار كمية النشر، وما نسبة المطبوع إلى المخطوط؟
2. هل ما ينشر يخضع لخطة مدروسة، من حيث ترشيح المؤلفات الأكثر أهمية للنشر أولاً، وكذلك من حيث الأهمية الذاتية للمؤلف، ثم من حيث أهميته في تكامل المكتبة الإسلامية؟
3. هل يراعى في النشر منهج التحقيق العلمي، أم يغلب عليه الهدف التجاري؟
4. ما هو أثر نشر كتب التراث الإسلامي في الناس؟ وما هي الآثار الإيجابية؟ وما هي الآثار السلبية؟
5. ما هي الخطوط المرسومة لنقل التراث الفكري والقيمي للأجيال الجديدة؟ هل يستطيع القراء ـ إذا وجدت لديهم الرغبة ـ استيعاب كتب التاريخ والأدب التي أُلِّفت في القرون الأولى من حيث الأسلوب والمناهج واللغة؟

وهل يمكن تيسير التراث وعرضه على مستويات متباينة؛ للمثقفين وللمتعلمين ولعامة الناس؟ وما هي الحدود والشروط والوسائل؟

### الحقوق الأدبية والمادية

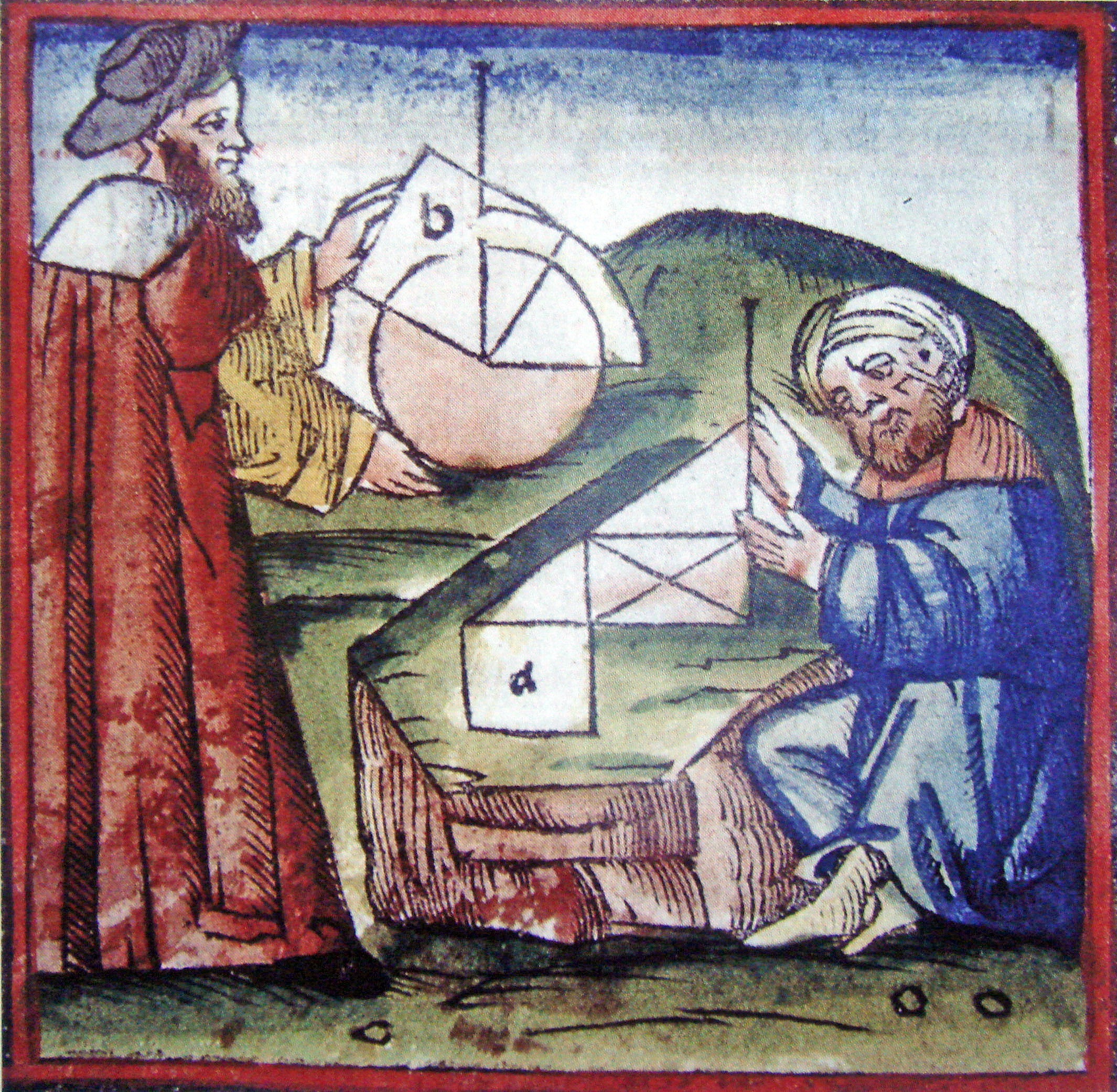
مخطوطة من القرن الخامس عشر، ترسم عربي وغربي يتدارسان الهندسة سويًا.

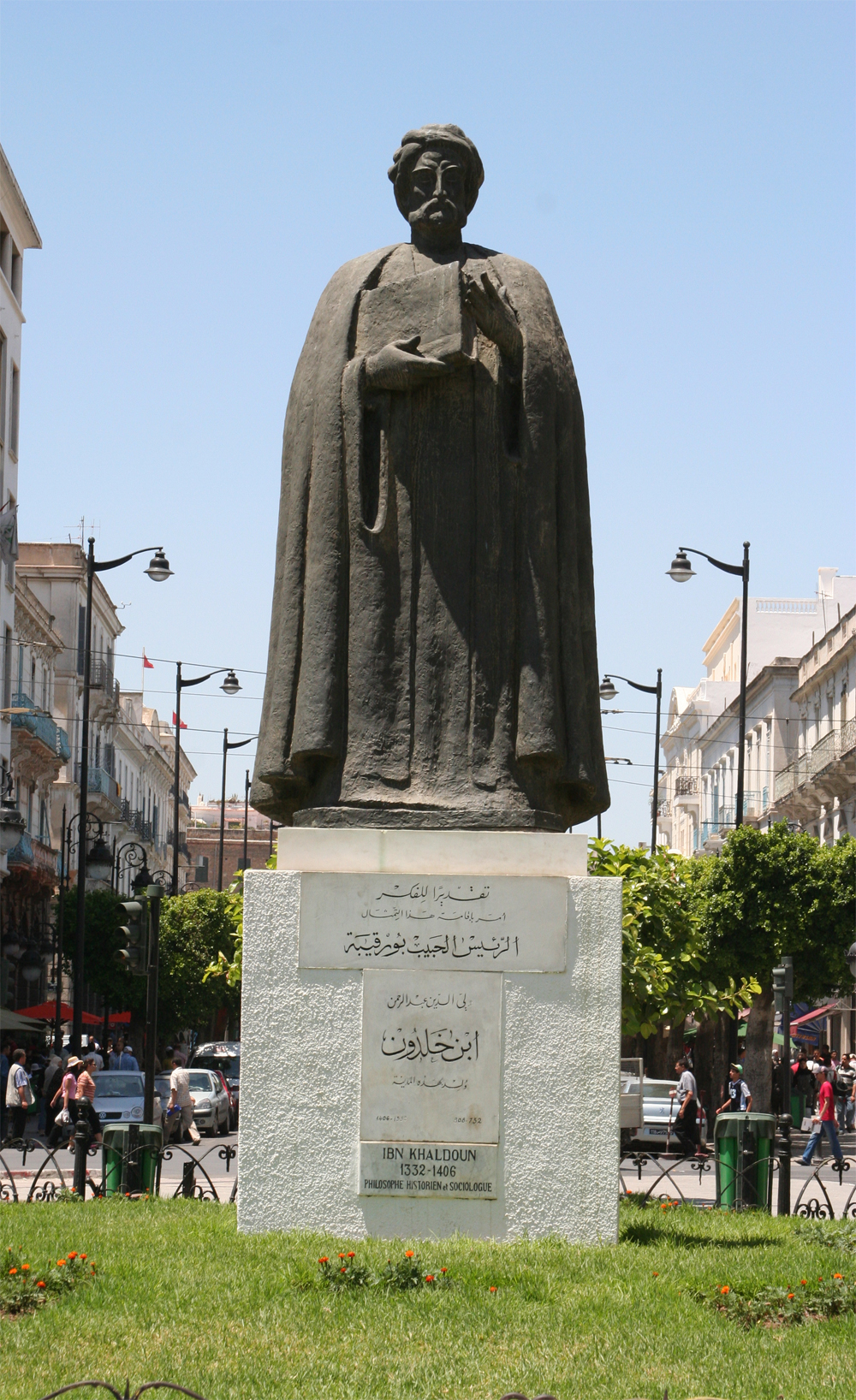
ابن خلدون (1332-1406)

### حركة التدوين والترجمة

كتاب نزهة المشتاق في اختراق الآفاق، الذي كتبه الإدريسي للملك روجر الثاني ملك صقلية عام 1154، والذي يعد أحد أقدم كتب الخرائط.

من المعلوم أن الرواية الشفوية كانت هي الطريقة الأولى التي اتبعها العرب لنشر العلم. وقد اقترنت الرواية العربية منذ اللحظة الأولى بالحرص البالغ والدقة الكاملة والأمانة منقطعة النظير؛ لأن الدين يدعو إلى ذلك؛ ولأن كثيرًا من نصوص القرآن والسنة تحثُّ عليه، فالتزم القوم الأمانة والحرص حين تصدوا لرواية كلام الله تعالي وكلام رسوله صلى الله عليه وسلم، بل إنهم التزموا تلك الخطة إلى حدٍّ كبير حين رووا أشعار الجاهليين وأيام العرب ووقائعهم.
ولم تنتشر الكتابة في العرب إلا مع ظهور الإسلام، فقد ظهر كُتّاب الوحي، الذين أحصاهم بعض العلماء فبلغوا أكثر من أربعين من الصحابة. وقد ظل أمر الكتابة مقصورًا على كتابة آيات القرآن، وكتابة أحاديث الرسول صلى الله عليه وسلم، حتى اتسعت رقعة الدولة الإسلامية في زمان بني أمية، وبدأت انطلاقة كبرى في الكتابة والتدوين، وبخاصة في عهد الخليفة عمر بن عبد العزيز؛ فقد ظل عمر يستخير الله أربعين يومًا في تدوين حديث رسول الله صلى الله عليه وسلم، وأذِن للقاضي أبي بكر محمد بن عمرو بن حزم في جمع الأحاديث وتدوينها في كتاب بعث به إلى الأمصار.
| |  |  |
| يمين: النسخة الأصلية من كتاب الجبر للخوارزمي. يسار: صفحة من ترجمة الكتاب للإنجليزية لفريدريك روزن. |  |  |

وظهرت جهود تدوينية أخرى في العصر الأموي تتمثل فيما تُرجم لخالد بن يزيد بن معاوية من علوم اليونان، وما ألّف هو في الطب، وما ألّفه عَبِيد بن شَرِيَّة لمعاوية من أخبار اليمن وأشعارها وأنسابها، وما ألّفه وهب بن منبه من كتاب التيجان في ملوك حمير، وغيرها من المؤلفات التي ظهرت في هذا الوقت المبكر.

مثال على تطور الكتابة العربية بين القرن التاسع والقرن الحادي عشر: (1) البسملة كتبت دون نقط أو شكل. (2) نظام أبي الأسود الدؤلي ويَعتمد على تمثيل الحركات بنقاط حمراء، وتُستعمل النقطتان للتنوين. (3) تطور النظام بتنقيط الحروف. (4) نظام الخليل بن أحمد الفراهيدي المستعمل إلى اليوم، وهو وضع رموز مختلفة للحركات فيما تبقى النقاط لتمييز الحروف.

ثم تنهض حركة التأليف في عصر الدولة العباسية، وتظهر الكتب في شتى العلوم الشرعية محتفظةً بالطابع الذي غلب على المحدِّثين، وهو إسناد الرواية إلى مؤلف الكتاب. وقد أخذ العلماء يضعون القواعد ويؤصلون المبادئ، وكان من نتيجة هذه الحركة العلمية الناشطة أن ظهرت علوم جديدة، دارت في البداية حول خدمة القرآن الكريم والحديث النبوي الشريف، ثم ما لبثت أن أضحت علومًا مستقلة، لها لغتُها الخاصة ورجالها المشتغلون بها العاكفون على فحص مسائلها وقضاياها.
وقد واكب حركةَ التدوين الجديدة في العصر العباسي حركةُ ترجمة العلوم ونقلها إلى العربية؛ حيث أولى الخلفاء ووزراؤهم ورجال الدولة أمرَ الترجمة عناية بالغة؛ فتُرجمت علوم اليونان والفرس والهنود، واستوعبت الترجمةُ ألوانًا شتى من المعارف والعلوم، فترجمت الكتب العلمية والفلسفية بل وحتى الأدبية، واشترك في الترجمة جمهور كبير من المترجمين على اختلاف أجناسهم وعقائدهم، فكان منهم الفرس والهنود والسريان وغيرهم، وأُغْدِقت عليهم الأموال، وأنفق في طلب الكتب من كل ناحية أعظم المساعي.
وكان لحركة الترجمة أحسنُ الأثر في حفظ تراث هذه الأمم وحمايته من الاندثار؛ وقد أضفى عليها مزيدًا من الأهمية والخطورة ضياعُ معظم المؤلفات اليونانية، بحيث لم يبق منها سوى الترجمات العربية، وهو الأمر الذي حدا بالأوربيين في العصور اللاحقة إلى ترجمة تلك الكتب إلى لغاتهم مرة أخرى، مع استفادتهم من الشروح العربية عليها.
وقد بلغت حركة التأليف والكتابة والترجمة أوجَ نضجها وازدهارها في القرنين الثالث والرابع الهجريين، ولا سيما بعد أن عرف المسلمون صناعة الورق، وهي الصناعة التي ازدهرت في بغداد أول الأمر، ثم لم تلبث أن عرفت طريقها إلى سائر العواصم الإسلامية في المشرق والمغرب.
وعلى هذا النحو، يمكن القول: إن التاريخ الإسلامي المبكر شهد بداية حركة التدوين؛ بالإقبال على تدوين القرآن الكريم، ثم الحديث الشريف، ثم اتسعت دائرة التدوين لتشمل العلوم والمعارف الأخرى. أما حركة التأليف والترجمة فبلغت أوج ازدهارها في العصر العباسي ، وهذه سُنَّة النشوء؛ إذ يبدأ الشيء صغيرًا ثم يتدرج مع الأيام نموًّا واكتمالاً، وكلما مرت الأيام كانت خطوات التقدم أوسع من ذي قبل.

### هجرة العقول

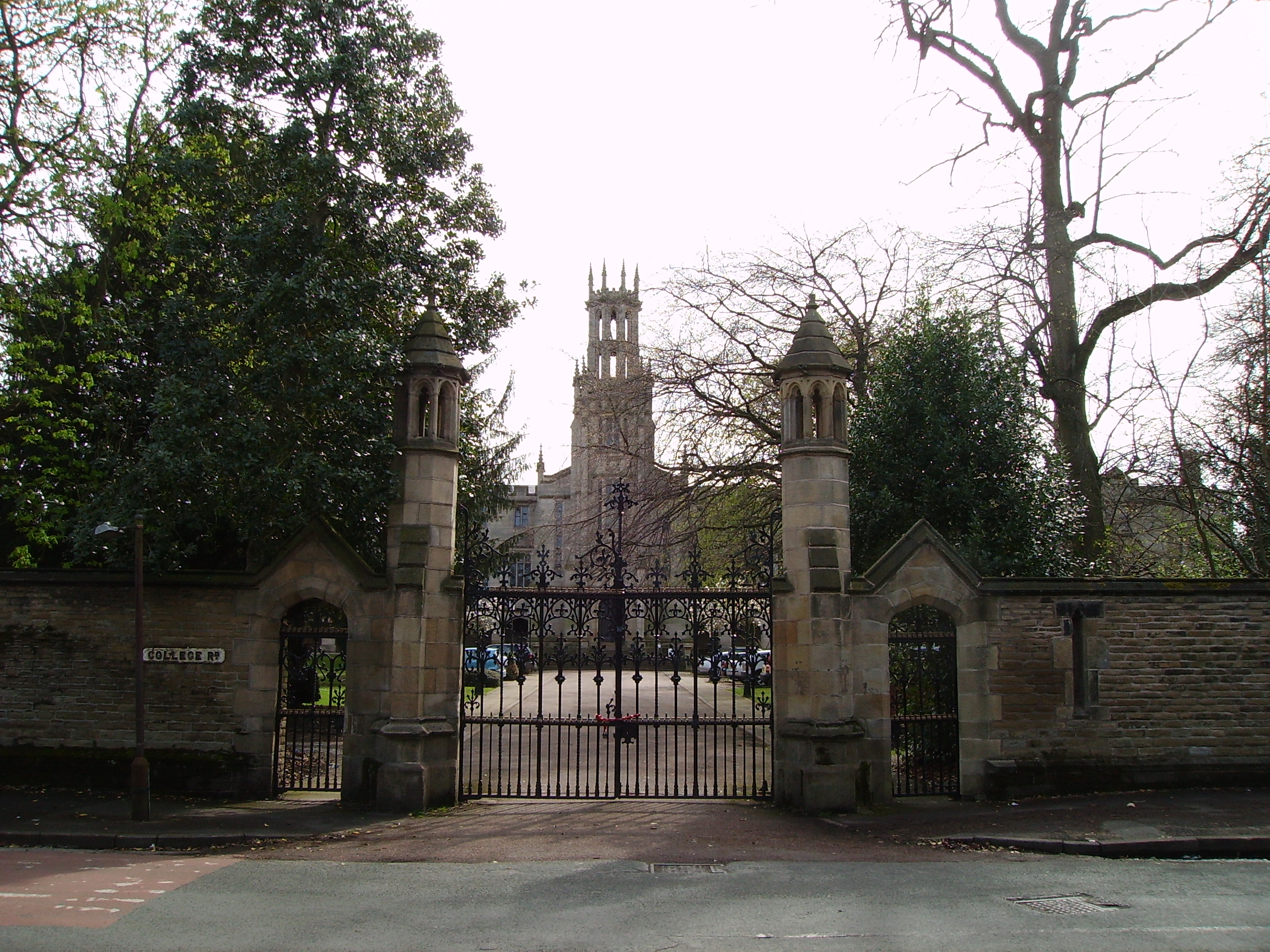
مركز التراث الإسلامي البريطاني.

حافظ المجتمع الإسلامي في القرون الخمسة الأولى للهجرة على أصحاب العقول المبدعة والمهارات المتفوقة في شتى ميادين الحياة، وكان العلماء أحراراً في التجول في أرجاء الدنيا طلباً للعلم وزيادة في الاطلاع، ولكن لم يحدث قط أن اختار عالم كبير البقاء الدائم خارج العالم الإسلامي، ولا يمكن القول بأن عناصر الجذب لم تكن موجودة في بلاط البيزنطيين في القسطنطينية، أو في بلاط اللاتين في فرنسا ـ على الأقل في علوم الطبيعة ـ ولكن قوة الشعور بالانتماء للأمة، والتمايز الواضح ثقافياً وحضارياً وشعورياً بين عالم الإسلام وما وراءه، ومكانة العلماء في الإسلام تلك المكانة التي قررها كتابه الأول (القرآن الكريم) وجاءت السنة تؤكدها وترسخها، واستقرار هذه المعاني في نفوس عامة الناس وخاصتهم ـ فجميعهم يحترم العالم ويعترف له بالمكانة، بل وكثير من معارفه يتطوعون في خدمته ودعايته وقضاء مصالحه دون مقابل ـ كانت أسباباً في لزوم العلماء المسلمين دار الإسلام.

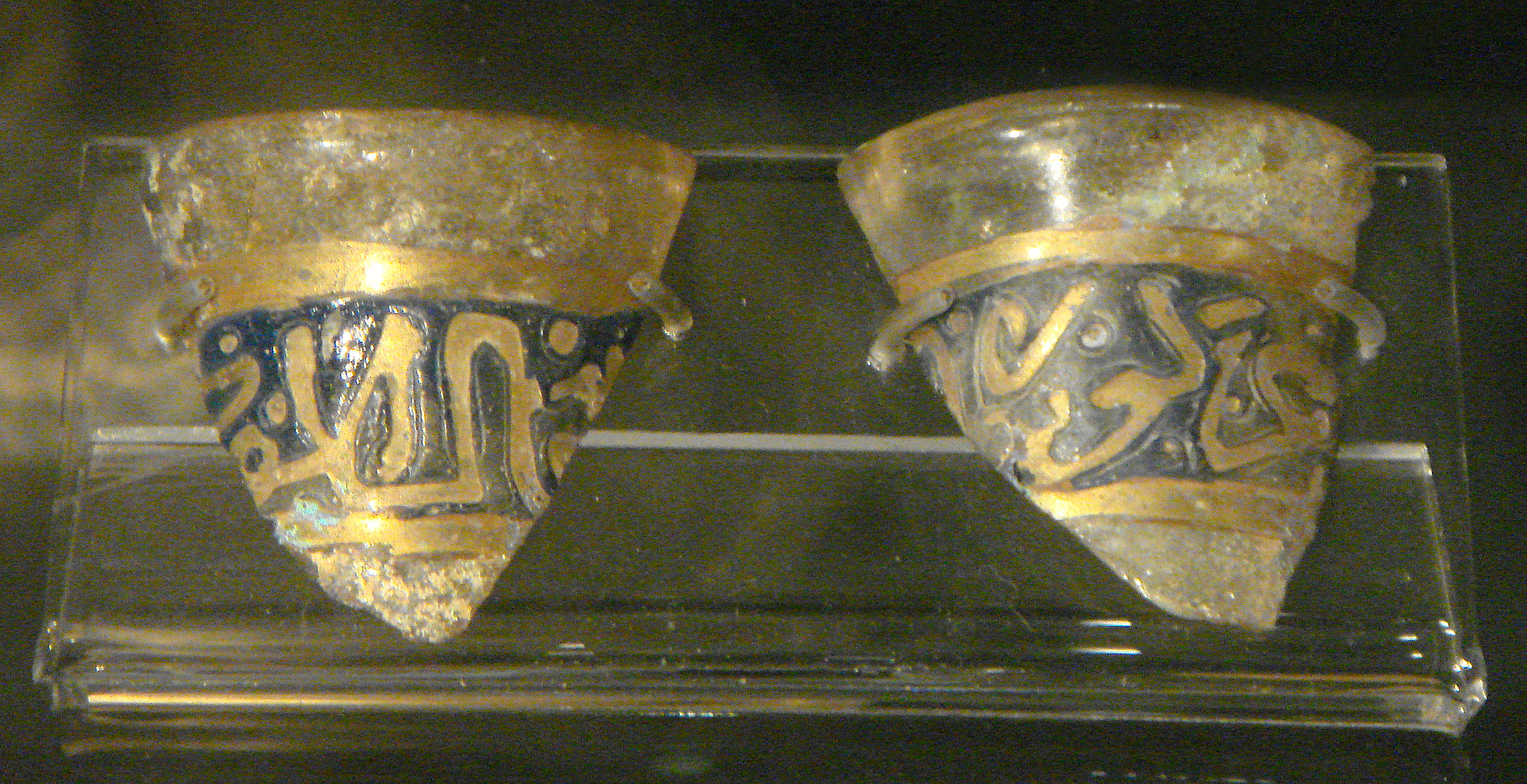
قطع زجاجية منقوشة سورية أو مصرية، محفوظة في متحف لندن.

كما أن العالم لم يجد أمامه قيوداً فكرية تمنع البحث العلمي الخالص أو تحد من مجالاته. سواء اتصل بعلوم الشريعة أو الآداب أو الفنون والصناعات. فقد حظي أرباب الفنون جميعاً بمكانة اجتماعية طيبة، ولقوا رعاية وتشجيعاً ومكافآت سخية من حكام عصرهم، ونظراً لاجتماع هذه العقول المفكرة وكثرتها في كل فن فقد ظهرت التيارات الفقهية والنحوية والأدبية والعلمية المتنوعة، وانتشر التعليم وأسست المدارس التي تطورت إلى الجامعات التي تعتبر أقدم الجامعات في العالم . لقد أدى ذلك الاهتمام بالتعليم والرعاية لأصحاب الكفاءات أدبياً ومادياً إلى الازدهار الأدبي والاجتماعي والاقتصادي. فنجد اهتماماً بالأدب وتذوقاً للّغة وللأساليب، ونتاجاً واسعاً يحظى الكثير منه بعناية النقاد، كما نلحظ حياة اجتماعية مزدهرة رسخت نظام الأسرة كما حدده الإسلام، ووثقت عرى الروابط بين أبناء العشيرة والقبيلة والمحلة والقرية والمدينة والقطر والعالم الإسلامي كله بشكل دوائر متداخلة بؤرتها الأسرة، وفيها تقوى التزامات التكافل وتشتد ثم تخف كلما اتسعت الدائرة ...
ولكن العلاقات تبقى دائماً منضبطة في دائرة الأخوة وتحريم العصبية والتناصر في الظلم وإقرار العدل والتكافل بين المؤمنين.
وكان العلماء على صلة ببعضهم، يتوارثون تقاليد التربية والتعليم خلفاً عن سلف، فكانوا يعيشون في أجواء علمية كَوَّنوها لأنفسهم في مراكز الحركة الفكرية المهمة في العالم الإسلامي، وقد ساعدت الحكومات القائمة في كثير من الأحيان على استقطاب العلماء في مراكز الحكم، وكان اجتماع أصحاب العقول يولد فيضاً من الأفكار الجديدة في الفنون المتنوعة.

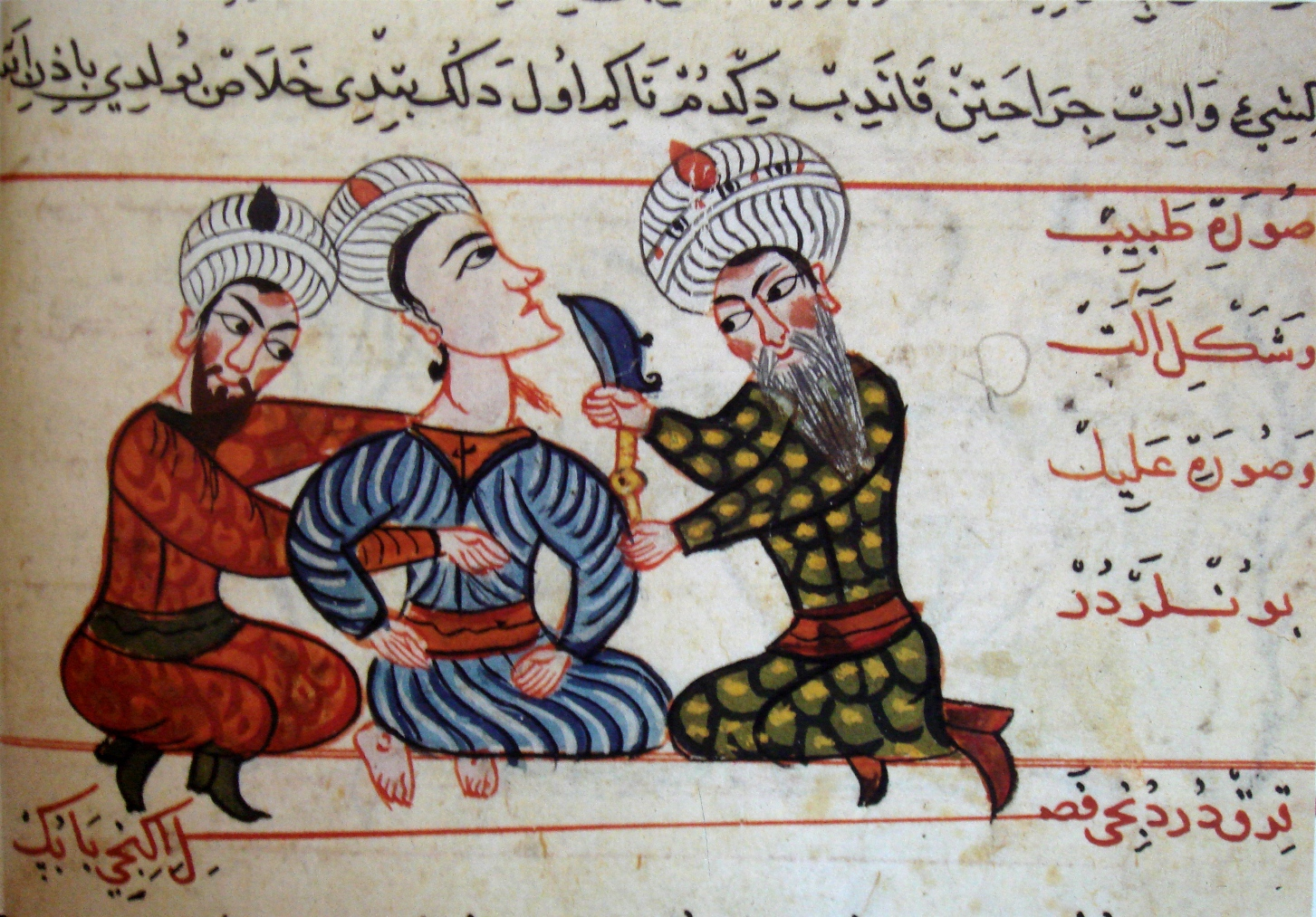
شرح عملية جراحية في مخطوطة تركية من القرن الخامس عشر.

وكان من ثمار ذلك في الحياة الاقتصادية أن تحولت منطقة السواد إلى بقعة خضراء مرتبطة بشبكة ري معقدة. كما نلاحظ التعقيد في هندسة الري في حدائق قصر الحمراء بغرناطة التي تعرف اليوم بـ (جنراليف).
ومن الواضح أن السياسة الاقتصادية التي ترتكز على مبادئ العدالة أدت دوراً في التقدم الزراعي والصناعي كما أن فكرة الاهتمام بعنصر الوقت أساسية في تكوين الحضارة الإسلامية حيث اهتم الدين بغرس فكرة أن الإنسان يحاسب عن وقته فيما قضاه ((لا تزول قدما عبد يوم القيامة حتى يُسأل عن عمره فيما أفناه، وعن علمه فيما فعل فيه، وعن ماله من أين اكتسبه وفيمَ أنفقه، وعن جسمه فيما أبلاه)) [أخرجه الترمذي في جامعه 4/ 612، وقال: حديث حسن صحيح ].
إن الاهتمام بعنصر الزمن، إضافة إلى استثارة الإنسان لإعمار الأرض والإفادة من تسخيرها له، وتهيئة الظروف النفسية والاجتماعية والمادية للعلماء يشكل بعداً إيجابياً عظيم الجدوى في تراثنا، وهو جانب لم يتم استقراؤه بدقة وعمق حتى الآن .. رغم أن الأمة تواجه نزفاً خطيراً في العقول الذكية والكفاءات العالية التي استمرت في الهجرة إلى الغرب (أوروبا والولايات المتحدة الأمريكية) منذ عدة عقود .. ولا تزال تتصاعد بقوة بسبب ظروف العالم الإسلامي الدافعة للهجرة من ناحية، وظروف عالم الحضارة الغربية الجاذبة لأصحاب الكفاءات العالية ممن تعبت بلدانهم في تعليمهم في المراحل الأولى، ثم الإنفاق عليهم في المراحل العليا، وهم يُبتعثون للحصول على الماجستير أو الدكتوراه أو التخصصات الدقيقة ..

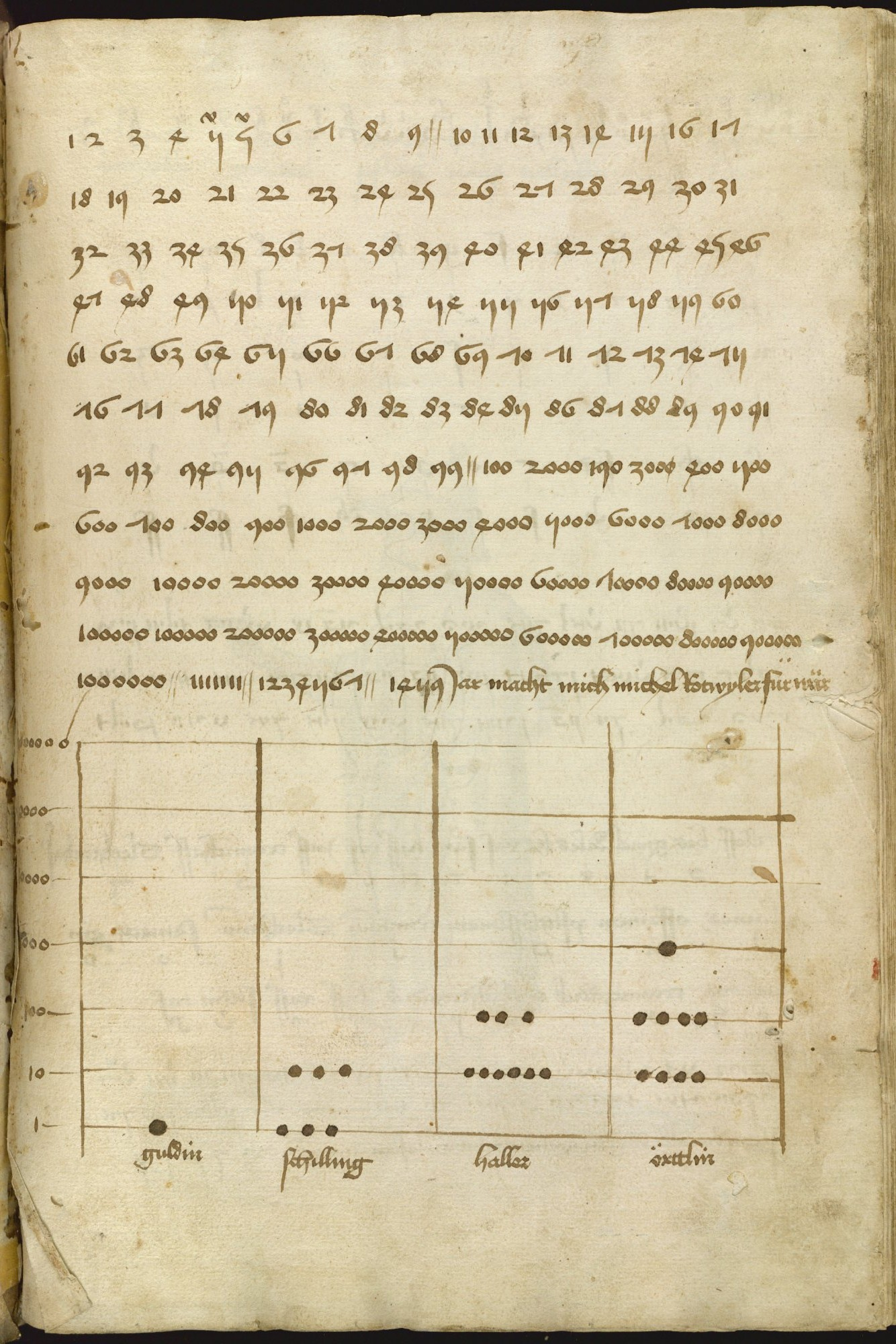
صفحة من مخطوطة ألمانية تعلّم كيفية استخدام الأرقام العربية، ترجع لعام 1459.

وعند ملاحظة الأرقام التي تذكرها الدراسات والتقارير المتخصصة يُصاب الإنسان بالذهول، ويدرك سبباً مهماً من أسباب تخلف العالم الإسلامي، ومن تلك الدراسات هذه المعلومات الإحصائية للدلالة على خطورة الأمر:
1. إن عدد الأطباء العرب في بريطانيا فقط بلغ (4600) طبيب، وإن (35%) من أطباء لندن وحدها من العرب! وإن عدد الأطباء الإيرانيين العاملين في نيويورك وحدها يفوق عدد زملائهم العاملين فوق أرض إيران جميعا[38].!!
2. لقد امتنع ألف عالم ومهندس وطبيب من حملة الدكتوراه من الولايات المتحدة الأمريكية عن العودة إلى وطنهم مصر ما بين عامي 1970م ـ 1980م.[38]
3. إن عدد المهندسين المهاجرين من مصر إلى الولايات المتحدة بلغ (339) مهندساً عام 1968م، ولو استمرت الزيادة بمعدلاتها الحالية فسوف يصل عدد المهاجرين من المهندسين المصريين ضعف عدد المتخرجين من كليات الهندسة بسائر الجامعات المصرية.[39]
4. هناك مستويات عالية من أساتذة الجامعات المسلمين يعملون في أوروبا والولايات المتحدة، في جامعاتها أو مراكز البحث في شتى العلوم.

إن هذه الظاهرة قد تعكس ضعف الولاء للوطن الأصلي أحياناً؛ لكنها في أحيان كثيرة لها مسوغاتها القوية والمتمثلة بحالة التخلف في العالم الإسلامي، وانعدام الوعي أو ضعفه أحياناً حتى على صعيد المستويات القيادية فضلاً عن المستويات الأخرى.
وكثيراً ما عاد بعض المهاجرين فاصطدموا بالواقع المرير، وأصابهم اليأس فعادوا من حيث أتوا، يعيشون لأنفسهم ولعلمهم وهواياتهم بعيداً عن مشاكل مجتمعاتهم الأصلية المتخلفة.

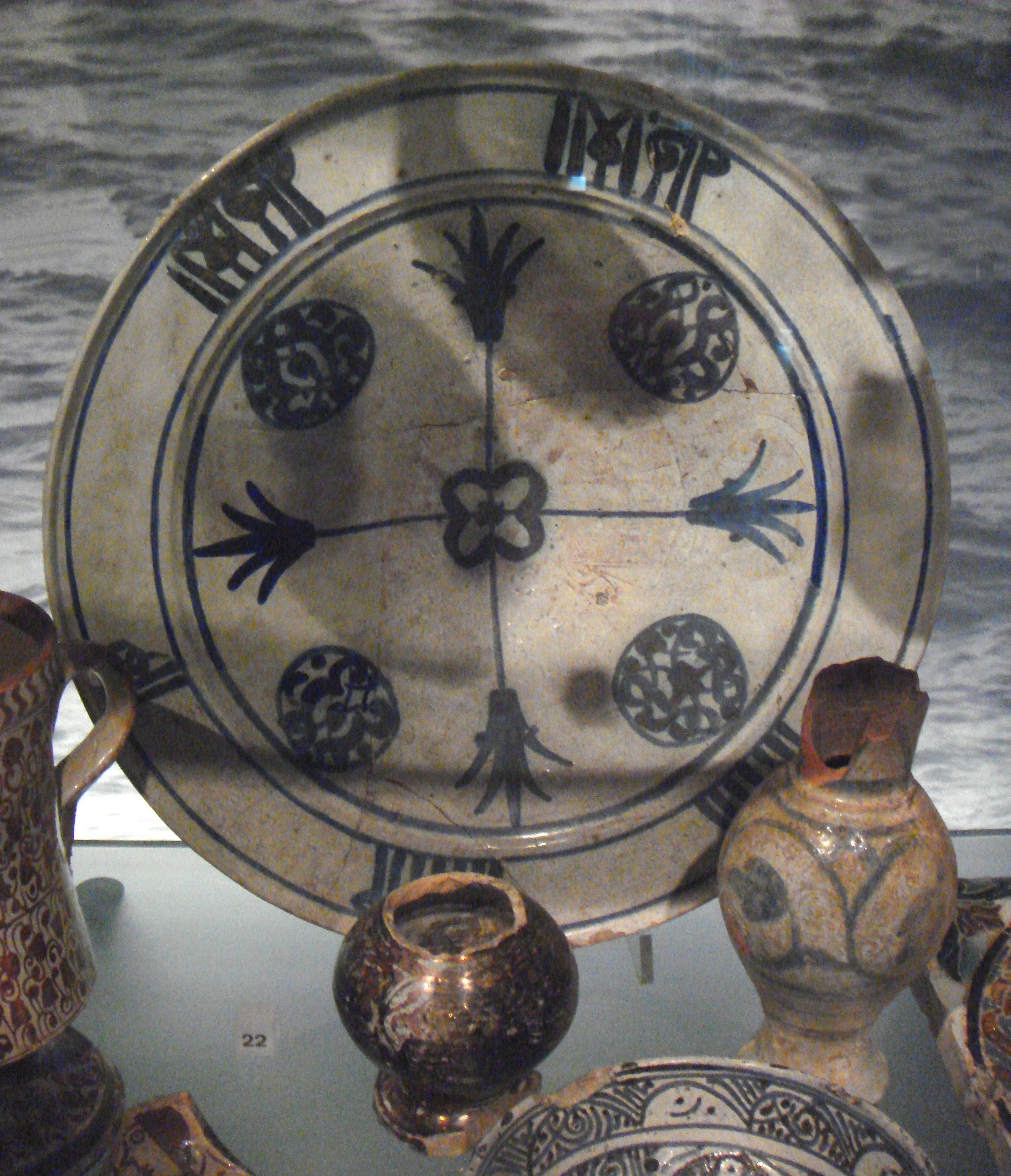
صحن أندلسي به خطوط من النمط شبيه الكوفي على حوافه، يرجع لبايات القرن السادس عشر، محفوظ في متحف لندن.

لقد تمكنت أرض الحضارة الغربية من احتواء الكثيرين من أبناء العالم النامي؛ ومعظمهم من أبناء العالم الإسلامي، وضمهم إلى مسيرة الأغنياء الأقوياء؛ مفرغين عالمنا الشاحب من بقية الدماء النابضة فيه.
وقد أتحت الأمة بنفسها هذه الفرصة لتفريغ دمائها عندما أرسلت أبناءها للدراسة هناك دون أية توعية. إن الأمة تعاني من فراغ روحي وفكري يشدها إلى بعضها. ((وإنما يأكل الذئب من الغنم القاصية)). وإن الاعتماد على مجرد عبارات طنانة عن خدمة الوطن ما عادت تجدي نفعاً مع عوامل الدفع والجذب العنيفة التي تقطع أوصالها بقوة وتبتها عن جذورها بشدة.
إن عدد سكان الولايات المتحدة يقارب عدد سكان العالم العربي وحده، وكان فيها عام (1968م) (000, 850 , 1) مليون وثمانمائة وخمسون ألفاً من العلماء والمهندسين والأطباء، واعتبر المخططون ذلك غير كاف، وجامعاتهم تخرِّج (000 ,62) اثنين وستين ألفاً من هذه الفئات، وهم يستقبلون قرابة (000, 8) ثمانية آلاف من بقية العالم  وخاصة من العالم الإسلامي، ويرون أنهم بحاجة إلى أعداد أكبر لضمان التنمية والتقدم المستمر؛ فكم يقابل هذه الأرقام من العلماء والأطباء والمهندسين في العالم العربي والإسلامي؟!
لقد تمكنت الولايات المتحدة من تحقيق الغنى والتقدم وصناعة أمجادها العلمية والتقنية العسكرية بعقول أبنائها، وعقول أبناء غيرها، وخاصة من أبناء العالم الإسلامي.
فماذا تم فعله من أجل البناء والتقدم. من أجل الأمة الإسلامية ومن أجل مستقبل الأبناء. من أجل الثقافة والمقومات. من أجل العقيدة؟
هناك (25%) من مجموع الأطباء العاملين في الولايات المتحدة هاجروا إليها من دول أخرى (13). وقد وصل عدد المهاجرين إليها من علماء ومهندسي وأطباء العالم الثالث (272, 15) خمسة عشر ألفاً ومائتين واثنين وسبعين في عام 1967م، واستمرت الهجرة بعد ذلك باطراد.
إن تقوية الجذور بالحضارة والثقافة، والتأكيد على ملامح الذات التي يحدد التراث قسماتها يقدمان حلولاً كثيرة لمشكلاتنا الحضارية والثقافية، وما تناولته ليس إلاَّ غيضاً من فيض، وإلاَّ فما أكثر القيم الحضارية والحوافز الخُلُقية التي تحتويها كنوزنا التراثية، والتي تنتظر الباحثين الأكفياء يجلونها وينظرونها ويفيدون منها في بناء المجتمع الإسلامي الحديث.

### التنوع المعرفي

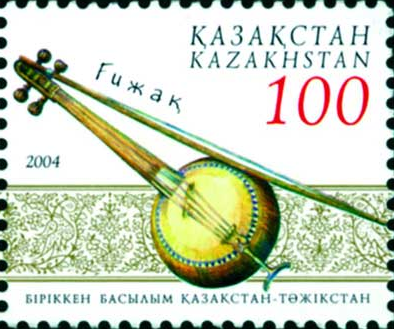
ألة موسيقية يٌنسب إختراعها لـ ابن سينا

اهتم العلماء العرب والمسلمون بتأليف الكتب في شتى فروع المعرفة، على نحو أدى إلى إثراء تراثهم وإكسابه صفة التنوع والاختلاف. وكان لهذا التنوع في ميدان التأليف أسباب موضوعية نذكر منها: حثّ الإسلام على العلم والتعلم والإقبال على المعرفة، واتساع رقعة الدولة الإسلامية وامتدادها الزمني الطويل، وانفتاح المسلمين على كثير من الحضارات، واحتضانهم لكثير من أبناء تلك الحضارات.

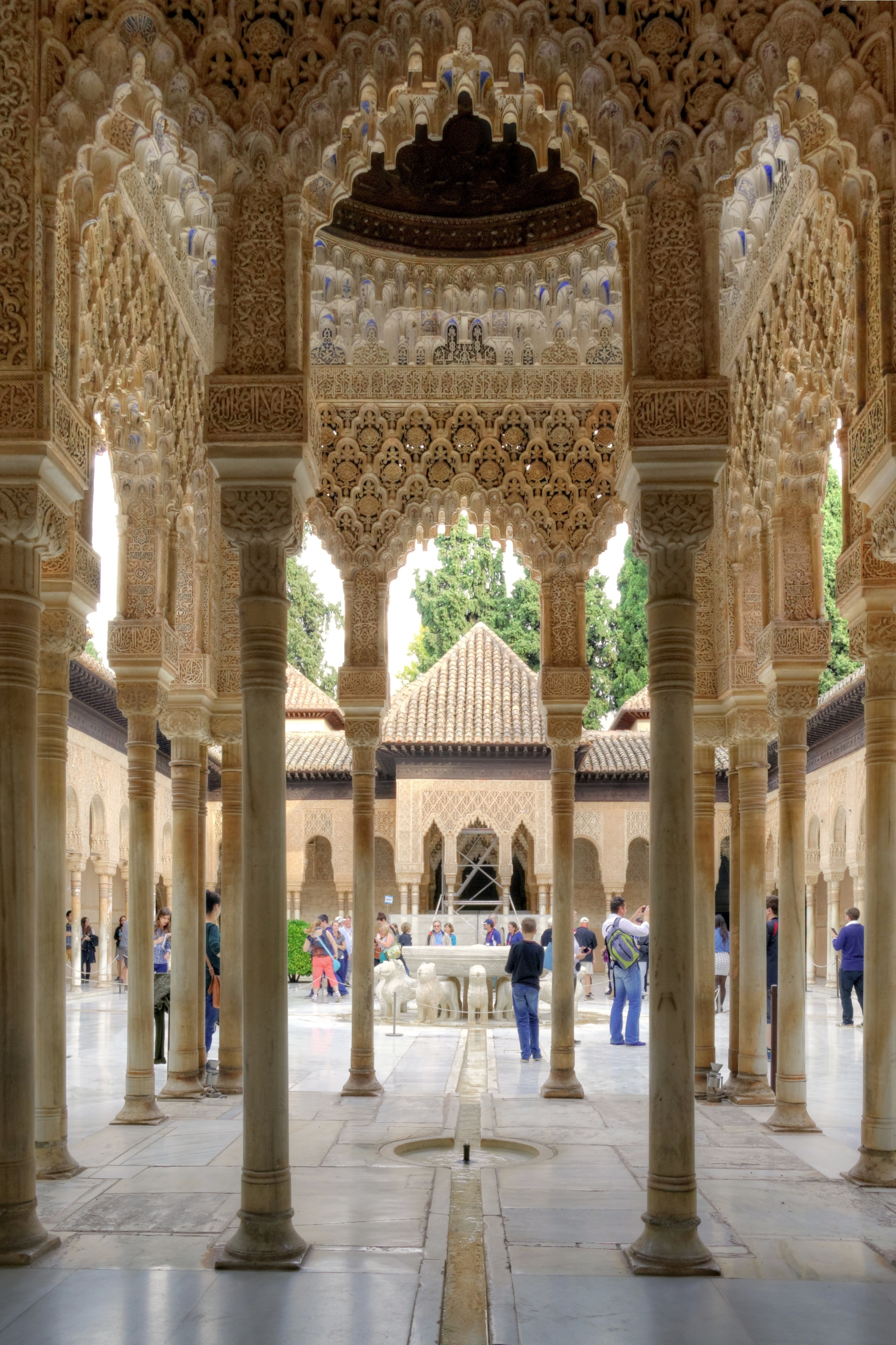
قصر الحمراء بغرناطة.

لقد تنوعت المؤلفات التي وضعها العلماء والأدباء وكتاب العرب والمسلمين منذ بداية حركة التأليف، بتنوع المجالات المعرفية والموضوعات العلمية المتداولة في كل فترة من فترات الحضارة الإسلامية، فكانت هناك المؤلفات العامة التي تجمع عدة موضوعات في عمل واحد، والمؤلفات الأدبية، والمؤلفات الشعرية التي تتحدث عن الشعر والشعراء وأخبارهم، والمؤلفات اللغوية، والمؤلفات الدينية التي تعالج القضايا الإسلامية من تفسير وفقه وحديث وغيرها، والمؤلفات التاريخية، وكتب التراجم التي تترجم للعلماء والأدباء والشعراء والفقهاء وغيرهم ، والمؤلفات العلمية في الطب والهندسة والصيدلة وغيرها.
وقد واكب نمو حركة التأليف وتشعب مجالات المعرفة، محاولةُ نفر من العلماء إحصاء العلوم وتصنيفها، وهي محاولة بدأت مبكرًا، وقدَّمت لنا أولى تجاربها الناضجة في كتاب «الفهرست» لمحمد بن إسحاق النديم (ت 380هـ). ويمثل هذا الكتاب رؤية شاملة للتراث العرب الإسلامي حتى عصر مؤلِّفه؛ إذ يحوي لائحة مصنفة ومفصلة بأسماء المؤلفين سواء أكانوا من السابقين عليه أم ممن عاصروه، وسواء أكانوا مسلمين أم ممن اعتنقوا ديانة أخرى غير الإسلام وعناوين كتبهم، بالإضافة إلى الترجمة لهم والتعريف بالملامح العامة لحياتهم؛ فهذا الكتاب معين لا ينضب من المعارف والأخبار التي تمنحنا تصورًا عامًّا عن حركة التأليف في التراث العربي الإسلامي حتى نهاية القرن الرابع الهجري.
وقد قسم النديم كتابه إلى عشرة أقسام، وسمَّى كل قسم منها «مقالة»، ثم قسم كل مقالة إلى عدة فنون بلغ مجموعها 33 فنًّا، وذلك على النحو الآتي:
المقالة الأولى: في وصف لغات الأمم، وفي أسماء كتب الشرائع المنزلة، وفي أوصاف القرآن، المقالة الثانية: في النحويين واللغويين، المقالة الثالثة: في الأخبار والآداب والسير والأنساب، المقالة الرابعة: في الشعر والشعراء، المقالة الخامسة: في الكلام والمتكلمين، المقالة السادسة: في الفقه والفقهاء والمحدِّثين، المقالة السابعة: في الفلسفة والعلوم القديمة (الهندسة والموسيقى والحساب.....)، المقالة الثامنة: في الأسمار والخرافات والعزائم والسحر والشعبذة، المقالة التاسعة: في المذاهب والاعتقادات، المقالة العاشرة: في الكيمائيين والصنعويين.
ويقوم منهج النديم في التأليف على التعريف بكل علم من العلوم، ثم الترجمة للمؤلفين الذين صنفوا في هذا العلم، ثم سرد أسماء كتبهم، ثم وصف كل كتاب وصفًا موجزًا.

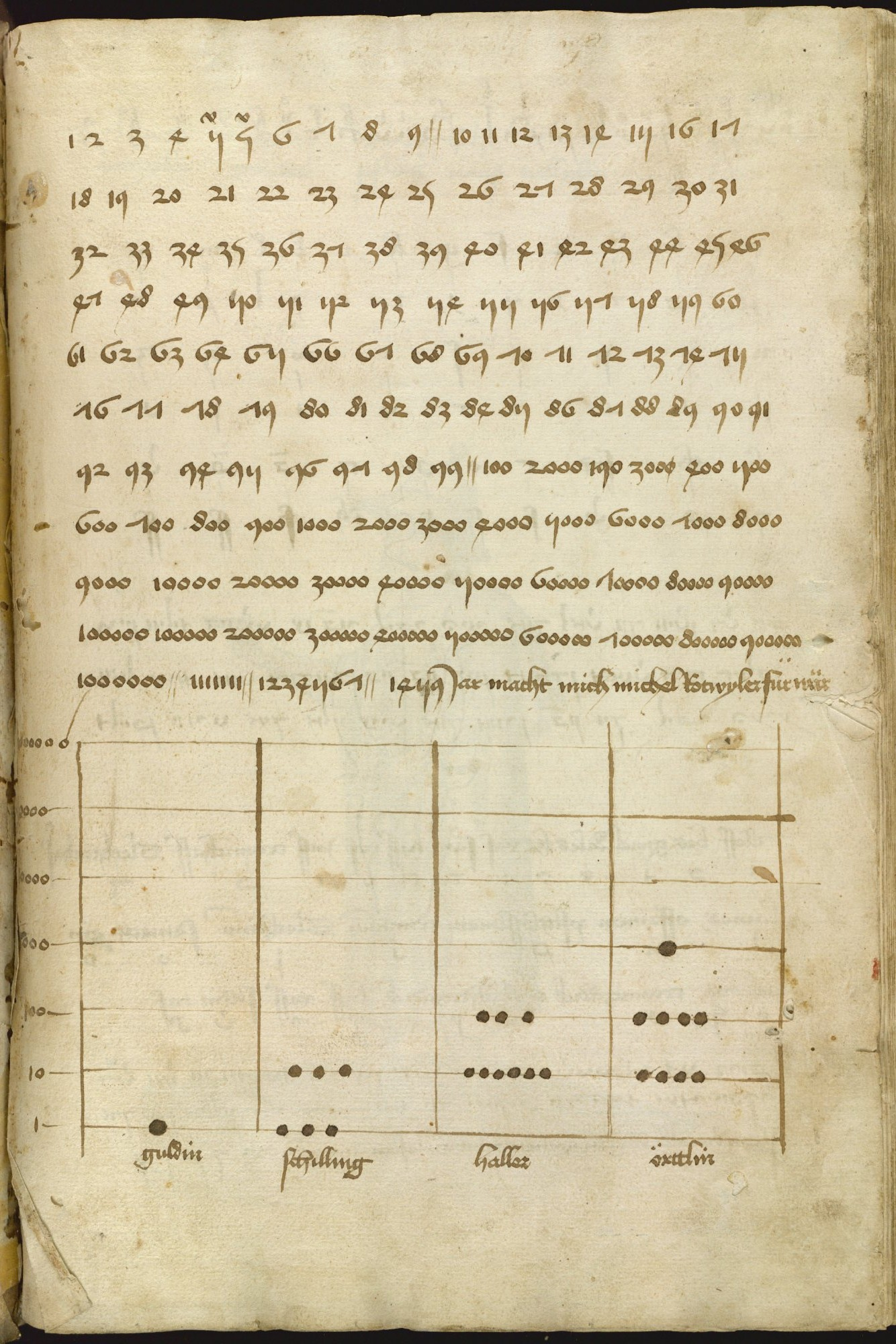
مخطوطة ألمانية تدرس استخدام الأرقام العربية

وعلى الرغم من أن كثيرًا من المؤلفات التي ذكرها النديم لم تصلنا، فإن كتابه يبقى من بين المصادر التي لا يستغني عنها دارس للتراث العربي الإسلامي؛ للتعرف على المؤلفين ومصنفاتهم، إضافة إلى كونه وثيقة شاملة تبين مقدار ما وصلت إليه الحياة العقلية والفكرية في العالم الإسلامي من نضج وأصالة، حيث ضمّ معلومات عن أكثر من 6000 كتاب ورسالة.
وفي القرن العاشر الهجري قدَّم العالم التركي طاش كبري زاده (968هـ) محاولة جديدة في مجال تصنيف العلوم، وبيان التنوع المعرفي للتراث الإسلامي، وهي المحاولة التي يمثلها كتابُه المهم «مفتاح السعادة ومصباح السيادة». وقد تحدث فيه عن العلوم وأقسامها وفروعها، فذكر كيف تفرعت العلوم، وعلاقة كل علم بغيره من العلوم، وقسَّم كتابه إلى شعب وفروع. وقد بلغ عدد العلوم في إحصائه نحو 300 علم قسمها إلى ستة أبواب. وعندما يذكر العلم يعرّفه ويبين حدوده، ويبحث في تاريخه بحثًا نقديًّا، ثم يشير إلى أشهر المؤلفات الموجودة في هذا العلم.
وقد بدأ طاش كبري زاده كتابه بأربع مقدمات:
1. المقدمة الأولى: في بيان فضيلة العلم والتعلم والتعليم.
2. المقدمة الثانية: في شرائط المتعلم ووظائفه.
3. المقدمة الثالثة: في وظائف المعلم.
4. المقدمة الرابعة: في بيان النسبة بين طريق النظر وطريق التصفية.

وبعد أن فرغ طاش كبري زاده من تلك المقدمات الأربع، كتب مقدمة خامسة في بيان حصر العلوم على الإجمال، ثم شرع بعد ذلك في تفصيل الكلام على تلك العلوم علمًا علمًا.
وقد قسم طاش كبري زاده الكتاب إلى أربع مراتب:
في الأعيان، في الأذهان، في العبارة، في الكتابة، ثم قسم هذه المراتب على سبع دوحات:
1. في الكتابة، الدوحة الأولى: في بيان العلوم الخَطِّية، وذكر لها شعبتين: في الصناعة الخطية وفي إملاء الحروف المفردة.
2. في العبارة، الدوحة الثانية: في بيان الالفاض، وذكر لها ثلاث شعب: في المفردات، والمركبات، وفي فروع العربية.
3. في الأذهان، الدوحة الثالثة: في بيان المعقولات، وذكر لها شعبتين: في علوم تَعْصِم عن الخطأ في الكسب، وفي علوم تَعْصِم عن المناظر والدرس.
4. في الأعيان، الدوحة الرابعة: في العلم المتعلِّق بالأعيان، وذكر لها عشر شعب: خمسًا في العلم الإلهي والعلم الطبيعي والعلوم الرياضية وعلم الهيئة وعلم الموسيقى، وخمسًا في فروع هذه العلوم.
5. في الأعيان، الدوحة الخامسة: في الحكمة العملية، وذكر لها أربع شعب: في علوم الأخلاق، وفي علم تدبير المنزل، وفي علم السياسة، وفي فروع هذه العلوم.
6. في الأعيان، الدوحة السادسة: في العلوم الشرعية، وذكر لها ثماني شعب: في علم القراءة، وعلم رواية الحديث، وعلم تفسير القرآن، وعلم دراية الحديث، وعلم أصول الدين، وعلم أصول الفقه، وعلم الفقه، وفي فروع هذه العلوم.
7. في الأعيان، الدوحة السابعة: في علوم الباطن، وذكر لها أربع شعب: في العبادات، وفي العادات، وفي المـُهْلِكات، وفي المنجِيات.[45]

| يا ليل الصبّ متى غده، أقيام الساعة موعده؟ فيروز على يوتيوب                                                                |
| —القصيدة للشاعر أبو الحسن الحصري المتوفى عام 1095، وهي ملحنة وفق طريقة «الموشحات الأندلسية»، أحد فروع الموسيقى العباسية. |

وهناك أيضا كتاب «كشف الظنون عن أسامي الكتب والفنون» لحاجي خليفة (ت 1067هـ)، وهو معجم كبير في عناوين الكتب العربية وبعض الكتب التركية والفارسية، أورد فيه نحوًا من 14500 كتاب ذاكرًا اسم مؤلفه، وسنة وفاته، وموضوع الكتاب أو شيءًا من مقدمته، وعدد مجلداته أو أوراقه أو كراريسه، وقد يسترسل حاجي خليفة فيذكر ما وضع عليه من الشروح والتعليقات والاختصارات، وقد صدَّر الكتاب بمقدمة طويلة عن ماهية العلم وموضوعاته وغايته وتقسيمه وعن منشأ العلوم. وقد أورد حاجي خليفة في هذا الكتاب أكثر من 300 علم.
وفي العصر الحديث تصادفنا بعض الكتب المهمة التي ابتغى واضعوها إلقاء ضوء ساطع على الإنتاج الفكري للحضارة العربية الإسلامية، ولعل أبرزها كتابان مشهوران:
أولهما: «تاريخ الأدب العربي» للمستشرق الألماني كارل بروكلمان، الذي حاول في كتابه مسح الحياة الثقافية والفكرية للعرب والمسلمين منذ العصر الجاهلي إلى العصر الحديث.
ولايقتصر مفهوم كلمة (الأدب) عند بروكلمان على نطاق الشعر والنثر، ولكنه يتسع ليشمل كل النشاطات الفكرية والثقافية والفنية التي يمارسها الإنسان؛ وكل فروع العلم والفلسفة والفن، بالإضافة إلى الشعر والنثر.
وقد قسم بروكلمان الأدب العربي في كتابه إلى فترتين أساسيتين، تستغرق كل فترة مجلدًا كاملاً، هما:
المجلد الأول: قسمه إلى كتابين:

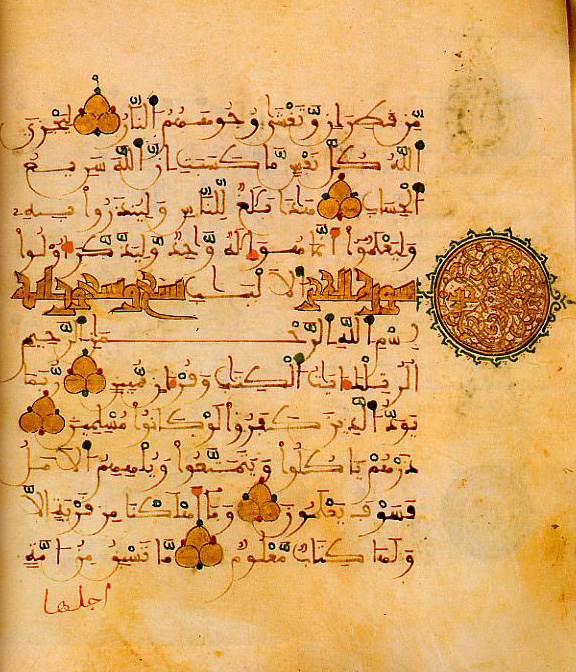
مخطوط أندلسي للقرآن من القرن الثاني عشر.

1 - الكتاب الأول: أدب الأمة العربية من أوَّليَّته إلى سقوط الدولة الأموية:
- من العصر الجاهلي حتى بعثة النبي صلى الله عليه وسلم.
- عصر صدر الإسلام.
- العصر الأموي.

2 - الكتاب الثاني: الأدب الإسلامي باللغة العربية:
- من مطلع الدولة العباسية حتى نهاية القرن الرابع الهجري (الفترة الكلاسيكية).
- من بداية القرن الخامس الهجري حتى سقوط بغداد[ ؟ ] 656هـ (ما بعد الكلاسيكية).

المجلد الثاني:
- من سقوط بغداد[ ؟ ] (الاجتياح المغولي) حتى الفتح العثماني لمصر 1517م.
- الحكم العثماني حتى دخول نابليون مصر 1798م.
- من الحملة الفرنسية حتى سنة 1900م.

وقد ذكر بروكلمان في كتابه نحو عشرين ألف عنوان لمؤلفات في مختلف فروع العلم والمعرفة.
ثانيهما: «تاريخ التراث العربي» للعالم التركي فؤاد سزكين. وكانت خطة المؤلف في البداية تقوم على وضع ملحق لكتاب بروكلمان؛ ليتدارك ما فاته من مواد ويصحح أخطاءه وهفواته، ويضيف ما وقف عليه من معلومات، وما اكتشف بعد وفاة بروكلمان، غير أن سزكين انتهى إلى إعداد عمل جديد مستقل عن كتاب بروكلمان، فراجع كل ما ذكره بروكلمان وأضاف إليه معلومات جديدة مكملة.
أصدر سزكين كتابه باللغة الألمانية[ ؟ ] في تسعة مجلدات، نشرتها دار بريل (ليدن)؛ حيث صدر الجزء الأول منها سنة 1967م، ثم توالى صدور مجلدات الكتاب حتى سنة 1984م.

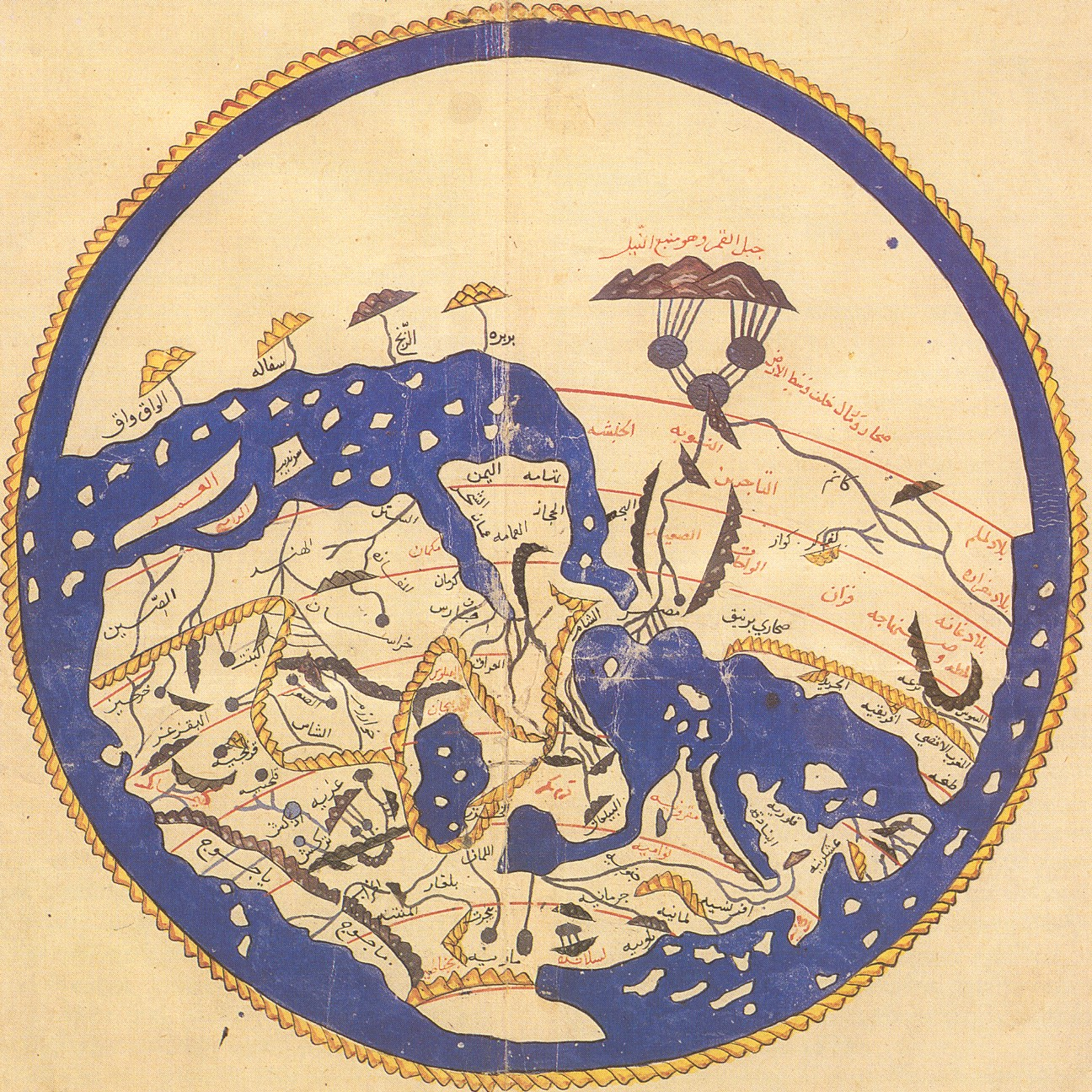
خريطة العالم للإدريسي، تعود إلى عام 1154م.

- المجلد الأول: القرآن، الحديث، التدوين التاريخي، الفقه، العقائد، التصوف.
- المجلد الثاني: الشعر.
- المجلد الثالث: الطب، الصيدلة، علم الحيوان، البيطرة.
- المجلد الرابع: السيمياء، الكيمياء، النبات، الفلاحة.
- المجلد الخامس: الرياضيات.
- المجلد السادس: علم الفلك.
- المجلد السابع: علم الفلك.
- المجلد الثامن: علم اللغة.
- المجلد التاسع: النحو.

ثم أصدر سزكين خمسة مجلدات جديدة عن معهد تاريخ العلوم العربية والإسلامية بفرانكفورت، ومجلدًا لكشافات الأجزاء التسعة الأولى .
- مجلد: كشافات للأجزاء 1-9، صدر سنة1995م.
- المجلدات العاشر، الحادي، الثاني عشر: الرياضيات الجغرافية والخرائطية في التراث الإسلامي ووجودها المستمر في الغرب [مجلدان للنصوص، والثالث للخرائط]، سنة 2000م.
- المجلد الثالث عشر: الرياضيات الجغرافية والخرائطية في التراث الإسلامي وتواجدها المستمر في الغرب [المؤلِّفون]، سنة 2007م.
- المجلد الرابع عشر، الخامس عشر: الجغرافية البشرية، 2010م.

## العلماء الموسوعيون
هنا صورة أخرى من صور التنوع المعرفي للتراث، ألا وهي تنوع العطاء العلمي للعالم المسلم وشموله عدة ميادين معرفية؛ فما أكثر العلماء الذين رُزِقوا التبحر في عدة علومٍ، واشتهروا بتدريس مسائلها وقضاياها مع العناية بالتأليف فيها جميعًا، رغم أنها تنتمي إلى دوائر علمية تبدو متنافرة.
فهناك على سبيل المثال:
- الطبري (ت 310هـ): المفسر، المؤرخ، الفقيه، المحدث، ألف في التفسير «جامع البيان عن تأويل آي القرآن» وهو عمدة كتب التفسير، وفي التاريخ «تاريخ الرسل والملوك»، وفي الفقه «اختلاف علماء الأمصار في أحكام شرائع الإسلام»، وفي الحديث «تهذيب الآثار».
- ابن سينا (ت 428هـ): وكان طبيبًا وفيلسوفًا ورياضيًّا، ألّف في الطب «كتاب القانون» وغيره، وفي الفلسفة «الإشارات والتنبيهات»، وفي الرياضيات «مختصر إقليدس»، وغيرها من المؤلفات.

حساب أبو الريحان البيروني لمحيط الأرض

- أبو الريحان البيروني (ت 440هـ): الفيلسوف الرياضي الفلكي المؤرخ الجغرافي، من أشهر مؤلفاته: «التفهيم في علوم التنجيم»، و«القانون المسعودي في الهيئة والنجوم»، و«الآثار الباقية عن القرون الخالية»، و«تحقيق ما للهند من مقولة مقبولة في العقل أو مرذولة»، وغيرها.
- أبو الوليد ابن رشد (ت 595هـ): الطبيب الفيلسوف المتكلم، من مؤلفاته: «شروحه وملخصاته لكتب أرسطاليس»، و«فصل المقال وتقرير ما بين الشريعة والحكمة من الاتصال»، وفي «بداية المجتهد ونهاية المقتصد»، «تهافت التهافت» وغيرها.
- ابن النفيس (ت 687هـ): الطبيب الصيدلي والفقيه المحدِّث، من مؤلفاته: «الشامل في الصناعة الطبية»، و«شرح تشريح القانون»، و«المختصر في علوم الحديث».
- ابن خلدون (ت 808هـ): الفقيه، المؤرخ، المتكلم، من مؤلفاته: «لباب المحصل في أصول الدين»، «شفاء السائل لتهذيب المسائل» في التصوف، وكتابه الأشهر في التاريخ «العبر وديوان المبتدأ والخبر في أيام العرب والعجم والبربر ومن عاصرهم من ذوي السلطان الأكبر»، ولهذا الكتاب مقدمته الشهيرة التي ذاع سيطها وانتشرت انتشارًا كبيرًا، والتي عرفت بـ«مقدمة ابن خلدون».
- جلال الدين السيوطي (ت 911هـ): العالم الموسوعي الذي ما ترك علمًا ولا فنًّا من فنون العلم إلا وله فيه مؤلف، فقد ألف في علوم القرآن «الإتقان في علوم القرآن»، وفي التفسير «الدر المنثور في التفسير بالمأثور»، أصول الفقه «الأشباه والنظائر»، النحو «الأشباه والنظائر»، علوم اللغة «المزهر في علوم اللغة وأنواعها»، علوم الحديث «الألفية في علوم الحديث»، التراجم «بغية الوعاة في طبقات اللغويين والنحاة»، التاريخ «تاريخ الخلفاء»، البلاغة «عقود الجمان في علوم المعاني والبيان» في الحديث: «شرح صحيحي البخاري ومسلم»، وغيرها الكثير حتى قيل إن مؤلفاته زادت على الثلاثمائة كتاب ورسالة، عدَّ له بروكلمان (415) مؤلفًا، وأحصى له حاجي خليفة (576) مؤلفًا، ووصل بها البعض إلى (600) مؤلف.
- ابن كمال باشا (ت 940هـ): لم يترك بابًا من العلوم إلا ودخلَهُ، ولم يغادر علمًا أو فنًّا إلا وله فيه مصنفٌ أو رسالةٌ، فلا عجبَ أن يفوقَ تعدادُ رسائله ومؤلفاته مائةً وعشرين، ما بين متن وشرح وحاشيةٍ ورسالة، ولم يقتصر فيها على اللغة العربية، بل إنه ألَّفَ وصنَّفَ بالفارسية والتركية أيضًا.

فمن مؤلفاته: في الفقه «إيضاحُ الإصلاحِ في فقه الإمام أبي حنيفة»، في أصول الفقه «تنقيح التنقيح»، وله تفسير للقرآن وصل فيه إلى سورة الصافات، وفي البلاغة «شرح المفتاح للسكاكي»، وفي الفلسفة والمنطق «حاشية على شرح الطوسي للإشارات لابن سينا»، وفي الحديث له شرح على صحيح البخاري، وفي التاريخ «تاريخ آل عثمان»، وقد ترجم كتاب «النجوم الزاهرة في ملوك مصر والقاهرة لابن تغري بردي» إلى التركية، وله مجموعات كبيرة من الرسائل في اللغة والعقيدة وعلم الكلام وفي الوعظ والتصوف.

## كتب التراجم

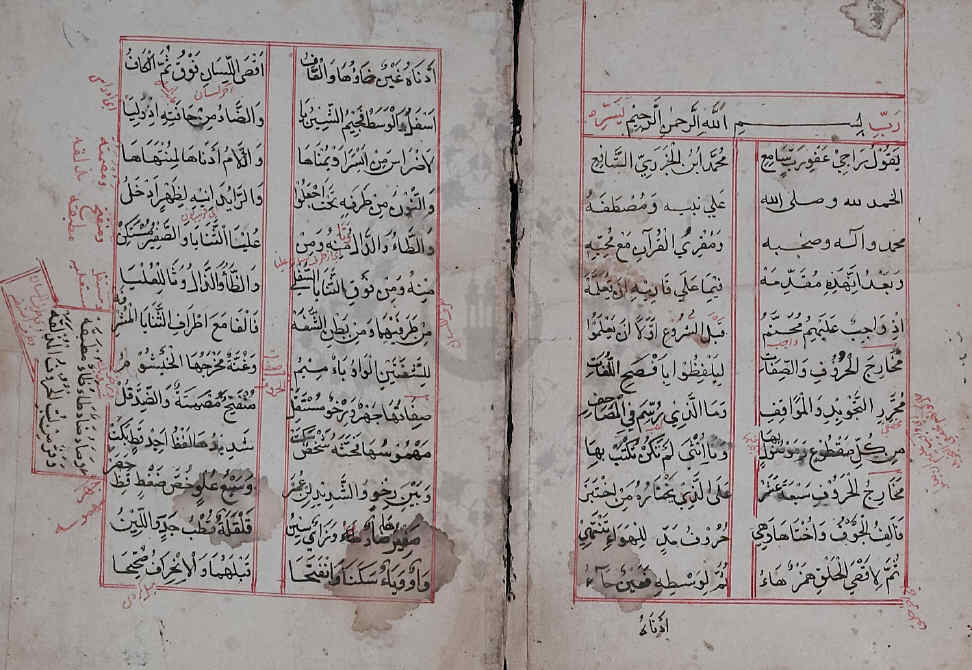
نسخة مخطوطة من «الجزرية».

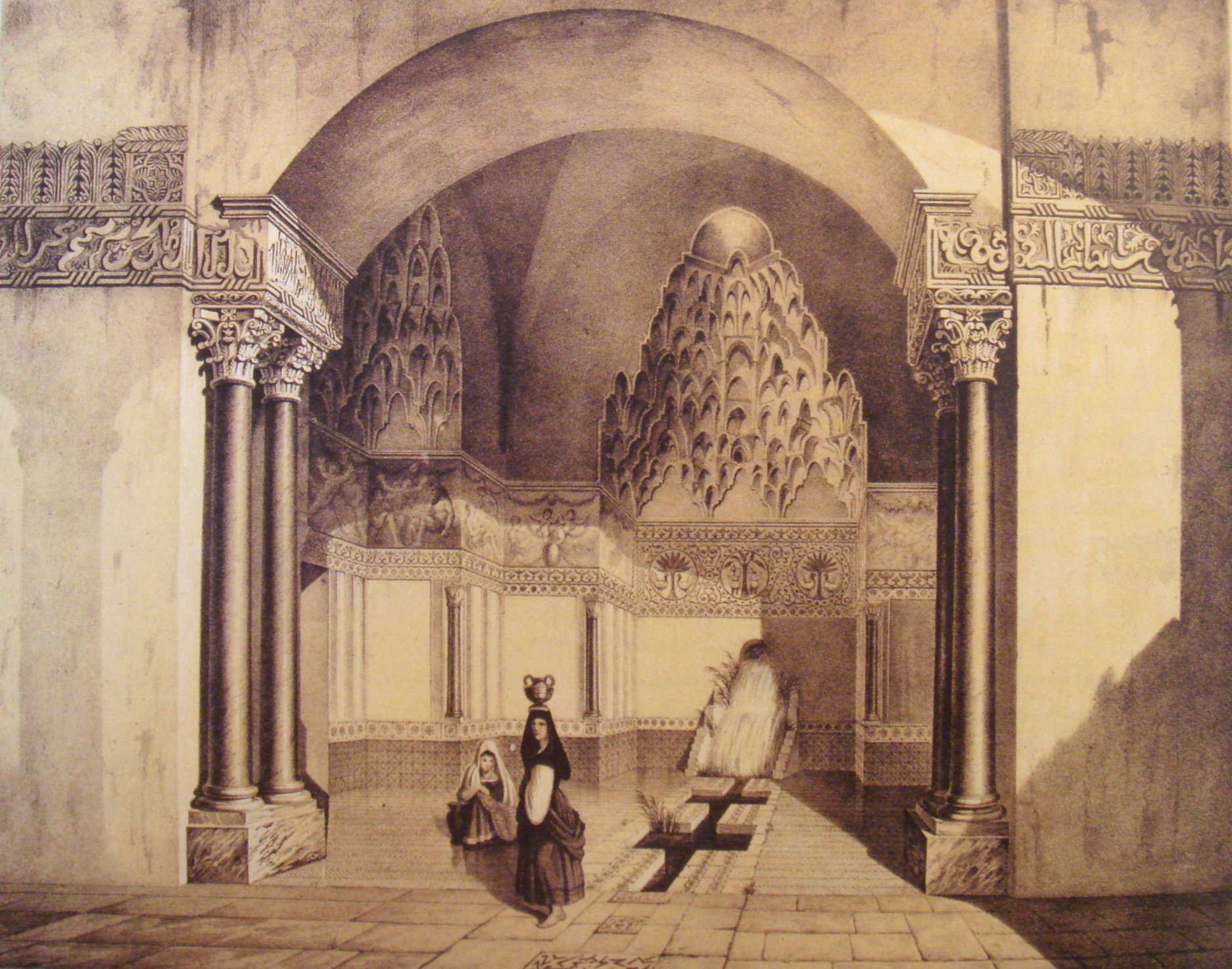
رسم من القرن التاسع عشر لقلعة زيسا في باليرمو، يظهر فيه التمازج بين الفن والعمارة النورمانية العربية والتي تزدان بالفن الإسلامي والخط العربي.

من مظاهر التنوع المعرفي للتراث العربي الإسلامي تنوعُ أنماط التأليف داخل بعض العلوم والفنون، وحسبنا في الاستدلال على تلك الصورة من صور التنوع أن نشير إلى «فن التراجم».
ومن المعلوم أن التراجم هي: نوع من الأنواع الأدبية التي تتناول التعريف بحياة رجلٍ نابهٍ أو أكثر، تعريفًا يطول أو يقصر، ويتعمق أو يبدو على السطح تبعًا لحالة العصر الذي كتبت فيه الترجمة، وتبعًا لثقافة كاتب الترجمة ومدى قدرته على رسم صورة واضحة ودقيقة من مجموع المعارف والمعلومات التي تجمعت لديه عن المُتَرْجَم له.
والناظر إلى كتب التراجم يجد عددًا هائلاً من المؤلفات في هذا الفن، إضافة إلى التنوع والإبداع في كتابتها، وعليه فهي «تعد من المصادر التي لا يستغني عنها أي باحث مهما كان نوع دراسته، وضرورتها في العلوم الإنسانية أشد إلحاحًا في غيرها من العلوم؛ ذلك لأن معظم ما يدرس من قضايا وتيارات واتجاهات يتصل بأشخاص، ودراسة هؤلاء الأشخاص لا تنفصل عن دراسة هذه الأمور».
وتنقسم كتب التراجم إلى قسمين كبيرين:

### كتب التراجم العامة

الاتقان في علوم القرآن هو كتاب من تأليف جلال الدين السيوطي

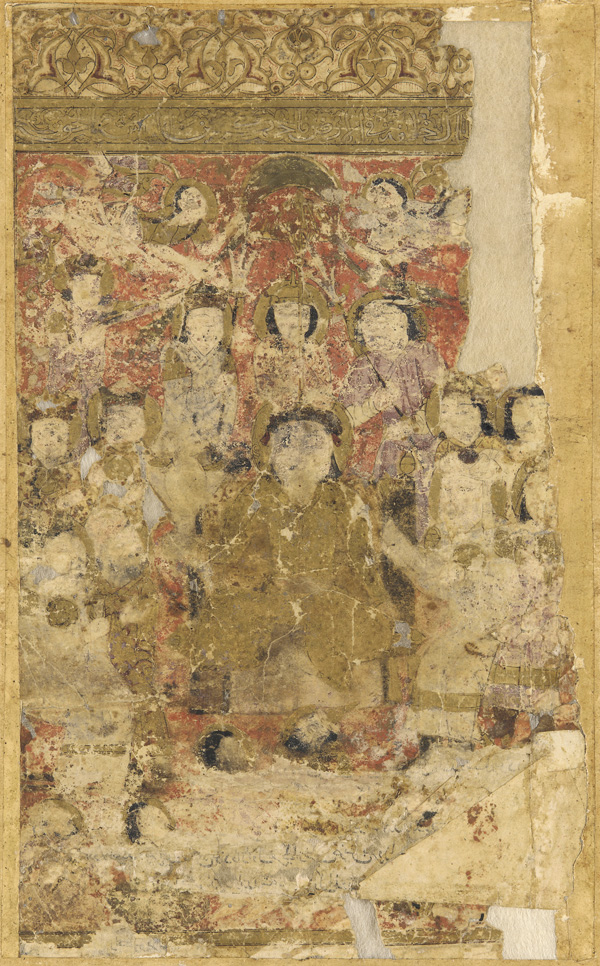
نسخة تاريخ الطبري المترجمة إلى الفارسية بواسطة البلعمي التي تعود للقرن الثامن الهجري.

وهي التي تتناول المشاهير دون تحيز تاريخي أو موضوعي أو جغرافي واضح، وهي من أكثر كتب التراجم تأليفاً، ومن أبرز أمثلتها:
- وفيات الأعيان وأنباء أبناء الزمان، لابن خلكان (ت 681هـ).
- سير أعلام النبلاء، الذهبي (ت 748هـ).
- فوات الوفيات، لابن شاكر الكتبي (ت 764هـ).
- الوافي بالوفيات، للصفدي (ت 764هـ).

ومن الكتب الحديثة:
- الأعلام، لخير الدين الزركلي (ت 1976م).
- معجم المؤلفين، لعمر رضا كحالة (ت 1987م).

ونستطيع أيضا أن نضع تحت هذا القسم:
1- كتب التراجم المفردة: والتي تؤلف في علم واحد، ومن أمثلتها:
- «مناقب أمير المؤنين عمر بن الخطاب» لابن الجوزي (ت 597هـ).
- «جواهر الدرر في ترجمة شيخ الإسلام ابن حجر» للسخاوي (ت 902هـ).

2- كتب التراجم الذاتية: والتي يكتبها الإنسان عن نفسه، ومن أمثلتها:
- ترجمة السيوطي لنفسه في كتابه «التحدث بنعمة الله»، وترجمة ابن خلدون لنفسه في كتابه «التعريف بابن خلدون ورحلته شرقًا وغربًا».

### كتب التراجم المتخصصة
وهي تلك الكتب التي تترجم للأعلام حسب فئاتهم الزمنية أو الموضوعية أو الجغرافية أو غير ذلك من أنماط التخصص. وتنقسم إلى ثلاثة أقسام أو أنماط هي:
أ- كتب التراجم المرتبة على القرون:
وهي تلك الكتب التي تترجم لأعلام كل حقبة زمنية أو كل قرن على حدة بغض النظر عن اهتماماتهم المعرفية وتخصصاتهم العلمية ومواقعهم الاجتماعية وأصولهم الجغرافية، ومن أشهر أمثلتها:
1. الدرر الكامنة في أعيان المائة الثامنة، لابن حجر العسقلاني (ت 852هـ).
2. الضوء اللامع لأهل القرن التاسع، لشمس الدين السخاوي (ت 902هـ).
3. الكواكب السائرة بأعيان المائة العاشرة، لنجم الدين الغزي (ت 1061هـ).
4. خلاصة الأثر في أعيان القرن الحادي عشر، لمحمد أمين فضل الله المحبي (ت 1111هـ).

ب- كتب التراجم المرتبة على بلدان المُتَرْجَمين: مثل:
1. أخبار مكة، للأزرقي (ت نحو 250هـ).
2. تاريخ المدينة، لعمر بن شَبَّة (ت 262هـ).
3. تاريخ بغداد، للخطيب البغدادي (ت 463هـ).
4. تاريخ دمشق، لابن عساكر (ت571هـ).

ج- كتب التراجم المرتبة وفقًا للاهتمامات العلمية والمعرفية للمُتَرْجَمِين: وهي التي تترجم للأعلام بحسب انتماءاتهم العلمية أو المذهبية أو العقدية أو غيرها. ومن أمثلتها:
1. تراجم الصحابة: مثل: الإصابة في تمييز الصحابة، لابن حجر العسقلاني (ت 852هـ).
2. تراجم القراء: مثل: معرفة القراء الكبار، للالذهبي (748هـ).
3. تراجم المفسرين: مثل: طبقات المفسرين، للالسيوطي (ت 911هـ).
4. تراجم المحدِّثين: مثل: التاريخ الكبير، للالبخاري (ت 256هـ).
5. تراجم أصحاب المذاهب الفقهية:

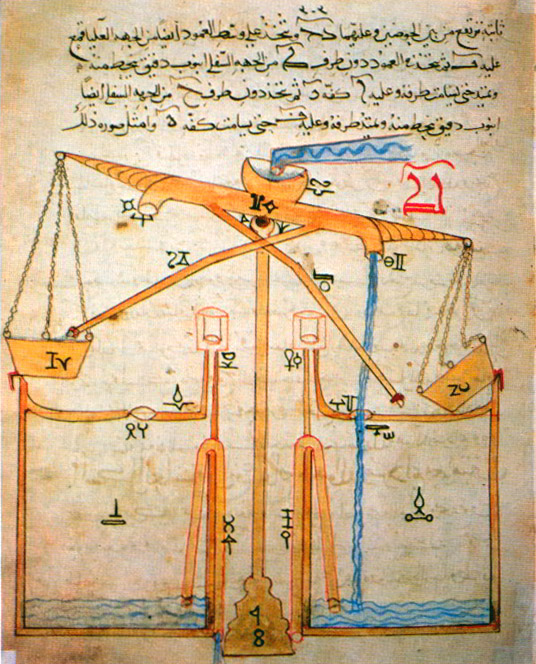
صورة من كتاب الجزري «الجامع بين العلم والعمل النافع في صناعة الحيل».

1. 1. تراجم الفقهاء الحنفية: مثل: الجواهر المضية في طبقات الحنفية، للقرشي (ت 775هـ)
  2. تراجم الفقهاء المالكية: مثل: ترتيب المدارك وتقريب المسالك لمعرفة أعلام مذهب مالك، للقاضي عياض (ت 544هـ).
  3. تراجم الفقهاء الشافعية: مثل: طبقات الشافعية الكبرى، لتاج الدين السبكي (ت 771هـ).
  4. تراجم الفقهاء الحنابلة: مثل: طبقات الحنابلة، لابن أبي يعلى الفراء (526هـ).
2. تراجم أصحاب المذاهب العقدية:
  1. تراجم الشيعة: مثل: أعيان الشيعة، للسيد محسن الأمين (ت 1371هـ).
  2. تراجم المعتزلة: طبقات المعتزلة، للقاضي عبد الجبار (ت 415هـ).
3. تراجم اللغويين والنحاة: مثل: بغية الوعاة في طبقات اللغويين والنحاة، للسيوطي (ت911هـ).
4. تراجم الأدباء والشعراء: مثل:
  1. طبقات فحول الشعراء، لابن سلام الجمحي (ت 232هـ).
  2. الشعر والشعراء، لابن قتيبة (ت276هـ).
  3. إرشاد الأريب إلى معرفة الأديب، لياقوت الحموي (626هـ).
5. تراجم الأطباء والحكماء: مثل:
  1. عيون الأطباء في طبقات الأطباء، لابن أبي أصيبعة (ت 668هـ).
  2. إخبار العلماء بأخبار الحكماء، للالقفطي (ت 646هـ).

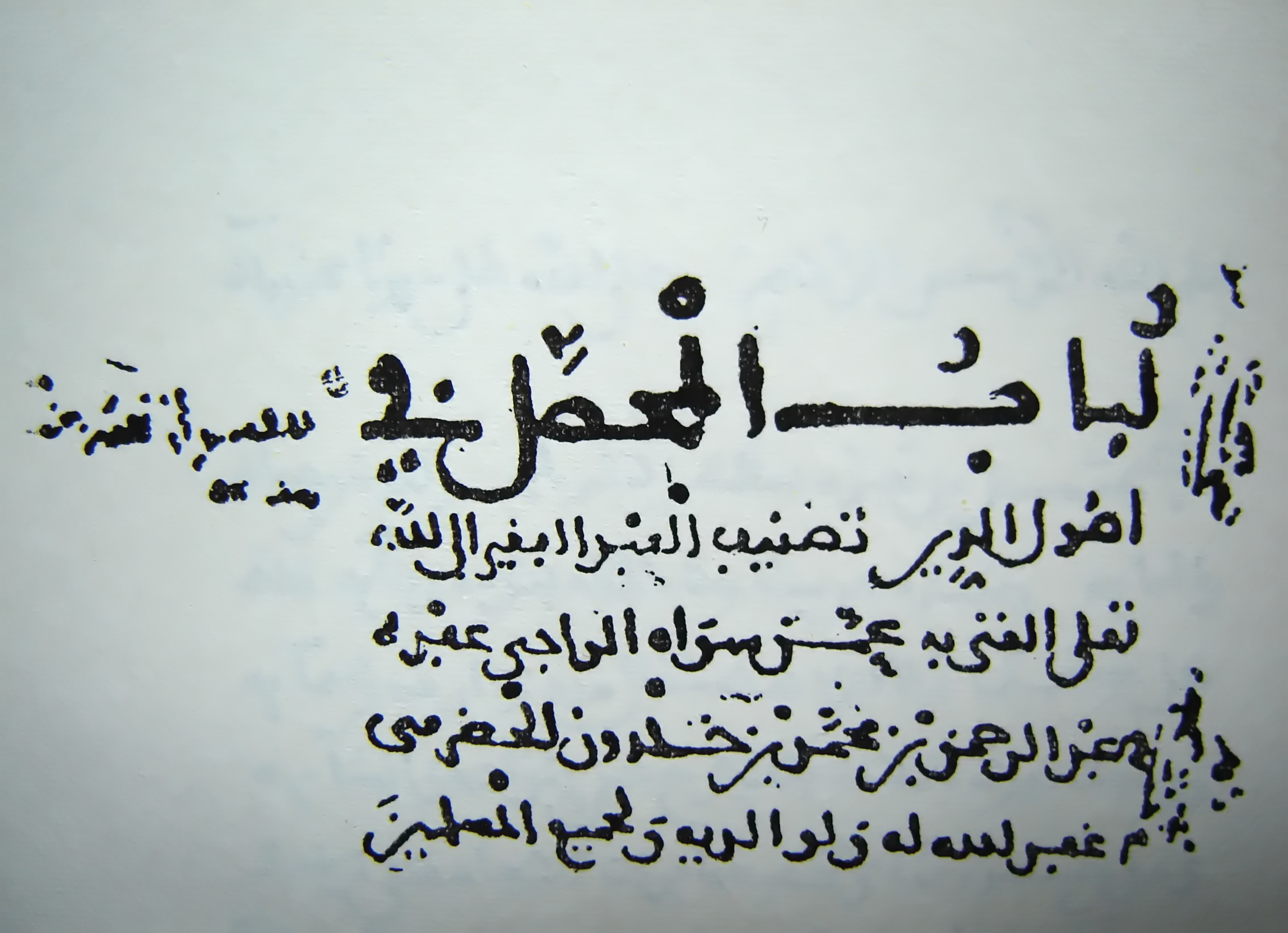
مخطوطة

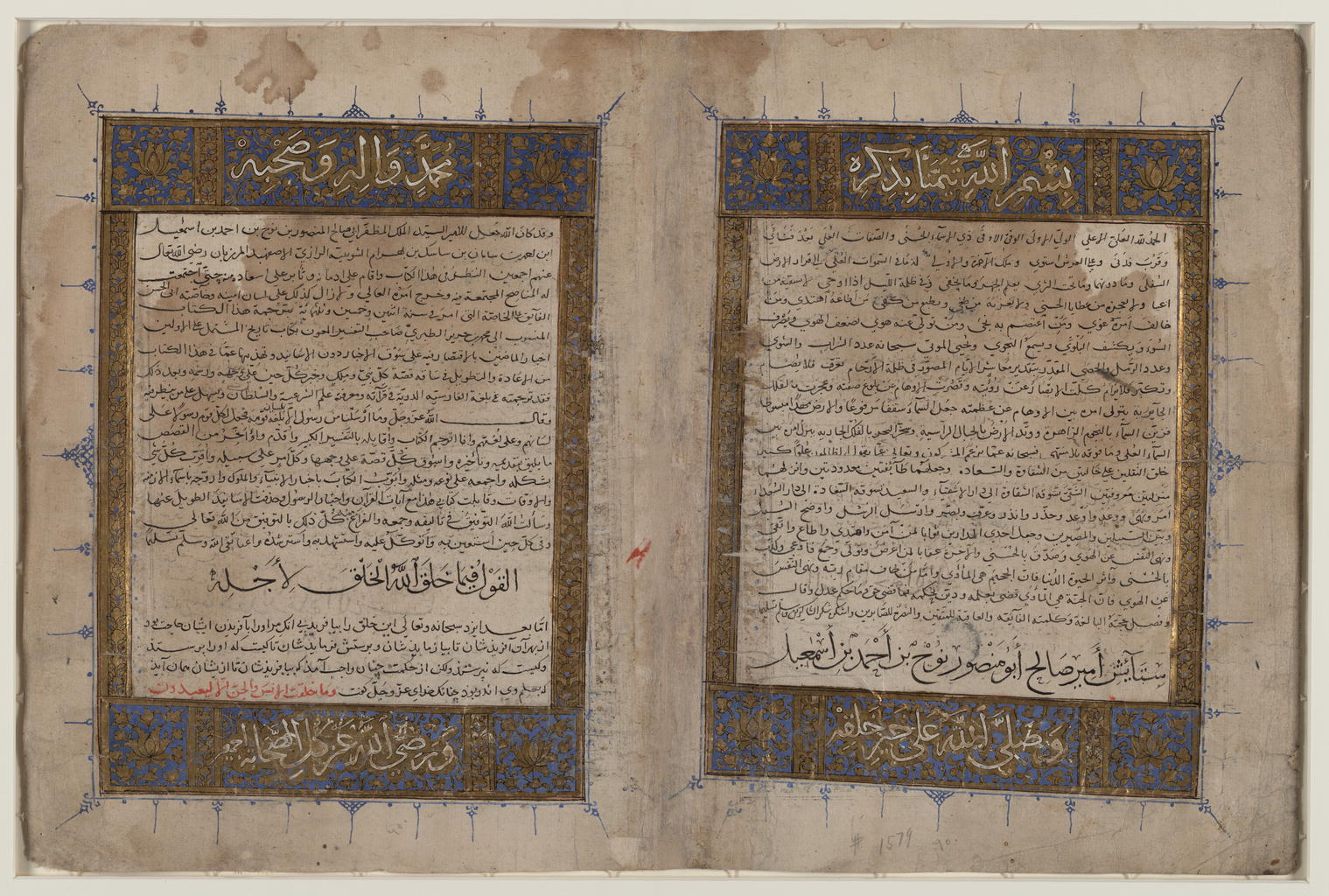
مخطوطة تعود للقرن الثامن الهجري لتاريخ الطبري المترجمة للغة الفارسية بواسطة البلعمي.

شاع في كتابات بعض الدارسين المحدَثين أن كتب التراث ذات الموضوع الواحد، تتشابه فيما بينها، وأن غاية اللاحق أن يَدخل على ما تركه السابق، يدور حولَه، ويردّد مباحثه وقضاياه. وبعضهم يدعو إلى غربلة التراث وتصفيته؛ بالإبقاء على النافع المفيد - في زعمه - وترك ما عداه، فإن قلنا له ماذا نأخذ وماذا ندع؟ لم يرد، وبعضهم يقول: نقف عند القرون الخمسة الأولى؛ لأنها قرون الإنتاج والإبداع، ونقول له: إن القرون اللاحقة قد أضافوا إلى ميراث تلك القرون السابقة إضافات صالحة، وشرحوا ما غمض، واستخرجوا من علم الأوائل علمًا آخر، مصبوغًا بصبغتهم، ملبيًّا حاجات عصرهم.
وعلى سبيل المثال، فإن القرن الثامن قد شهد ابن تيمية، والذهبي، وابن كثير، والمزي، وتقي الدين السبكي وولده تاج الدين، والصفدي، واللغوي الجامع ابن منظور، وإمامي النحو: ابن حيان وابن هشام[ ؟ ].
وإن القرن التاسع قد شهد ابن حجر العسقلاني، وابن الجزري، وابن خلدون، والمقريزي، والعاشر شهد السخاوي والسيوطي، فإذا جئنا إلى القرن الحادي عشر، وهو الموسوم دائمًا بعصر الانحطاط والانحدار الفكري والثقافي، رأينا شهاب الدين الخفاجي صاحب المصنفات الكبيرة: حاشية على تفسير البيضاوي، وشرح درة الغواص للحريري، وغيرها، ورأينا عبد القادر البغدادي، صاحب «خزانة الأدب» وهي من مفاخر التأليف العربي.
وفي القرنين الثاني عشر والثالث عشر، نلتقي بعلمين كبيرين: المرتضى الزبيدي صاحب «تاج العروس»، والشوكاني صاحب «نيل الأوطار».

## حركة التحقيق العلمي للمخطوطات

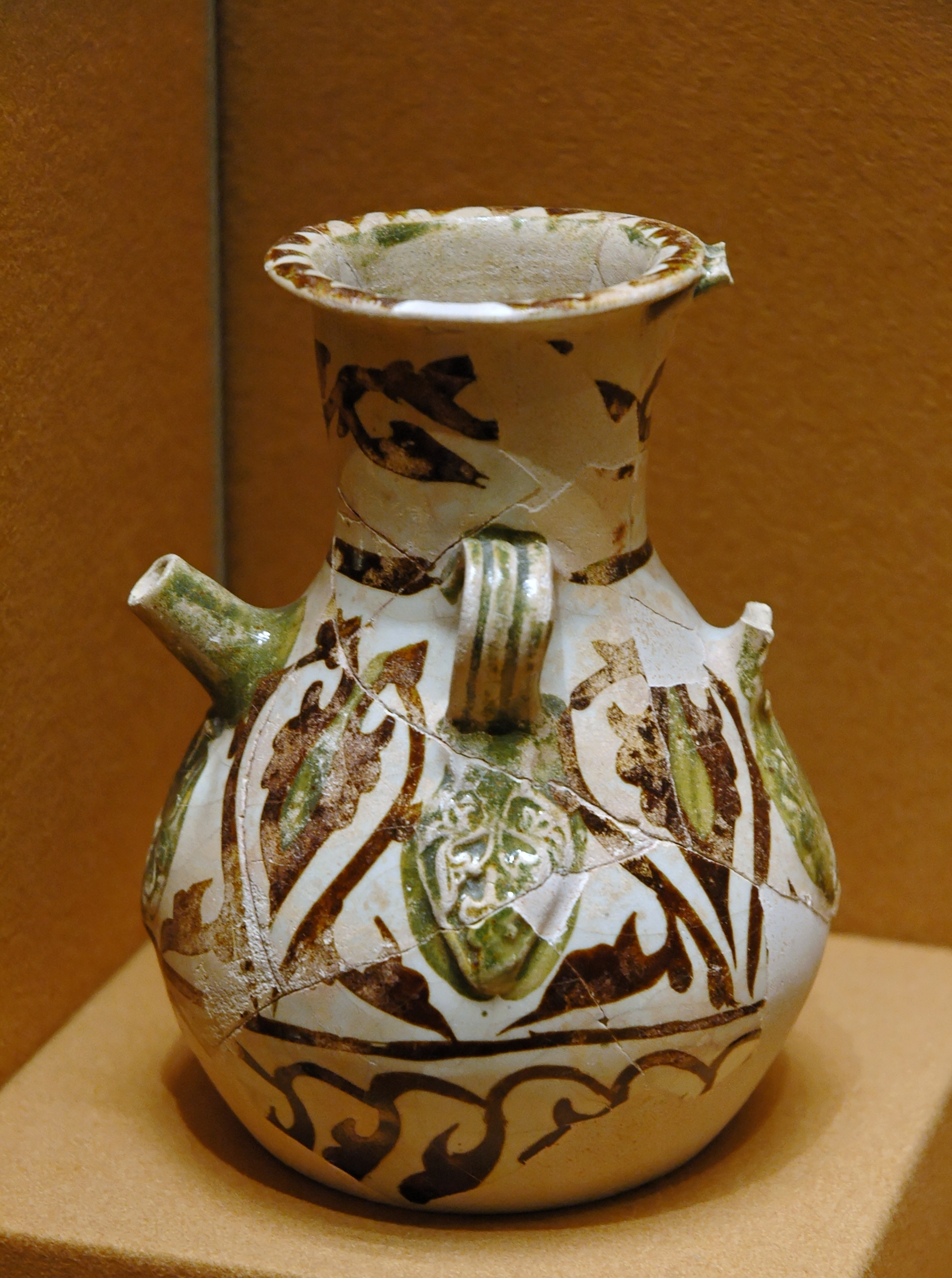
جرة خزفية أثرية من العهد الإسلامي عثر عليها في مدينة شوشان بإقليم الأحواز.

لقد دخل إلى ميدان النشر تجار الكتب والطفيليون، فتم إخراج الكثير من المؤلفات بصورة سقيمة مليئة بالتحريف والتصحيف فضلاً عن الأخطاء الطباعية، وامتلأت جيوب هؤلاء بالمال على حساب التراث ومحبيه، حتى إذا اهتم العالم المتخصص بنشر كتاب ما بصورة علمية، وأمضى شطراً من حياته في خدمته؛ وجد أن السوق تعاني من سياسة الإغراق التي يستخدمها التجار بحيث لا يجد لكتابه مشترياً بعد أن اقتنى الناس نسخهم قبل صدور طبعته، ولا يكتفي التجار بذلك، بل هم يلاحقون كتابه حتى إذا رأوا نشره مجدياً اقتصادياً حذفوا اسم المحقق وطبعوه، وأحياناً صوروه وباعوه بثمن أقل؛ لأن كلفة التصوير وإمكانات الناشرين أقوى من المؤلف مما يُمكِّنهم من خفض الكلفة كثيراً.

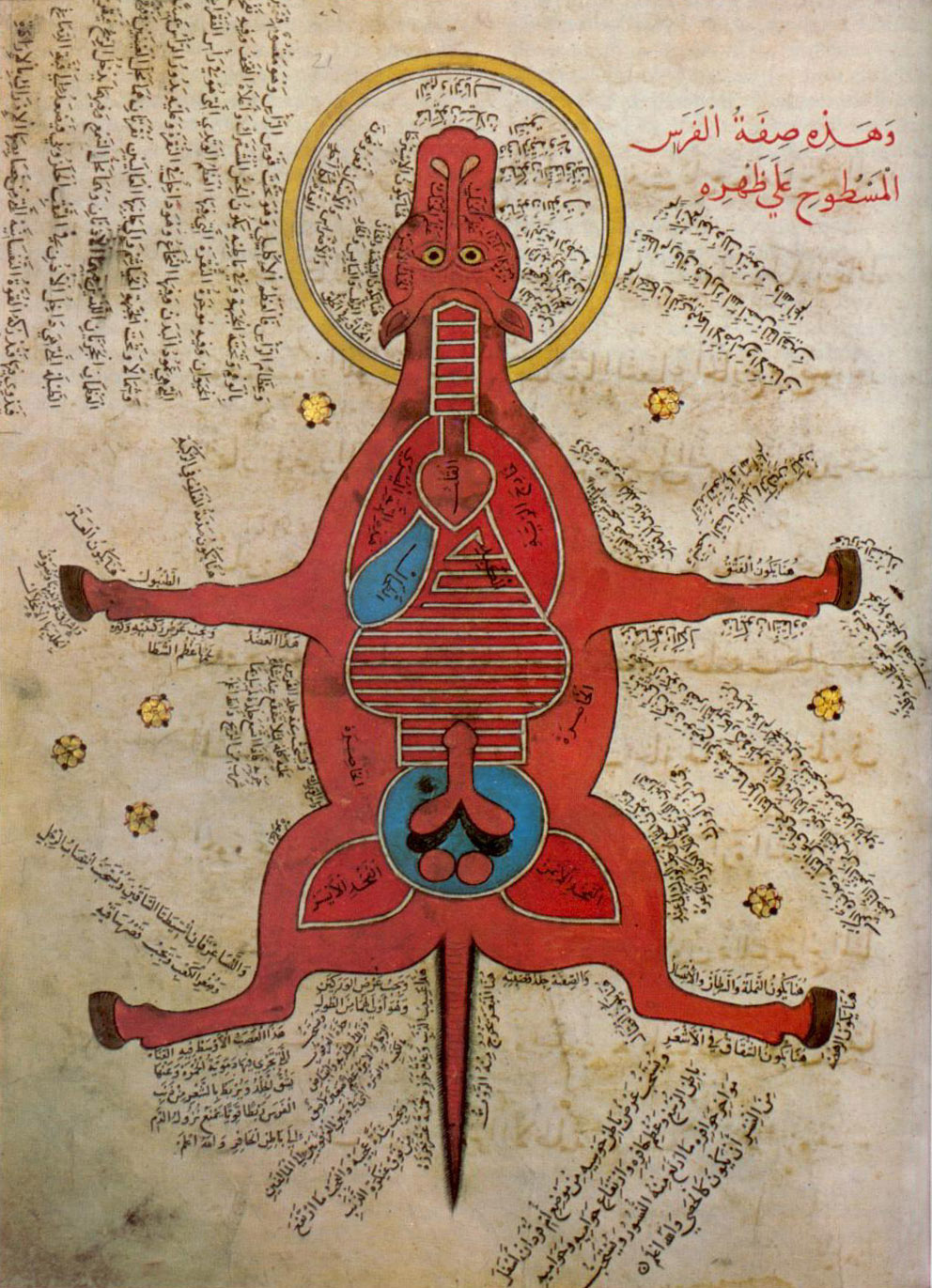
مخطوطة عربية لتشريح حصان

إن الطريق السليم لإنقاذ حركة النشر يتمثل في دعم المؤسسات المعنية لها بواسطة الترشيد العلمي أولاً، ثم التبني للنشر ثانياً، ثم التكفل بالتوزيع ثالثاً، بحيث لا يتدخل المحقق في أعمال الطباعة والتسويق، وإنما تنحصر جهوده في التحقيق العلمي للكتاب وتسليمه للمؤسسة التي تتولى مكافأته وإخراج كتابه وتسويقه، ولا يقتضي ذلك أن يتضخم جهاز المؤسسات؛ إذ يمكن أن تتعامل مع دور النشر وفق شروط مناسبة، وسوف تكون أقوى بكثير وأقدر على فرض شروطها من المحقق.
إن مشاكل الكتاب كثيرة، وقد استمرت معاناة المؤلفين والمحققين منذ مطلع هذا القرن دون أن تتمكن الجهات المتخصصة من القيام بالمحافظة على حقوقهم المعنوية والمادية وحل المشكلات التي يعانون منها، وأبرزها: جشع معظم الناشرين، وقدرتهم على ابتزاز المحقق بحيث ينالون معظم الربح، ولا يبقى له إلاَّ اليسير. وكذلك (الروتين[ ؟ ]) القاتل في المؤسسات الرسمية وعدم ارتفاعها إلى مستوى المسؤولية. ثم عدم وجود اللوائح القانونية الكافية لحفظ حقوق التأليف والتحقيق.
وكثيراً ما يتولى إدارة هذه المؤسسات رجال لا علاقة لهم بالعلم ولا بالكتاب.
إن كثيراً من الكتَّاب يركزون على ضرورة إخراج المخطوطات إلى حيز المطبوعات محققة بصورة علمية (مع عدم الاتفاق على الشروط العلمية المطلوبة أو تفاصيل المنهج المراد اتباعه ليكون التحقيق علميا ً)، وهذا الهدف وإن كان مطلوباً؛ لكنه ينبغي أن يسبق بدراسات تفصيلية لسائر المخطوطات، وجدولتها حسب الفنون أولاً، ثم حسب الأهمية ثانياً، مع بيان مدى خدمة كل مخطوطة للفن الذي أُلِّفت فيه. إن هذه الدراسات ينبغي أن تتقدم تحقيق المخطوطات، لأنها الطريقة الوحيدة لترشيد عمل المحققين، وإبعاد حركة التحقيق عن السقوط في المتاهات، والتخبط بين ملايين المخطوطات، وإخراج بعضها وإهمال بعضها الآخر دون انتقاء علمي مبني على دراسات عميقة متخصصة.
إن المطلوب من المؤسسات المعنية بالمخطوطات ليس مجرد جمعها وإخراج عدد محدود منها إلى عالم المطبوعات، بل السعي الحثيث للتعريف بالمخطوطات بواسطة العلماء المتخصصين بالفنون التي تتناولها المخطوطات، وأن يتم ذلك بأقصى سرعة ممكنة، وذلك لتكوين رؤية واضحة للتراث المخطوط تمكِّن من تحديد الأولويات، وبذلك يتم ترشيد حركة تحقيق المخطوطات التي صارت تعاني من الفوضى وتفتقد حسن الانتقاء والتذوق العلمي السليم، فإذا كانت لدينا ثلاثة ملايين مخطوطة كما تذهب بعض الإحصاءات الحديثة في شتى الفنون؛ فينبغي أن ندرس أولاً ما إذا كانت تستحق كلها أن تبذل فيها الجهود للتحقيق والنشر.
إن المحقق قد يمكنه إخراج عشرة كتب في حياته ـ بالمتوسط ـ ومعنى ذلك أننا نحتاج إلى ثلاثمائة ألف محقق يمضون حياتهم لإخراج هذه المخطوطات!! وبالطبع فإننا لا نمتلك على صعيد العالم الإسلامي (1%) من هذا العدد.

## دور التراث

### دور التراث الفقهي
العالم الإسلامي بحاجة إلى تحديد دقيق لمنهج الاستنباط الفقهي المعاصر؛ وهو يسعى إلى البناء على المدارس الفقهية التي تبلورت في القرون الثلاثة الأولى ، وتضخم نتاجها في عصور الاجتهاد حتى أقفل باب الاجتهاد. أم يتحرر من تلك المدارس ونرتبط بمصادر التشريع الأولى من الكتاب والسنة والإجماع والقياس؛ معالج مشاكله على ضوئها، متخطي جهود المدارس الفقهية الأولى بحكم الفاصل الزمني بينها وبين العصر؛ حيث كان وقف الاجتهاد سبباً لهذا الانقطاع؟!..
إن ثمة أصواتاً قوية تنادي بالعودة إلى الكتاب والسنة والأخذ عنهما مع الإفادة من مناهج السلف في الاستنباط والفهم، وعدم إهمال التراث الفقهي العظيم؛ بل الإفادة منه بمرونة دون أن يحل محل الكتاب والسنَّة، ودون أن يقف موازياً لهما في قوة الإلزام، وهذه الدعوة تحتاج إلى أن تقترن بدعوة موازية، وهي: التحذير من الاجتهاد في دين الله دون علم، ودون ضوابط أصولية، ودون استكمال العدة اللازمة للمجتهد القادر على الترجيح، فإن العودة إلى ينابيع الشريعة والاستقاء منها مباشرة دون ضوابط دقيقة وكفاءة عالية يؤدي إلى الفوضى الفكرية والدينية والفقهية؛ ويملأ مجتمعنا بالمفتين والمجتهدين المتعارضين في أقوالهم واجتهاداتهم؛ وقد بدت طلائع هذه الفوضى في بعض المجتمعات الإسلامية المعاصرة ، حيث فقد الشباب الثقة بعلماء بلدهم؛ فمضوا إلى القرآن والسنة يسعون إلى فهمهما، والاستنباط منهما مباشرة دون معرفة بأصول الفقه ومصطلح الحديث، ودون غوص في علوم اللغة العربية ومعرفة أسرارها البلاغية، ومنظومتها النحوية.
ونظراً لبعدنا عن السليقة وتطور لغتنا وأساليب كتابتنا الحديثة، ولصعوبة بناء الثقافة اللغوية والشرعية التي تمكن من فهم القرآن الكريم والسنة النبوية دون الاسترشاد بالمتخصصين من العلماء؛ مع سعة دائرة السنة وصعوبة الإحاطة بها، ووقوع الضعيف في كثير من دواوينها، ووجود الناسخ والمنسوخ فيها، وبعض الأحاديث المطلقة تقيدها أحاديث أخرى، وبعضها ظاهرها العموم لكن أحاديث أخرى، تخصصها، ولذلك فإن ثمة صعوبات بالغة تواجه محاولات الأخذ المباشر من الكتاب والسنة دون ترشيد من العلماء بل ودون إفادة أحياناً من التراث الفقهي الذي يوضح فهوم العلماء والمجتهدين الأفذاذ لهذه الآيات والأحاديث في عصور الاجتهاد.
إن بعضنا صار يتوهم في تصوره للإسلام بسبب انكبابه سنوات طويلة على أحاديث جزئية معينة من جزئيات العقيدة أو الشريعة فيقصر الإسلام عليها، فالذي يبحث في أحاديث الوضوء سنين طويلة متى يدخل في الصلاة؟ والذي يمضي حياته في دراسة العقيدة متى يدرس الشريعة؟ والذي يدرس أحكام العبادة طيلة وقته متى يعرف أحكام المعاملة؟
إن الفهم القاصر والتشويش الظاهر أثر من آثار التلقي المباشر من الكتاب والسنة دون ترشيد من العلماء . . وليس معنى ذلك النكوص عن أصل المنهج، وإنما التنبيه على أهمية إعداد العدة والتسلح بالعلوم اللازمة قبل أن يتحول طلبة الجامعات إلى مفتين وفقهاء ومجتهدين؛ ففي ذلك جرأة عظيمة على الله ودينه.
وكان معظم علماء السلف يتورع عن الفتيا مع امتلاك الأدوات العلمية خوفاً من الخطأ؛ فكيف بمن لا يملك شيئاً من تلك الأدوات بل لا يملك أحياناً سوى صحيح البخاري أو الكتب الستة؟ ويرى نفسه أهلاً للاجتهاد والترجيح بين الآراء وإصدار الفتاوى!!
إن الدراسة المتأنية لواقعنا الثقافي تؤكد على حالات التمزق والتمرد على واقع الثقافة وخاصة في الجوانب الإسلامية، ولن تستقر النفوس وترسو سفينة الأجيال إلاَّ إذا ظهر علماء يتسمون بسعة الدائرة العلمية، وعمق الوعي الحضاري والورع والإخلاص لله تعالى ليحتضنوا الأجيال الصاعدة، ويوثقوا صلتهم بها، ويأخذوا بأيديهم إلى منارات الإسلام ومعالم الحق والإيمان.
وهنا يقدم التراث صوراً دقيقة لوسائل إعداد العلماء، ولمناهج العلوم الإسلامية، ولأهداف التعليم وأساليبه بشكل نظريات شمولية في المؤلفات المتخصصة، أو مؤسسات تطبيقية تمثلت في المدارس والجامعات الإسلامية، وقبل ذلك في حلقات العلماء في المساجد، ثم بشكل نماذج من العلماء من عصور مختلفة قاموا بمسؤوليتهم في طرح الحلول الشرعية (الأحكام الفقهية) لمشاكل مجتمعاتهم في عصور التاريخ الإسلامي المتعاقبة.

### دور التراث الاجتماعي

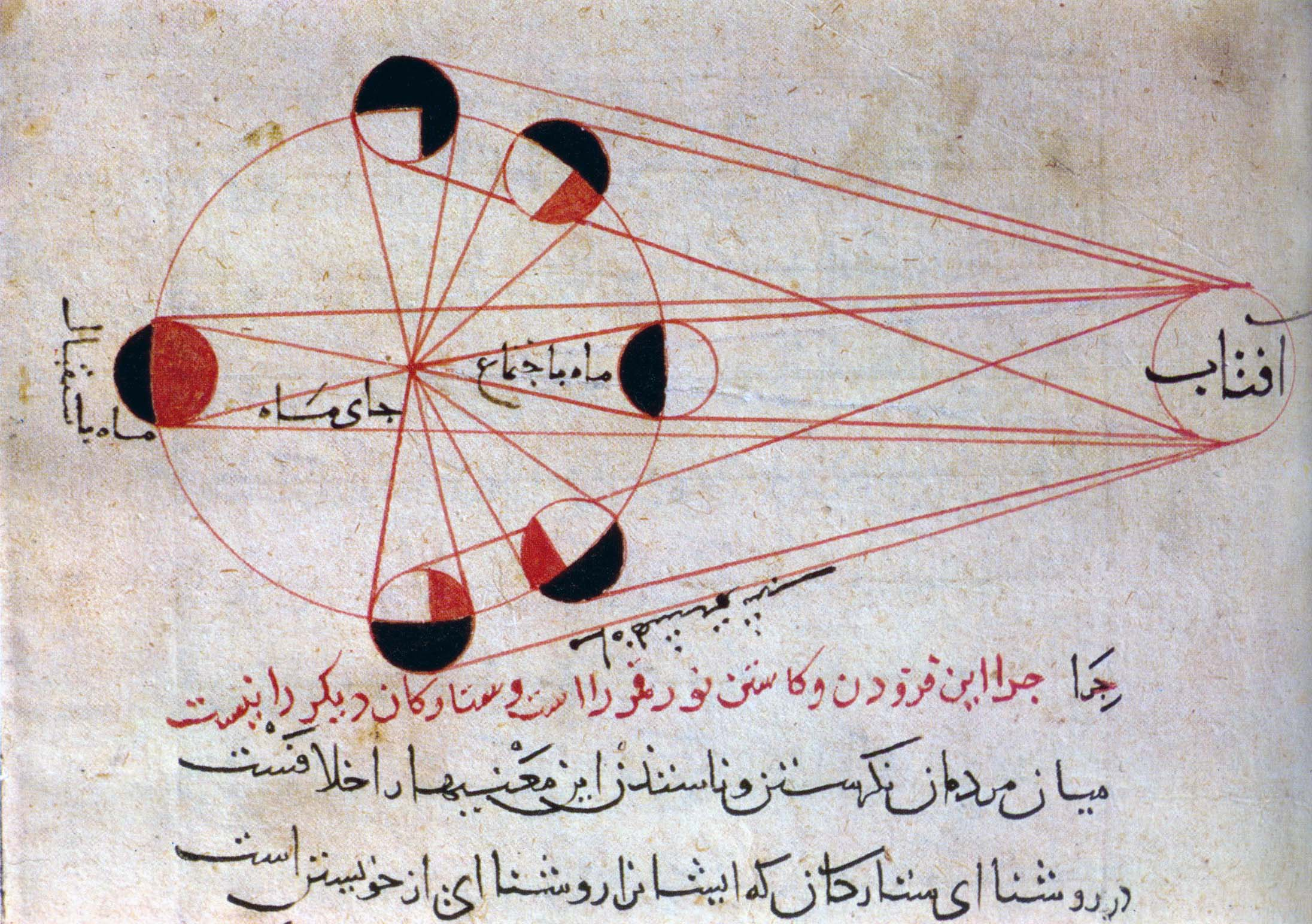
رسم إيضاحي في كتاب “التفهيم” للبيروني باللغة الفارسية يبين أطوار القمر.

أن التراث الإسلامي بحاجة إلى قيم أخلاقية ومثل عليا يرسي عليها قواعد الحياة الاجتماعية، ويضبط بها سلوك الأفراد والجماعات، ولا شك أن الاعتماد على القيم السائدة ليس فيه كبير غناء، إذ أن القناعات القائمة صارت تزعزعها أعاصير الحضارة الغربية وقيمها الفلسفية والاجتماعية دون أن تتمكن من الصمود .. ذلك لأن بعضها توارثته الأجيال دون فحص لجدواه وصلاحه، ولا يستطيع إرجاع الكثير منها أصول صحيحة مستمدة من القرآن والسنة.
وما له أصل من الكتاب أو السنة شابته شوائب وعلقت به عوارض شوهت صفاءَه وأضعفت الثقة به .. من أجل ذلك لا بد من العودة إلى الجذور.
وإذا كانت مصادر العالم الإسلامي الموثقة من القرآن والسنة تعطيه نظرية خُلقية عميقة وشاملة وفعالة.. فإن التراث أدباً وتاريخاً واجتماعاً يقدم النماذج والتطبيقات التاريخية التي تعمق القيم الخلقية الإسلامية في قلوب الجماهير، وتعطيها أبعادها التفصيلية المتنوعة، على أن التراث يحتاج إلى عملية إفراز واختيار إذ فيه شوائب كثيرة، وانحرافات عن التصور الصحيح نتيجة التفاعل بين أذواق الكتَّاب والفكرة الإسلامية .. وعدم التزام العديد منهم بتصوير القيم القرآنية بدقة.
إن الانحراف قد يرجع إلى عدم استيعاب تلك القيم، ولكنه أحياناً يبدو انحرافاً مقصوداً مخططاً له من قبل القوى المعادية للإسلام عبر الصراع التاريخي الطويل.
إن العودة إلى الجذور لإحياء القيم الأخلاقية صارت ضرورة حتمية لحياتنا المعاصرة؛ قبل أن تفقد الهوية الخُلُقية ونذوب وسط المادية ونظرياتها الوصفية. إن (الحلال والحرام) لا يزالان يحكمان في الكثير من جوانب الحياة، حتى بعد اختفاء علاقتهما بالدين في أذهان الملايين من المسلمين الذين لم يعد يربطهم بالإسلام سوى أسمائهم العربية!!
أن صوت الضمير مهما بدا خافتاً لكنه لا يزال يؤثر في (اللاشعور) ويؤدي إلى الإحجام عن الجريمة أحياناً أو التخفيف من أضرارها على الأقل أحياناً أخرى.

### دور التراث الثقافي

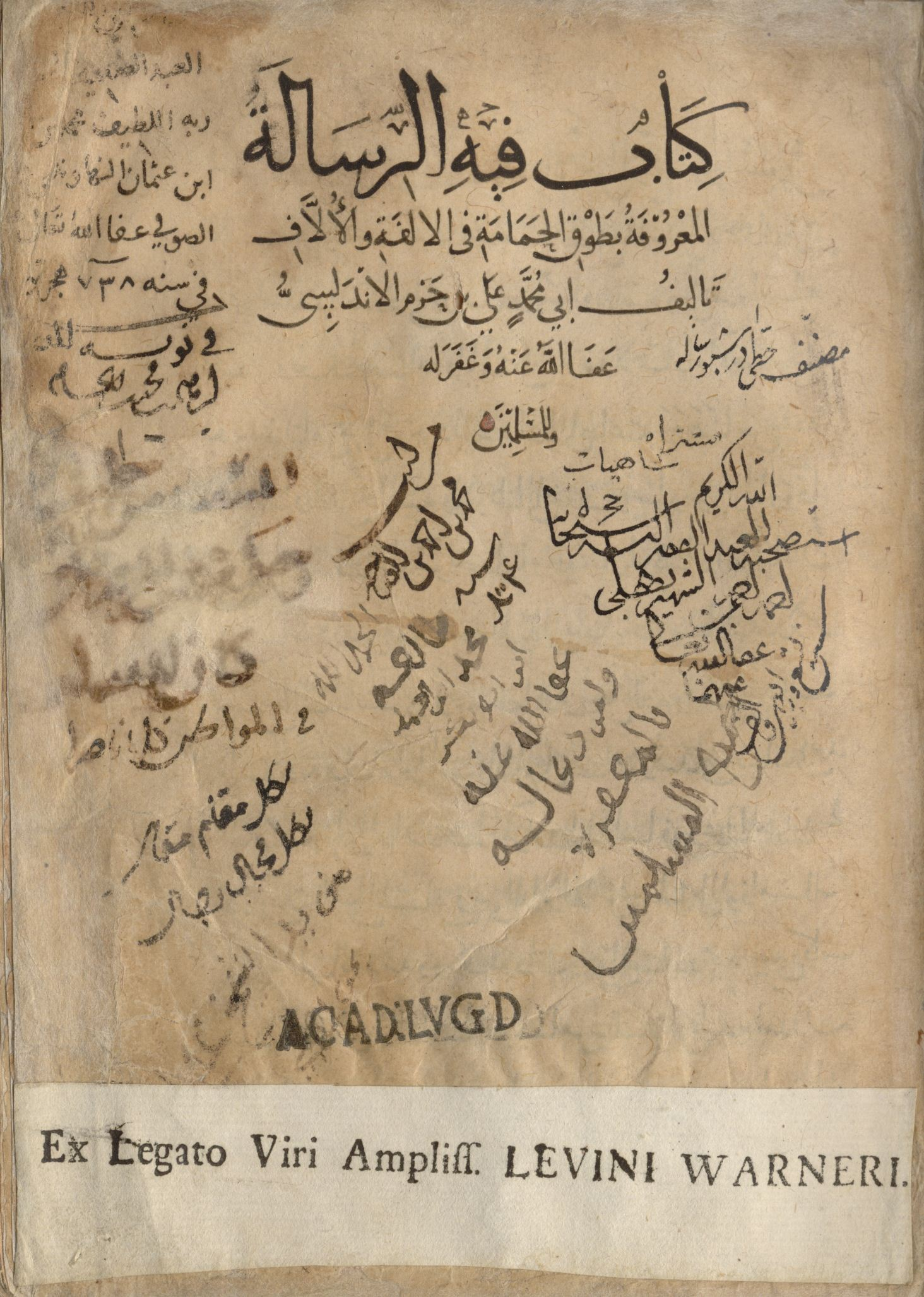
طوق الحمامة (المخطوطة محفوظة في مكتبة جامعة لايدن منذ القرن 17).

أ - انحراف المنهج الاستشراقي في الدراسات الإسلامية والدعوة إلى إحياء المنهج الإسلامي في البحث العلمي:
إن حركة الإحياء في الغرب بدأت من الداخل، وتشكلت أبعادها وأهدافها، وتم تنفيذها على يد الغربيين وفق مناهج محددة وضعت لهذا الغرض.
أما إحياء التراث ـ بمعناه الضيق المتصل بنشر المصادر الكلاسيكية للثقافة العربية الإسلامية ـ فبدأ على يد الاستشراق الذي كانت له أهداف خاصة في التعرف على شعوب المنطقة تعرفاً صحيحاً ينفذ إلى الجذور ، ويتابع الفروع، ثم يتدخل في التخطيط والتوجيه.
لقد استخدم المستشرقون منهج البحث الغربي في دراسة الإسلام قرآناً وحديثاً وحضارة وتاريخاً، وكان منهج البحث في الكتب المقدسة (التوراة والإنجيل) قد تبلور على يد العلماء الألمان خاصة مُمثَّلاً بالمنهج النقدي (Criticism Method) ثم ساد بين علماء الغرب جميعاً فأعملوا مباضعهم في تراثنا مطبقين عليه منهجهم، وصدروه إلينا بشكل دراسات، ظاهرها: العلم والموضوعية والتجرد، وباطنها: التعسف والجهل والتعصب[ ؟ ]، وأول ذلك التعسف تطبيق منهجٍ وضع ليتحكم في تراث صاغته يد البشر في كتاب هو من وحي السماء لم تصغه أيدي الأتباع، وفي تراث يختلف شكلاً ومضموناً ورحاً عن تراث الغرب.
وماذا سيحدث لو عكسنا الأمر وحكَّمنا مقاييس المنهج الإسلامي في تراث الغرب؟ ماذا لو اعتمدت شروط المحدِّثين في قبول الرواية، بأن تكون من نقل العدل الضابط إلى منتهاه؟ ماذا لو حكَّمنا هذا المقياس في التاريخ الأوروبي؟ هل يسلم ثمة شيء؟
وللإنصاف يطرح السؤال بنطاق أضيق، بقول: ماذا لو حكَّمنا هذا المقياس في دراسة الكتب الدينية، كالتوراة والإنجيل والتلمود (شرح التوراة)؟؟!
وبالطبع فإن هذا كان سيحدث لو استمر زمام الحضارة بيد المسلمين، ولم ينتكسوا حضارياً منذ قرون طويلة.
إن أية قراءة في (المفصل) لابن حزم أو (هداية الحيارى) لابن القيم؛ ستوضح أن إعمال المنهج الإسلامي في دراسة عقائد وأديان النصارى واليهود ستهدم معظم جوانبها وتشكك بها دون تعسف ولا تعصب.
ب - الدعوة إلى إحياء منهج البحث الإسلامي:
الدعوة إلى إحياء منهج البحث الإسلامي والعمل على تطويره؛ ذلك المنهج الذي انبثق عن الوحي الإلهي، قال تعالى: ﴿ذَلِكَ مِمَّا أَوْحَى إِلَيْكَ رَبُّكَ مِنَ الْحِكْمَةِ وَلَا تَجْعَلْ مَعَ اللَّهِ إِلَهًا آخَرَ فَتُلْقَى فِي جَهَنَّمَ مَلُومًا مَدْحُورًا ۝٣٩﴾ [الإسراء:39]. ففي هذه الآية يبين الله عز وجل مسؤولية حواس الإنسان عن العلم، وينهاه عن قول ما لا يعلم، وقد ذهب المفسرون إلى حصر حدود المسؤولية في نطاق العلاقات الاجتماعية، فذكروا النهي عن رمي الناس بمجرد الظن والتوهم والشهادة عليهم بغير الحق، فذلك معنى قوله تعالى: (ولا تقفُ) عندهم؛ لأن أصل القَفْوِ: البهتان.
ولكن معنى الآية يتسع لأكثر من نطاق العلاقات الاجتماعية، فنهْيُ الإنسان عن قول ما لا يعلم هو أمر له بالسعي في التحقيق وطلب البرهان والدليل كما في قوله تعالى: ﴿وَقَالُوا لَنْ يَدْخُلَ الْجَنَّةَ إِلَّا مَنْ كَانَ هُودًا أَوْ نَصَارَى تِلْكَ أَمَانِيُّهُمْ قُلْ هَاتُوا بُرْهَانَكُمْ إِنْ كُنْتُمْ صَادِقِينَ ۝١١١﴾ [البقرة:111] ـ ﴿أَمْ مَنْ يَبْدَأُ الْخَلْقَ ثُمَّ يُعِيدُهُ وَمَنْ يَرْزُقُكُمْ مِنَ السَّمَاءِ وَالْأَرْضِ أَإِلَهٌ مَعَ اللَّهِ قُلْ هَاتُوا بُرْهَانَكُمْ إِنْ كُنْتُمْ صَادِقِينَ ۝٦٤﴾ [النمل:64] . فالجهل يفضي إلى الكذب كما في قوله تعالى: ﴿بَلْ كَذَّبُوا بِمَا لَمْ يُحِيطُوا بِعِلْمِهِ وَلَمَّا يَأْتِهِمْ تَأْوِيلُهُ كَذَلِكَ كَذَّبَ الَّذِينَ مِنْ قَبْلِهِمْ فَانْظُرْ كَيْفَ كَانَ عَاقِبَةُ الظَّالِمِينَ ۝٣٩﴾ [يونس:39]. من أجل ذلك رفع الله قدر العلماء فقال: ﴿يَا أَيُّهَا الَّذِينَ آمَنُوا إِذَا قِيلَ لَكُمْ تَفَسَّحُوا فِي الْمَجَالِسِ فَافْسَحُوا يَفْسَحِ اللَّهُ لَكُمْ وَإِذَا قِيلَ انْشُزُوا فَانْشُزُوا يَرْفَعِ اللَّهُ الَّذِينَ آمَنُوا مِنْكُمْ وَالَّذِينَ أُوتُوا الْعِلْمَ دَرَجَاتٍ وَاللَّهُ بِمَا تَعْمَلُونَ خَبِيرٌ ۝١١﴾ [المجادلة:11].
وقد أدَّت هذه التوجيهات القرآنية إلى توصل المسلمين في القرون الأولى الزاهرة إلى مناهج دقيقة للبحث العلمي، فاكتشفوا العلاقات السببية، والقوانين الطبيعية، والعلوم الرياضية عن طريق اتباع منهج البحث التجريبي الذي سبقوا الأوروبيين إليه بعشرة قرون؛ ولكنهم للأسف تخلوا عنه بعد ذلك، في حين أخذه عنهم الأوروبيون منذ مطلع عصر النهضة الأوروبية، وقاموا بالإضافة إليه وتطويره حتى أثمر النتائج العلمية والصناعية الضخمة التي تتسم بها المدنية الغربية المعاصرة.

### دور التراث السياسي

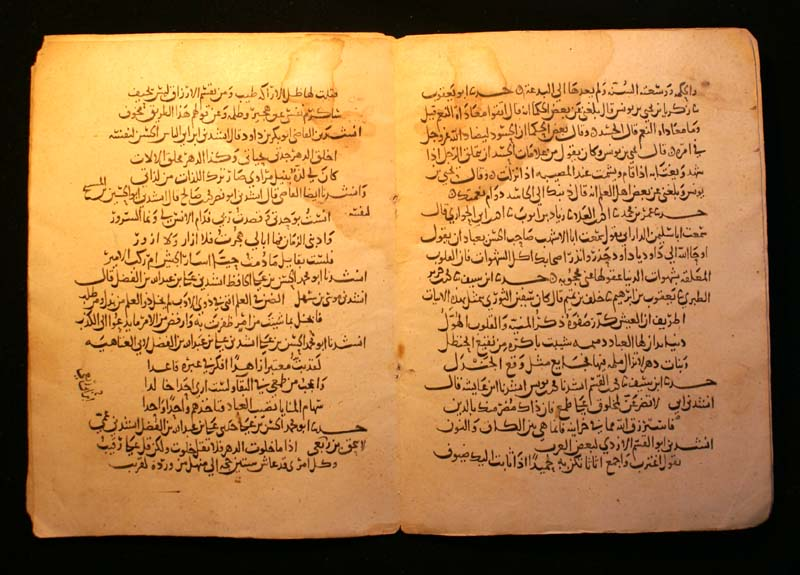
إحدى مخطوطات بيت الحكمة المترجمة إلى العربية.

كيف ترسخ معاني الوحدة بين أمة الإسلام؟ وما أثر التراث في ذلك؟
لقد اعتبرت الدراسات الاستشراقية، وتابعها كثير من المؤرخين العرب، قيام الدويلات في العصر العباسي الثاني سبباً لانتعاش الحركة الفكرية والحضارية في العالم الإسلامي، وقد بولغ في ذلك؛ إذ كيف يكون ضياع وحدة العالم الإسلامي السياسية عاملاً في تقدمه الحضاري؛ حتى كأننا نرسب في عقول الأجيال الإسلامية أن التمزق السياسي له مزايا من حيث يدري أو لا يدري.
ألا ينبغي دراسة الأسباب وفق القوانين الاجتماعية وسنن نشأة الدول وارتقائها وضعفها؟ الدورة التاريخية كما يشرحها ابن خلدون. أو عوامل ازدهار الحضارة وضمورها وفق عوامل التحدي كما يطرحها توينبي. وإذا كنَّا لا نقبل هذين التفسيرين في تعليل تاريخ الحضارة الإسلامية. فلماذا لا نعود إلى التصور الإسلامي المنبثق عن القرآن والسنة للتعرف على أسباب انهيار الحضارات التاريخية .. وتطبيق ذلك على الدولة العباسية؟

رسم تخيلي للقاضي عبد الجبار الهمذاني

لذا التراث بحاجة إلى نظرية شاملة للتفسير التاريخي. وقد آن الأوان لدراسة التاريخ دراسة علمية بعيدة عن الارتجال.
- ما هي عوامل التوحيد في الدولة العباسية أيام قوتها؟ وكيف نازعتها القوى المحلية وانتهت إلى التجزئة؟
- ما هو الموقف النظري (المنبثق من الدين) مما أصاب الوحدة من أخطار التجزئة؟
- ما هي الأضرار التي نجمت؟ وما الفوائد التي حصلت، إن كان في التجزئة فوائد؟

ويعتقد بأن التنظير في العصر العباسي كان عاجزاً عن مواكبة التقدم، وأن تغذية الجمهور بمعاني الوحدة كان ضعيفاً .. بمعنى تخلف الفكر السياسي عن مواكبة الأحداث، رغم تميزه عن الفكر السياسي الوضعي باستقائه من الوحي. لكن المهم أن تسري معاني الوحي في القلوب والعقول؛ فتتشرب الشعوب بالوحدة وتحافظ عليها من منطلق العقيدة، وتقاوم عوامل التجزئة والتشرذم التي تقف وراءها الأنانية الفردية والجماعية بنزعاتها المحلية.
وبالطبع عند الكلام عن تخلف الفكر السياسي وخاصة في التنظيم فينبغي أن لا ننطلق من مفاهيم ونظم القرن العشرين. وإنما تتم المقارنة مع الكيانات الأخرى المعاصرة للعباسيين، مثل: الدولة البيزنطية والصين.
وأيضاً فإن التجربة الإنسانية لها دور كبير في استيعاب مفاهيم الوحي الإلهي من ناحية، وفي إيجاد الوسائل الكفيلة باستمرار تأثير الوحي على الحياة من ناحية أخرى.
ومن هنا فمن الخطأ في نقد الوضع السياسي في العصر العباسي أن يقاس بدول القرن العشرين مثلاً. فوسائل الاتصال والانضباط الآن أقوى بكثير منها في العصور الذهبية الإسلامية، والعصور الوسطى الأوروبية، ولا يتنافى هذا القول مع خيرية القرون الأولى فهي خيرية التقوى، وتَمَثُّل روح الإسلام في الواقع بصورة لا يمكن بلوغها في الأعصر اللاحقة من حيث (النوعية)؛ ولكن يمكن تحقيقها بنطاق كمي أوسع بحكم قوة وسائل الاتصال التي تقدمت كثيراً. وبحكم نمو التجربة الإنسانية أو الرشد الإنساني المستمر؛ والذي سيلتقي في نهاية المطاف مع الوحي الإلهي في جوانب كثيرة.
وعلى وجه التحديد:

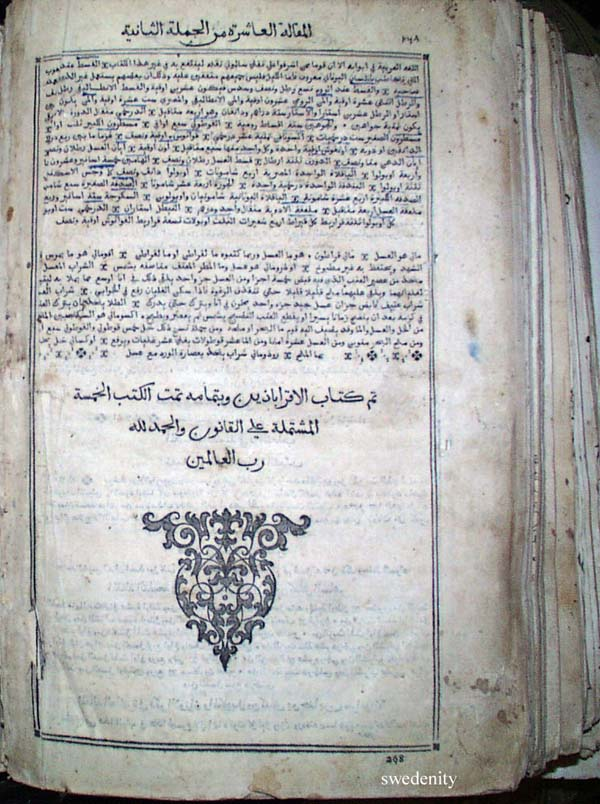
نسخة عربية من كتاب "القانون في الطب"

- هل كان النظام الإداري (غير المركزي) سبباً في تنمية الحركات الانفصالية؟
- هل كانت الحرية الثقافية أو الاقتصادية للشعوب التي تضمها الدولة سبباً في ذلك؟
- هل أن ضعفَ العقيدة ومعاني التوحيد سبب في التمزق السياسي؟
- هل أدَّت القيادات الضعيفة في تكوينها الروحي والعقيدي دوراً في تمزيق الدولة؟
- هل كان للشعوبية وبقية التيارات المعارضة أثر في ذلك؟
- ما مدى إخلاص الخلفاء والوزراء والولاة وأصحاب مراكز القوى المتنفذين الآخرين لوحدة العالم الإسلامي؟
- ما هو موقف الفقهاء الذين كانوا يُنَظِّرون للدولة الإسلامية؟
- ما هي الأفكار التي سادت الحياة السياسية والتي غذتها المدارس الفكرية ومؤسسات التعليم المتنوعة من كتاتيب ومساجد ومدارس على مستويات متباينة؟
- ما هي وسائل الاتصال المتاحة لتثقيف الناس ونشر الوعي ومفاهيم التوحيد والوحدة؟
- ما دور تخلف الوعي في تمزيق وحدة العالم الإسلامي منذ القرن الثالث الهجري؟ وما دور التباين في المستوى الاقتصادي لأقاليم العالم الإسلامي في تفتيت الوحدة السياسية؟
- وما دور القوى المحلية؟ وما دور القوى الخارجية (الروم[ ؟ ] مثلا) في تغذية الحركات الداخلية المقاومة للوحدة وللإسلام معاً؟
- وما هي الصيغة المناسبة لإعادة وحدة العالم الإسلامي الروحية والفكرية والسياسية والاقتصادية من خلال دراسة الوحي ودارسة والواقع التأريخي؟
- ماذا يقدم التراث ودراساته لعالم اليوم ـ وللعالم الإسلامي المعاصر بالذات ـ في حقل الفكر والتجربة التأريخية؟

لعل من أهم ما يظنه العديد من المؤرخين من إيجابيات ظهور الدويلات هو نمو الحركة الفكرية؛ بسبب التنافس على العلماء وتقديم الإغراء المادي لهم للالتحاق بهذه الدويلة أو تلك!
ولكن هل كان التمزق السياسي هو الوسيلة الوحيدة لإنعاش الفكر؟ وهل تخلف الفكر عندما كانت الدولة واحدة في العصر الذهبي؟ وهل ظهرت مدارس الفقه المتنوعة إلاَّ في العصر الذهبي؟ وهذا الازدهار ينطبق على مجالات الحركة الفكرية الأخرى.
إن ما حدث من ازدهار فكري في القرن الرابع الهجري هو ثمرة طبيعية للتطور التاريخي للحركة الفكرية، وكان يمكن أن يكون الازدهار أعظم لو صاحبته الوحدة السياسية، فلا يمكن لأجواء الفتن والحروب الداخلية وما تتطلب من نفقات اقتصادية وبشرية أن تدفع للازدهار الفكري .. إن الإسلام يوحد الطاقات الداخلية ويصَرِّفها في حركة الجهاد . .
فهل كان لضعف حركة الجهاد أثر في نمو الحركات الانفصالية؟
ربما لم يكن استنهاض الأمة يتم بالقدر الكافي لمواجهة العالم الخارجي؛ ويرجع ذلك إلى غياب الوعي أو ضعفه أو عجز وسائل الاتصال المتاحة آنذاك عن توجيه الأمة في العالم الإسلامي الفسيح.
إن الوحدة الإسلامية تقوم أساساً على بناء شخصية المواطن المسلم، وتعميق انتمائه للأمة الإسلامية، وتجاوزه للوطنية والإقليمية والقومية وتمايزه عن الأممية والعالمية.
والتعليم هو الوسيلة لصياغة هذه الشخصية، وإذا كان التعليم في المراحل الابتدائية والثانوية يغرس الإرث الثقافي للأمة؛ فإن التعليم الجامعي يبلور ذلك ويفلسفه بسبب الارتقاء العقلي للطالب وازدياد قدرته على التجريد.
إن المطلوب من الجامعات الإسلامية إذَنْ أن تُقَوِّي في نفوس طلابها الانتماء لأمة الإسلام، وَتُكَوِّن شخصياتهم وثقافاتهم وفقاً للعقيدة والشريعة.
وقد كان التعليم الإسلامي في حلقات المساجد وبيوت العلماء في القرون الخمسة الأولى للهجرة ناجحاً في هذه المهمة؛ فرسخ العقيدة والشريعة ونشر اللغة العربية في ما بين وراء النهر وطنجة ... فهل تقوى الجامعات الإسلامية ـ وإمكاناتها أكبر من إمكانات العلماء في القرون الأولى .. والتحديات أمامها أخطر أيضا ً ـ هل تقوى على صياغة الشخصية وتحقيق الانتماء إلى الأمة الإسلامية؟ 

## التراث والمعاصرة

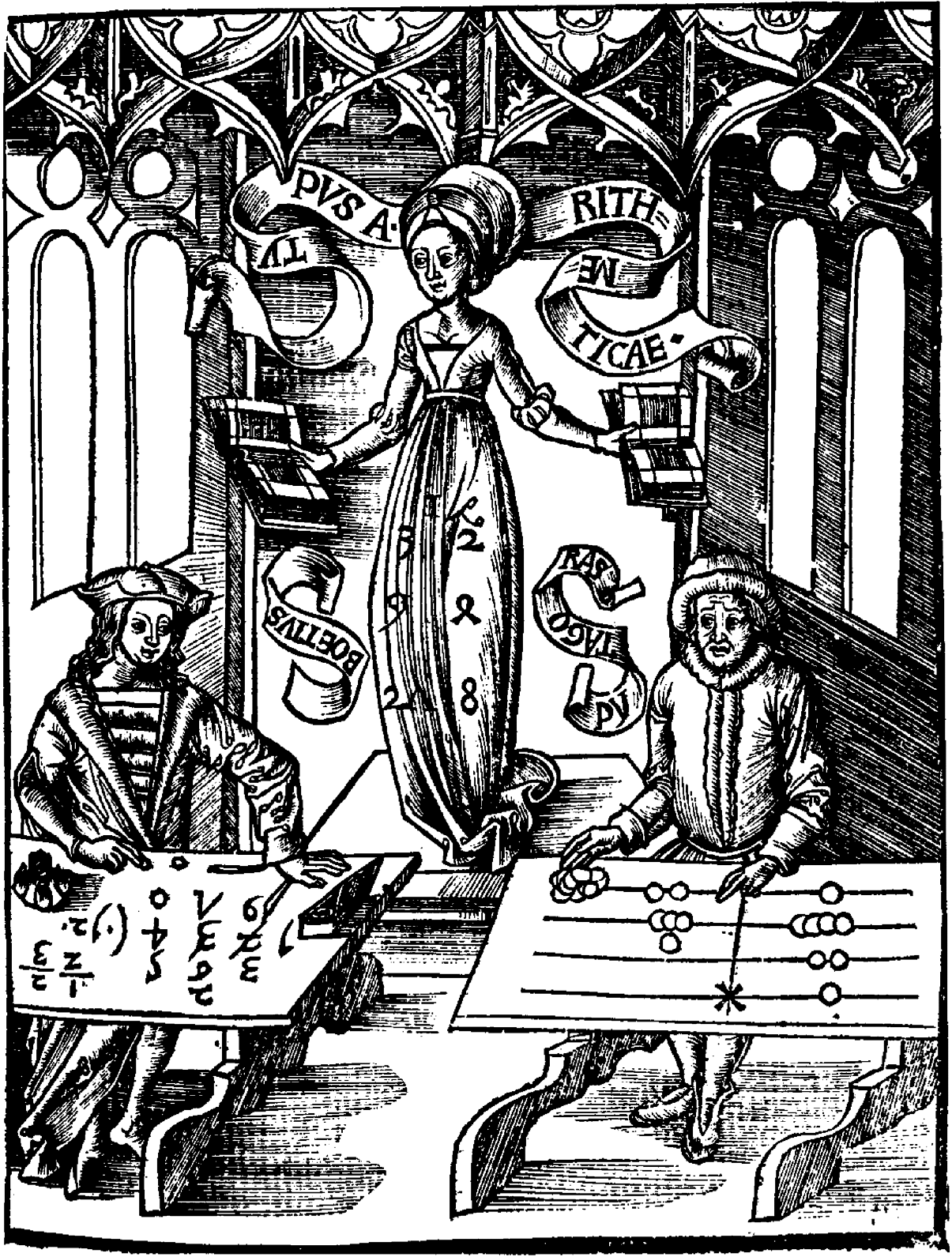
دور الأرقام العربية في النهضة الإنسانية

يثور في الأوساط الثقافية جدل طويل حول ما يسمى بـ (قضية التراث)، وقد أُلقيت محاضرات، وكُتبت مؤلفات، وعُقدت ندوات لبيان مكانة التراث في الحياة المعاصرة، ولا شك أن هذه القضية ما كانت لتظهر لولا الفصام الذي ظهر بين الماضي والحاضر على أثر غزو الحضارة الغربية وثقافتها الفكرية للعالم الإسلامي بحيث صار من الضروري أن يؤكَّد على ملامح متميزة وطوابع ذاتية تحول دون الذوبان في عالم الغرب.

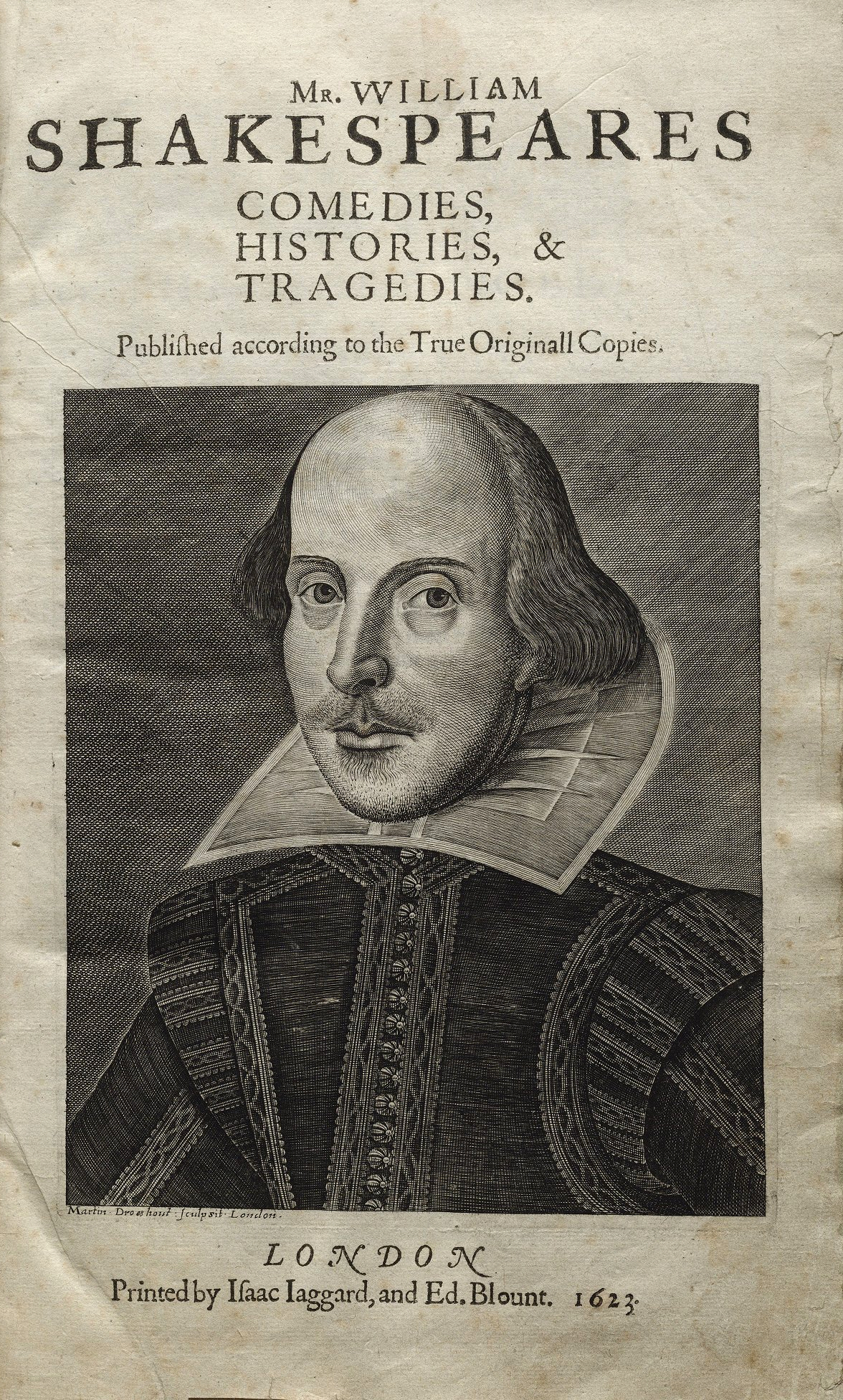
الأدب الغربي, أول أعمال ويليام شيكسبير

وقد أذكى الصراع السياسي والعسكري بين الشرق الإسلامي والغرب الاستعماري ـ في النصف الأول من القرن العشرين خاصة ـ دوافع جديدة للتحدي وللرغبة في التميز والتأكيد على (الذات) في عالمنا.
وجاء الغزو الفكري الغربي خلال فترة التسلط الاستعماري المباشر وبعدها يُعبِّر عن اعتزاز الغرب بثقافته ولغته وتقاليده وقيمه التي حاول فرضها على البلدان المسْتَعْمَرَةِ، واستمر يغذيها عن طريق وسائل الاتصال المختلفة حتى بعد خروج عساكره من العالم الإسلامي، وقد ساعده التقدم التكنولوجي الهائل على تحقيق نجاح كبير في مساعيه، وكان لابد أن يظهر رد الفعل في العالم الإسلامي ليؤكد على الذاتية والخصوصية وتوظيف التراث لتحقيق ذلك . .
ولكن (قضية التراث نفسها) لم تنج من آثار الغزو الفكري، فقد طرحت أحياناً بمنظار غربي بحيث احتل (الفلكلور) مساحة واسعة، مما حول القضية إلى نمط من المتعة الثقافية التي أضافها الغربيون أنفسهم إلى أنواع الترف الفكري الذي يعيشونه بعد أن حققوا أحلامهم في الثروة والسيطرة على عالم اليوم.
ولا شك أن قضية (التراث) بهذا المنظار لن يكون لها أثر كبير في تشكيل الشخصية الحضارية، لذلك يتقبلها التيار الرافض للتراث بمعناه الشامل، وهو تيار يرى في التراث معوِّقاً للوصول إلى النهضة التي لن تحدث ـ في رأيه ـ إلاَّ بمتابعة خُطا الحضارة الغربية، وهو طريق مضمون النتائج.
ولكن العديد من المثقفين المتشبعين بالتراث وروحه تخطَّوْا هذا الطرح الهزيل لقضية التراث التي يرونها تتمثل في بعث روح حضارية تربط الحاضر بالماضي، وتؤكد على الأصالة تأكيدها على المعاصرة، ورغم أنهم لا يؤمنون بشد العربة إلى الوراء ولا الالتزام الحرفي بكل جوانب الماضي بل يؤكدون على عوامل التقدم الحضارية، لكنهم يضعون إطاراً عاماً للتطور يحكمه الوحي الإلهي الذي ينبغي أن يشكل روح الحاضر ودستوره العام، كما كان في عصور الإسلام الذهبية. وهذا التيار يمثل الاتجاه السلفي الذي اشتدت قوته في العقود الأخيرة، وعبرت عنه وسائل الإعلام بـ (الصحوة الإسلامية).
ويقف بين الاتجاهين أصحاب الحلول الوسطية التوفيقية يمثلون تياراً انتقائياً يسعى للتوفيق بين قيم التراث والحضارة الغربية، وهو يقتربُ مرة من الاتجاه السلفي عندما يسلم بالوحي الإلهي ودوره في بناء حضارة إسلامية معاصرة، ويقترب أخرى من الاتجاه الرافض للتراث بمعناه الشمولي عندما يجعل الانتقاء يمتد إلى الوحي الإلهي نفسه، ويعامله مثل بقية المعطيات الأخرى .
وأحياناً يشتد التناقض في ذهنية بعض التوفيقيين، ويحاولون الخلاص باقتراح الفصل بين القرآن والسنة باعتبارهما وحياً إلهياً وبين النتاج الثقافي والحضاري في التراث، ليتم الانتقاء والنقد بحريَّة دون المساس بالعقيدة الدينية. والحق أن هذا الرأي يبعد عن واقع المشكلة الحقيقية لأن الفصل غير ممكن عملياً، ولأن النقد يمكن أن يتعرض للعقيدة والشريعة من خلال نقد قيم التراث المستمدة من الوحي الإلهي.
إن هذه الدراسة التي أقدم لها تعرض قضية (التراث) بمفهومها الشمولي لتوضيح العلاقة بين التراث والمعاصرة، وتبرز مفاهيم التراث الجديرة بالاهتمام والعناية، والتي لابد للتراث منها في تشكيل الشخصية الحضارية، والوقوع أمام تحديات العصر، ﴿وَقَالَ الَّذِي اشْتَرَاهُ مِنْ مِصْرَ لِامْرَأَتِهِ أَكْرِمِي مَثْوَاهُ عَسَى أَنْ يَنْفَعَنَا أَوْ نَتَّخِذَهُ وَلَدًا وَكَذَلِكَ مَكَّنَّا لِيُوسُفَ فِي الْأَرْضِ وَلِنُعَلِّمَهُ مِنْ تَأْوِيلِ الْأَحَادِيثِ وَاللَّهُ غَالِبٌ عَلَى أَمْرِهِ وَلَكِنَّ أَكْثَرَ النَّاسِ لَا يَعْلَمُونَ ۝٢١﴾ [يوسف:21] .

## نكبات التراث المفصلية

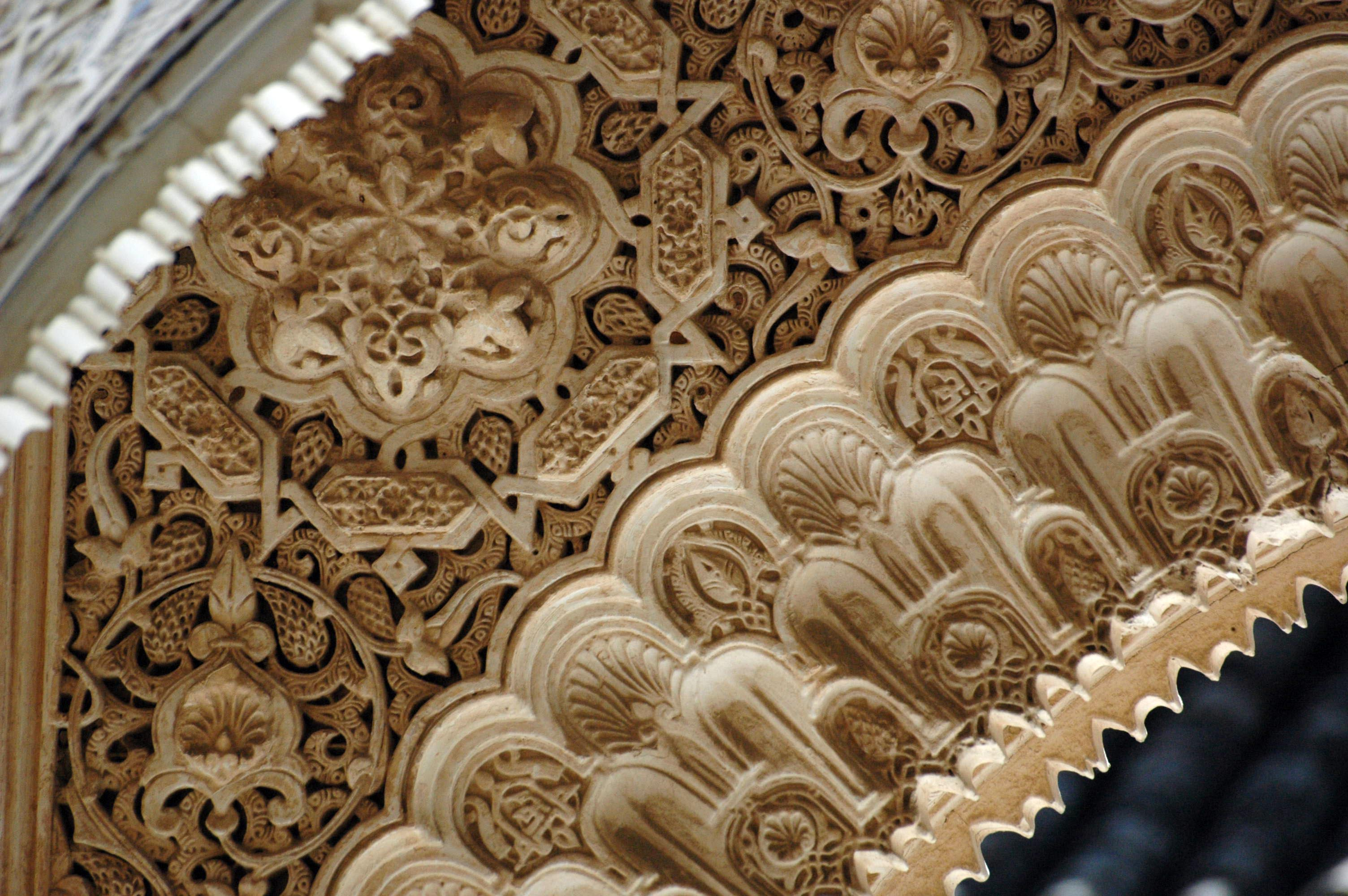
زخرفةٌ إسلاميَّة في قصر الحمراء. كانت الزخرفة إحدى أبرز الصناعات التي راجت في الأندلُس طيلة العصر الإسلامي.

التراث الإسلامي تعرض لنكبات حقيقية ومفصلية في تاريخه الطويل. إننا يمكن أن نرجع لأول مصادر القوائم «الببليوجرافيا» التي كتبت باللغة العربية، وهو كتاب «الفهرست»  لمحمد بن إسحاق النديم الذي ألفه سنة 377هـ/987م، جامعا فيه أسماء معظم الدراسات التي كتبت في عصره في مركز العاصمة العباسية بغداد في مجالات الدراسات الشرعية واللغوية والنحوية والأدبية والصوفية، والمصنفات العامة والفرق والمذاهب والعلوم البحتة، لنرى أنه أحصى 8360 كتابا لـ 2238 مؤلفا حتى الثلث الأخير من القرن الرابع الهجري، لم يصلنا منها سوى من 10 إلى 20 في المئة، على الأكثر، طبقا لما ذكره محقق الفهرست العلامة الدكتور أيمن فؤاد سيد في سلسلة محاضرات عن «المخطوطات العربية» سمعتها عنه في «معهد المخطوطات العربية» بالقاهرة، في نوفمبر 2013م 
وقد قاس على ذلك أساتذة المناهج التراثية والمخطوطات أن تراثنا الإسلامي في المجالات المختلفة لم يصلنا منه إلا الخمس تقديرا، مما يعني أن أكثر من 80 في المئة من التراث الإسلامي لا يزال مفقودا!
وعلى الرغم من ذلك فإن ثمة بعض الإضاءات والمجهودات الجبارة التي حاولت - ولا تزال - إحياء التراث الإسلامي المخطوط من خلال فهرسة المخطوطات وترميمها وحفظها في كل المكتبات والمعاهد العلمية المتخصصة في هذا المجال، ولعل أشهر مؤلفين قاما بجمع مظان التراث العربي المخطوط في مكتبات العالم تمثلا في «تاريخ الأدب العربي» للمستشرق الألماني كارل بروكلمان، الذي حظي كتابه - ولا يزال - باهتمام الباحثين في الدراسات التراثية، وكتاب العلامة التركي فؤاد سزجين، الذي استدرك ما فات بروكلمان في كتابه «تاريخ التراث العربي»، وقد جاء في عشرة أجزاء نال صاحبها جائزة الملك فيصل العالمية لمجهوده الجبار في هذا الكتاب، حيث توقف - للأسف الشديد - عند سنة 430هـ/1038م 
إن المأساة التي نكبت بالتراث الإسلامي ترجع لعدة أسباب سياسية واقتصادية وعسكرية وفكرية في مجملها، وقد اتخذت أشكالا متنوعة في التاريخ الإسلامي وفي العصر الحديث.
يمكن من خلال التأمل في حادثتين مهمتين في تاريخ الحضارة الإسلامية في المشرق والأندلس أن نكشف الأسباب التي دفعت إلى القضاء على شطر كبير من التراث الإسلامي، وهما:

### الصدام العسكري

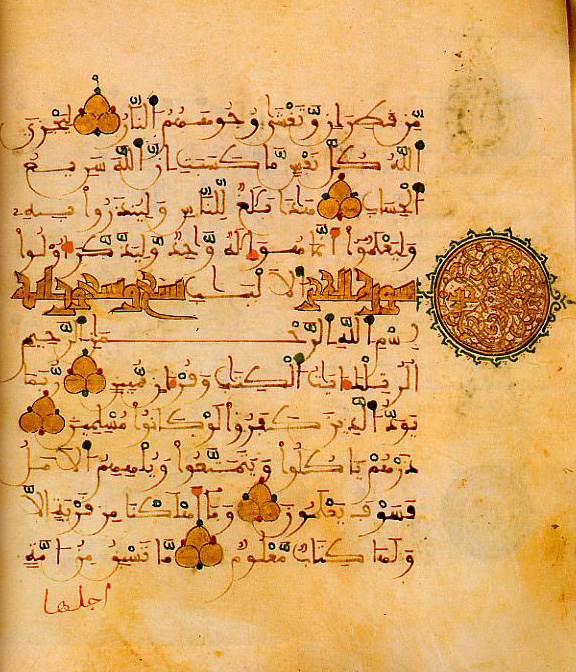
صحيفة قُرآنيَّة خُطَّت بالأندلُس خِلال القرن الثاني عشر الميلادي. تظهرُ فيها آخرُ سورة إبراهيم وأوَّلُ سورة الحجر.

الصدام العسكري الذي قام به المغول في بلاد المشرق الإسلامي، مثل: مرو وخوارزم. قال المؤرخ الأميركي ول ديورانت: «كان المغول يضعون الأسرى في مقدمة جيوشهم ويخيرونهم بين قتال مواطنيهم من أمامهم أو قتلهم من خلفهم. وفتحت مرو خيانة، وأحرقت عن آخرها، ودمرت في اللهب مكتبتها التي كانت مفخرة الإسلام ، فضلا عن إشراف وزيرهم نصير الدين الطوسي في بغداد على عملية نهب منظمة لمكتبات بغداد، قال الصفدي (ت 764هـ): «فابتنى بمدينة مراغة قبة ورصدا عظيما، واتخذ في ذلك خزانة عظيمة فسيحة الأرجاء، وملأها من الكتب التي نهبت من بغداد والشام والجزيرة العربية، حتى تجمع فيها زيادة على أربع مئة ألف مجلد».

### الصدام الحضاري والديني
الصدام الحضاري والديني الذي قام به الإسبان مع التراث الأندلسي؛ فقد «أبدت السياسة الإسبانية اهتماما خاصا بالقضاء على تراث الأندلس الفكري، وبدأت بارتكاب فعلتها الشائنة في سنة 1499م  لأعوام قلائل من سقوط غرناطة، فجمعت الكتب العربية، وأحرقت بأمر الكردينال خمنيس، ولم تبق معاول التعصب والجهالة إلا على بقية صغيرة من الكتب العربية، جمعت فيما بعد من مختلف الأنحاء، وأودعت أيام فيليب الثاني[ ؟ ] في قصر الإسكوريـال على مقربة من مدريد، وحجبت عن كل باحث ومتطلع. وفي أوائل القرن السابع عشر، وقع حادث كان سببا في مضاعفة المجموعة العربية الإسبانية. ذلك أن السفن الإسبانية استطاعت أن تأسر مركبا مغربية لمولاي زيدان ملك المغرب كانت مشحونة بالكتب ومختلف التحف، ومن جملتها ثلاثة آلاف سفر من كتب الدين والأدب والفلسفة وغير ذلك». وتضع الرواية الإسبانية تاريخ هذا الحادث في سنة 1612م في عصر فيليب الثالث[ ؟ ]، وذلك حينما اشتد اضطراب العلائق بين إسبانيا والمملكة المغربية. وقد حملت هذه المجموعة النفيسة من الكتب العربية إلى إسبانيا، وأودعت قصر الإسكوريـال، إلى جانب بقية التراث الأندلسي التي كانت مودعة فيه منذ أيام فيليب الثاني[ ؟ ]. وكانت مجموعة مولاي زيدان المغربية تحتوى على عدد كبير من الكتب الأندلسية التي كثر استنساخها، «اقتنائها بالمغرب، بعد سقوط غرناطة. ولبثت هذه المجموعة من المخطوطات العربية الأندلسية مودعة بمكتبة الإسكوريـال الملكية حتى أواسط القرن السابع عشر، وكانت تبلغ يومئذ عدة آلاف، وكانت أغنى وأنفس مجموعة من نوعها بإسبانيا. ولكن محنة جديدة أصابت هذه البقية الباقية من تراث الأندلس. ففي سنة 1671م شبت النار في الإسكوريـال، والتهمت معظم هذا الكنز الفريد، ولم ينقذ منه سوى ألفين، هي التي مازالت تثوى حتى اليوم في أقبية مكتبة الإسكوريـال التي يشرف عليها الآباء الأوغسطنيون. وكانت الحكومة الإسبانية أثناء هذه العصور تحرص على إخفاء الآثار العربية عن كل قارئ».

## الغارة على التراث

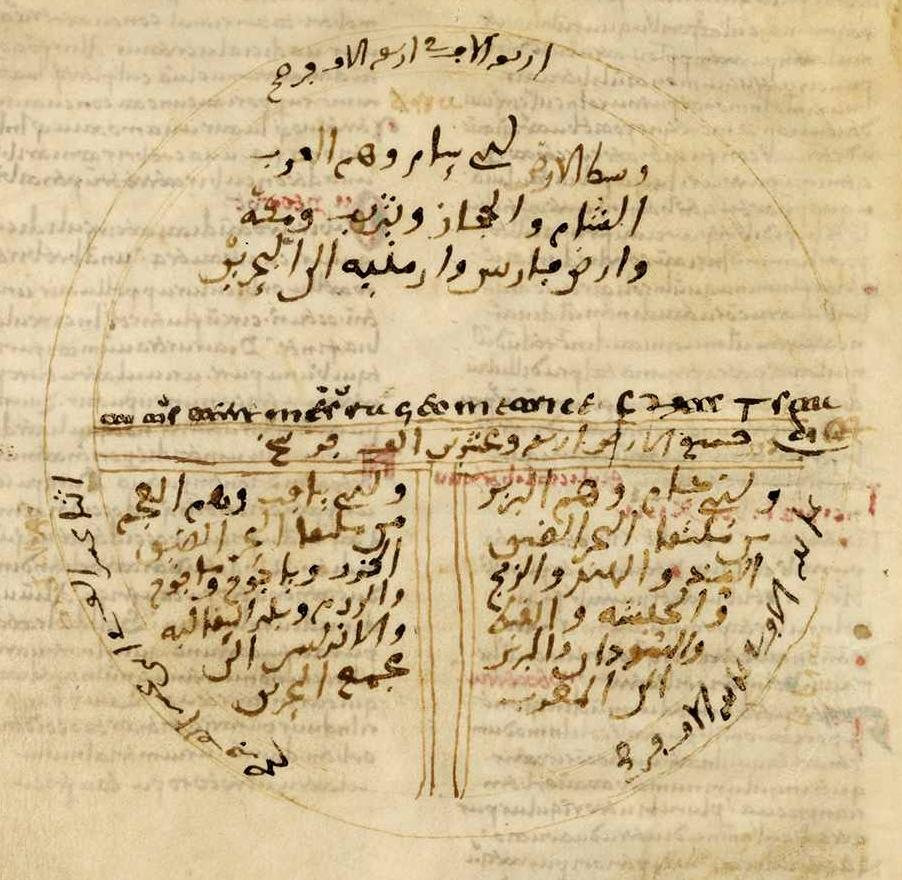
مخطوطة أندلُسيَّة بالعربيَّة والإفرنجيَّة.

الغارة على التراث الإسلامي حديثا، اتخذت منحى آخر، لم يكن بالاستيلاء على المخطوطات الإسلامية بالسرقة فقط، كما فعل المستشرقون ولصوص المخطوطات الإسلامية من قراصنة الغرب الثقافي، وإنما بأداة أشد نكاية، تمثلت في لي عنق هذا التراث والهجوم عليه بلا هوادة من المدرسة العلمانية بفرعيها الليبرالي واليساري.

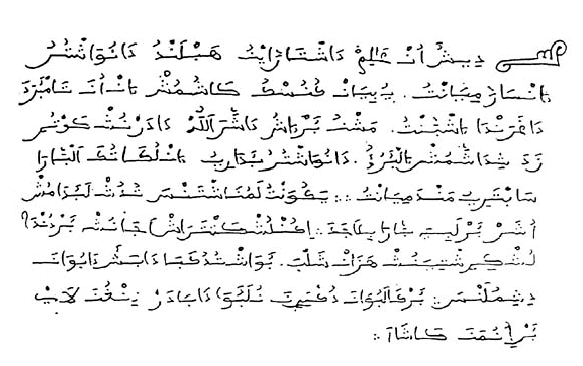
كتابة بالأعجميَّة الأندلُسيَّة باستخدام الحُروف العربيَّة.

وفي كتابه «شهادة العصر والتاريخ» يقرر الأستاذ أنور الجندي ذلك، بعد رحلة عطاء في مجال الفكر الإسلامي بلغت خمسين عاما  ، بقوله: «تكشفت لي أبعاد هذه المؤامرة الخطيرة، التي بدأها مخطط عنوانه «حرب الكلمة»، وذلك بعد هزيمة الغرب في الحروب الصليبية، في دعوة عريضة للعمل على إعلان حرب تقوم على تزييف مفاهيم الإسلام وتدمير قيمه؛ وذلك عن طريق التأويل والتمويه في محاولة لإخراج الإسلام من ذاتيته الخاصة، وتميزه المتفرد».
لقد حمل لواء الهجوم على التراث الإسلامي زمرة من المستشرقين - لا نقول جل المستشرقين - الذين عكفوا بجد يحسدون عليه على التراث الإسلامي؛ قراءة واستيعابا وفهما وسفرا مضنيا، ليكتشفوا ما فيه، ويقدموه لأقوامهم. على أنهم قدموا لهم «أن هؤلاء العرب المسلمين هم في الأصل قوم بداة، جهال، لا علم لهم كان، جياع في صحراء مجدبة، جاءهم رجل من أنفسهم فادعى أنه نبي مرسل، ولفق لهم دينا من اليهودية والنصرانية، فصدقوه بجهلهم واتبعوه، ولم يلبث هؤلاء الجياع أن عاثوا بدينهم هذا في الأرض يفتحونها بسيوفهم، حتى كان ما كان، ودان لهم من غوغاء الأمم من دان، وقامت لهم في الأرض بعد قليل ثقافة وحضارة جلها مسلوب من ثقافات الأمم السالفة كالفرس والهند واليونان وغيرهم، حتى لغتهم كلها مسلوبة وعالة على العبرية والسريانية والآرامية والفارسية». ويستطرد العلامة محمود شاكر في كشف طرائق هجوم هؤلاء المستشرقين على التراث الإسلامي، والإسلام ذاته، بخبرته المعهودة في المجال التراثي والاستشراقي على السواء.
لكن هؤلاء المستشرقين الكبار فرخوا للتراث الإٍسلامي من أبناء جلدته مجموعات سارت على دربهم في النيل من التراث بلا هوادة، وساعدهم في هجومهم ذاك تملكهم لزمام وسائل الإعلام، ومنابر الثقافة في البلدان العربية والإسلامية، فصار ضجيجهم أقوى، وطنينهم يشوش على الناس فهمهم، ويخلخل لديهم الثقة في تراثهم.
ويمكن أن تلخص مظاهر الهجوم على التراث الإسلامي في العصر الحديث من خلال ثلاثة مظاهر جلية، وهي:
1. سرقة الاحتلال الغربي وأذرعه من المبشرين والمستشرقين للتراث الإسلامي من مخطوطات وتحف وذخائر.[64]
2. الجهل بالتراث الإسلامي، روحا وفكرا ومصطلحات، بل وتحريفه من قبل كثير من المستشرقين.[65]
3. العداء للتراث الإسلامي من العلمانيين بكل أطيافهم: إما بالتأويل الحداثي المناقض لبنية التراث وأهدافه، أو بالهجوم المباشر والنيل منه بالسخرية والاستهزاء.[66]

## مواجه التحدي ومواكبة العصر

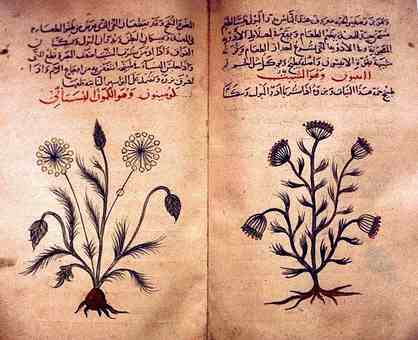
أطروحة عربية للنباتات الطبية.

هل يعوض التراث الإسلامي مركب النقص، ويعالج هذه الأزمة النفسية ويردم فجوة التخلف بتبني الثقافة والتقنية الغربية؟ ذلك أن الذهنية التي خلّفتها حالة الانبهار أمام هذه الصدمة الحضارية أوصلت أصحابها إلى درجة الشعور بالاستحالة التي تقضي على كل محاولة للابتكار والإبداع، وتشل كل نشاط، والمغلوب مولع بتقليد الغالب.
لقد استجاب كثيرون لحالة الانبهار هذه، وتعالت أصواتهم في المجتمع الإسلامي أن لا سبيل إلى اللحاق بركب الحضارة والمعاصرة إلا بالانسلاخ الكامل من موروثاتنا كلها والالتحاق السريع بركب الحضارة الغربية، ومحاكاة الإنسان الأوروبي في كل شيء حتى لباسه وعاداته.
وكان هذا النزوع إلى الأوْرَبة ـ إن صح التعبير ـ أحد ردود الفعل الذي أنتجته الصدمة الحضارية للعالم الإسلامي، والذي سقط ضحيته أفراد، وانتهت إليه دول في العالم الإسلامي، واتخذوا من التراث المواقف الرافضة نفسها التي اتخذتها أوروبا، وحاولوا تطبيق مقاييس الفحص والاختبار التي يجب أن تقتصر على أحكام العقل (فهوم الناس واجتهاداتهم) على التراث كله، بما فيه الوحي (الكتاب والسنة)، دون تمييز بين المعرفة الواردة عن طريق الحواس القابلة للخطأ والصواب وتلك المقررة من طريق الوحي، فوقعوا بتناقضات واضطرابات رهيبِة، كانت سبباً في ضياع الأمة وتيهها عن معالمها الراشدة.

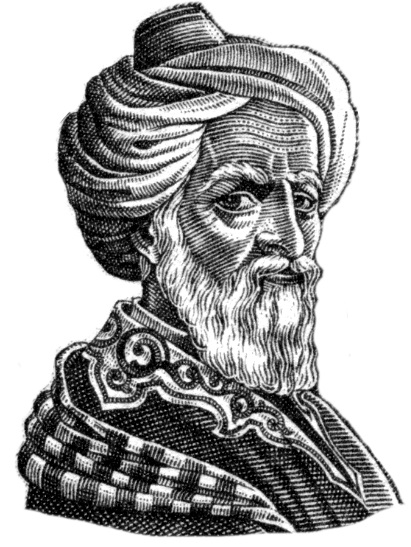
أبو القاسم خلف بن عبَّاس الزهراوي، أحد أبرز أطباء الأندلُس وأبو الجراحة المُعاصرة.

وعلى الجانب المقابل أخذ هذا النزوع وجهاً آخر من الفخر والاعتزاز بالآباء والأجداد ودورهم التاريخي، وإسهاماتهم المبدعة في مجال الحضارة والثقافة والعلوم كنوع من رد الفعل الطبيعي في الالتجاء إلى التاريخ والتراث للاحتماء به واتخاذه درعاً وحصناً يدفع غوائل التيار الكاسح القادم من بلاد غريبة عنا في ثقافتها وحضارتها وموروثاتها، يستهدف ذاتنا الإسلامية، ويعمل على تذويبنا، وبذلك تُتَجَاوز حالة الشعور بالذل والهوان والانكسار النفسي التي أوقعتنا فيها الصدمة الحضارية.
إن الالتجاء إلى التراث، والاحتماء بالتاريخ يعتبر رد فعل طبيعي لحماية الحالة النفسية للأمة من الانكسار، والشخصية الحضارية التاريخية من الذوبان في مراحل المواجهة الأولى، لكن تبقى المشكلة المطروحة هنا أن معالجة تخلف أي مجتمع من المجتمعات، ونقله إلى المعاصرة المطلوبة لا تتحقق برواية أمجاد ماضية واستغراقه في نشوة الفخر والاعتزاز، واستسلامه للمديح الذي قد ينقلب إلى مانع ومعوِّق حضاري بدل أن يكون دافعاً إلى تجديد العمل على ضوء هذا الماضي، وشاحذاً للفاعلية، لأن ظاهرة الإغراق في مدح الماضي ومثاليته، والفخر به إذا تجاوزت الحدود المطلوبة للحماية، تنقلب إلى معوِّق يبتعد بالماضي عن قدرة الأشخاص عن الإفادة منه حيث نقتصر على تعظيم البطل ونعجز عن محاكاة البطولة، ذلك أن النهوض لا يمكن أن يتحقق بالاقتصار على رواية الماضي والافتخار به كبديل عن ممارسة تغيير الواقع، كما لا يمكن في الوقت نفسه أن يتحقق باستيراده من خارج أفكار الأمة وقيمها.
وقد لا يجد الإنسان المتأمل كبير فارق بين دعاة المعاصرة هؤلاء الذين لا يرون سبيلها إلا بالتخلي عن الذات المترافق مع الشعور باستحالة اللحاق بالعصر الذي يشل الإمكانية ويعطل الفاعلية، فيدعون إلى تقليد الغالب في الشيء كله، وبين التراثيين، أولئك الذين يقتصرون على الفخر بالماضي والاعتزاز به بحجة أن الأولين لم يتركوا للآخرين شيئاً، كبديل عن الإسهامات المعاصرة من حيث النتيجة والممارسة العملية، وإن اختلف المنطلق.
إنهم يقفون على أرض واحدة، ويتنفسون هواء مناخ واحد هو مناخ الواقع المتخلف.
فلا دعاة التراث بالمفهوم السابق استطاعوا أن يرتكزوا إلى الماضي ويتزودوا منه لتغيير الواقع وصناعة المستقبل حيث إنهم اقتصروا على الانتصار العاطفي للتراث والتاريخ، واكتفوا به عن الفعل الحضاري. ولا استطاع دعاة المعاصرة بمعنى الانسلاخ عن الماضي ومحاكاة إنسان العصر الأوروبي ووسائله، تقديم البديل أو المساهمة بأي نهوض أو عمل مبدع. لقد سقط دعاة المعاصرة هؤلاء بحفر من التخلف جاءت أشد عمقاً، فكانوا أشد تقليداً وأسوأ حالاً من التراثيين.
إنهم يقلدون حضارة الغالب الغريبة، ويحاكونها، ويعجزون عن أي إبداع في أي مجال سوى مجال الاستهلاك واستيراد أشياء الحضارة المادية ومفرزاتها الثقافية، وتكديس هذه الأشياء والمفرزات والوقوف فوقها وكأنها من صنعهم، فهم يعيشون وهْمَ المعاصرة لكنهم في الحقيقة أشد عجزاً من الآخرين وأشد بلاء، ولعل بلاء التراثيين أقل، حسبهم أنهم يقلدون ماضيهم ولو عجزوا عن الإفادة منه لحاضرهم ومستقبلهم، وإن التقى الفريقان على ساحة التقليد.

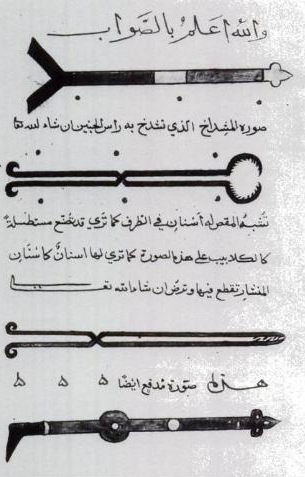
صفحة من كتاب «التصريف لمن عجز عن التأليف».

وقد تتحدد المشكلة نوعياً في خطأ الطرح الذي جعل مفهوم التراث أو الأصالة مقابل مفهوم المعاصرة، وانتهى إلى أنهما طرفا الاختيار الملزمان في المعادلة؛ ذلك أن المقدمات المخطئة تقود بالضرورة إلى نتائج مخطئة، وأنه لا سبيل آخر؛ إلا اختيار أحد الأمرين، إما التراث وإما المعاصرة.
والحقيقة البادهة أن لا معاصرة دون أصالة، ولا أصالة صادقة دون معاصرة فاعلة، فالماضي بالنسبة للأفراد والأمم هو الذاكرة المصاحبة دائماً التي يختزن فيها الإنسان تجاربه وعبره، ويوظف دروسها لحاضره ومستقبله، ويرثها أولاده وأحفاده، ويمكِّنه حضورها الدائم من الحكم على المستجدات على ضوء تلك التجارب، والبون شاسع بين العاقل الذي يعتبر بماضيه بما فيه من دروس وعظات لحاضره، وبين الأحمق مطموس الذاكرة الذي لا يمكن إلا أن يكون عبرة لغيره؛ فالحاضر جزء منا ونحن جزء منه، رضينا بذلك أم رغبنا عنه، وكذلك الماضي هو جزء منا ونحن نسغ ممتد منه.
إن حصر القيم الإسلامية وفاعليتها وعطائها الحضاري بفترة تاريخية معينة يتنافى أصلاً مع خلودها، كما يتعارض مع ختم الرسالة؛ فلا بد إسلامياً إذن وباستمرار من النزول إلى الساحة وتقديم الحل الإسلامي، والقضية التي لابد من الانتهاء من مناقشتها والإجابة الحاسمة فيها لأنها انتهت إلى ضرب من الجدل اكتُفي به عن الممارسة عند الأطراف كلها:
هل المواكبة للعصر، وقبول التحدي يفقدنا الهوية ويؤدي لضياع الذات، أم أن الأساس الصحيح والتجربة التاريخية (الأصالة) تعطينا نوع أمن، وتجعلنا قادرين على النزول إلى الساحة استجابة لخطاب التكليف، وتسلّحنا بالمقاييس الصحيحة للقبول والرفض، والقدرة الهاضمة للثقافات والمنجزات الحضارية دون الذوبان أو الخوف منه؟!
وهذا الذي حدث بالفعل في عصور النهوض، وتعطل في حقب التخلف عندما توقف العقل الإسلامي، واهتز تركيبه، وافتقد ترتيبه.
لقد كان شعار العقل المسلم: ((الحكمة ضالة المؤمن أنّى وجدها فهو أحق بها)) لكن أين العقل الذي يميز الحكمة من غيرها على ضوء مقاييس متميزة في الأخذ والعطاء الحضاري اليوم؟!
وقد يكون من الأمور المطلوبة اليوم أكثر من أي وقت مضى ـ وقد أخذ الجدال حول موضوع التراث والمعاصرة قرابة قرن من الزمن، ولا تزال تعقد له الندوات حتى اليوم ـ الانتهاء إلى تحديد واضح لمفهوم التراث، ووظيفة التراث بعد التمييز في التعامل بين أحكام العقل وأحكام الوحي، كما لابد في الوقت نفسه من تحديد مفهوم المعاصرة في إطار الفكر الإسلامي، وأن من أوائل شروطها:
القدرة على هضم التراث واستيعابه، وليس القفز من فوقه، واستيعاب تطور شبكة العلاقات الاجتماعية، وتبدل وظائف الدولة الحديثة وامتداد سلطانها ووسائلها ومؤسساتها، ومفرزات الحضارة الحديثة التي تنتسب إلى أصول غير إسلامية، ومن ثم القدرة على تنزيل الإسلام على واقع الناس، أو المحاولة من أهل التخصص، وليس أهل الإنشاء الخطابي، لوضع الأوعية الشرعية المعاصرة لاستيعاب حركة الناس، أو بمعنى آخر:
البدء بالممارسة الإسلامية بعد أن تجددت ذاكرة المسلمين تجاه دينهم، وتحقق الانتماء، وأُمِنَ الذوبان، وانتهت مرحلة تحقيق الذات، فلا مناص من الانتقال من مرحلة المبادئ والتعميم إلى مرحلة البرامج والتخصيص، وامتلاك القدرة من خلال التصور التراثي على تقديم الحل الإسلامي للمشكلات المعاصرة، والانتهاء من مرحلة الاستغراق في رؤية المشكلات التاريخية، إلا بالقدر الذي يحقق البصارة والقدرة على تعدية الرؤية، وبذلك تحقق الذات الإسلامية وظيفتها في الشهادة على الناس، وحسن قيادتهم، وإلا ففاقد الشيء لا يعطيه.

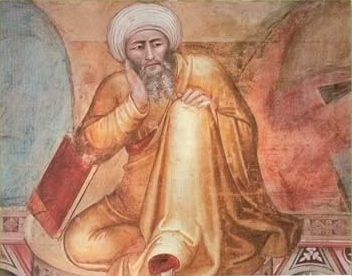
لوحة تظهر كبير فلاسفة الأندلُس وأشهرهم، أبو الوليد مُحمَّد بن أحمد ابن رشد. من أعمال الفنان الإيطالي أندريا دا فيرنزي.

ولا يعتقد أن هناك مسلماً يعني بالمعاصرة: الصورة القائمة في استيراد منتجات العصر الثقافية والتقنية بشكل أعمى وعشوائي، أو يعني بالأصالة: الانكفاء نحو الماضي والاحتماء فيه، وعدم الخروج به إلى الإفادة منه في معالجة الواقع المعاصر، واستشراف آفاق المستقبل على ضوء تلك المعطيات؛ لأن حياة الأمم والأفراد لا تخرج عن كونها حلقات متكاملة تؤسس كل منها على الأخرى، قال تعالى:﴿أَفَمَنْ أَسَّسَ بُنْيَانَهُ عَلَى تَقْوَى مِنَ اللَّهِ وَرِضْوَانٍ خَيْرٌ أَمْ مَنْ أَسَّسَ بُنْيَانَهُ عَلَى شَفَا جُرُفٍ هَارٍ فَانْهَارَ بِهِ فِي نَارِ جَهَنَّمَ وَاللَّهُ لَا يَهْدِي الْقَوْمَ الظَّالِمِينَ ۝١٠٩﴾ [التوبة:109]
ويمكن القول: إن الكتاب الذي نقدمه اليوم استطاع أن يقدم ملامح مضيئة ومعالم واضحة للإفادة من التراث في معالجة المشكلات المعاصرة، وقد عرض لأهمها؛ كالمشكلة الاجتماعية والتشريعية والثقافية واللغوية إضافة إلى المشكلة السياسية، وكان له وقفة موفقة عند العصر العباسي حيث ترسب في أذهان كثير من الناس أن التجزئة في ذلك العصر كانت سبباً في إثراء المعرفة، وكأن وحدة المسلمين هي عامل تخلفهم!!

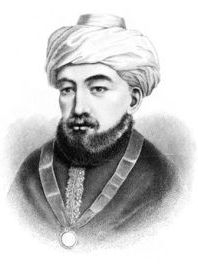
أبو عُمران موسى بن ميمون، أحد أبرز فلاسفة الأندلُس خِلال القرن الثاني عشر الميلاديّ.

كما دعا إلى وضع إستراتيجية واضحة ودقيقة للثقافة الإسلامية من أجل مراعاة مبدأ تراكم المعرفة في النتاج الجديد حفاظاً على الطاقات، ورغبة في الوصول إلى نتائج تخدم القضية الإسلامية في هذا العصر بناء على دراسة الواقع التاريخي إلى جانب الواقع المعاصر.
كما أكد على أهمية أن تقوم دراسات ناقدة تجيب عن مجموعة أسئلة تحدد أهداف العمل وغاياته، والحدود والشروط والوسائل اللازمة لترشيده وتوجيهه الوجهة السليمة، وتُجلِّي السلبيات والإيجابيات، وتحرك الركود والخمول الذهبي الذي يعطل فاعلية المسلمين اليوم، لأن غياب حركة النقد أدى إلى فوضى فكرية تتمثل في ضياع مقاييس التقويم، وكثرة التكرار في الأشكال والمضامين، وغلبة السطو الأدبي.
وحتى لا تبقى الطروحات نظرية وأقرب إلى المتعة الذاتية منها إلى الواقع المعاصر المعاش، قدَّم الكتاب نظرات فاحصة، ونماذج هادية في إطار الجامعات الإسلامية اليوم، وعلّق عليها الأمل إذا وعت مهمتها لتؤدي دورها في تحديد ملامح المجتمعات الإسلامية المعاصرة والحفاظ على تميزها وتكاملها وقدرتها على النهوض بالتعليم الإسلامي ليصبح مؤثراً فعالاً في بناء الفرد، وصياغة الجماعة، وتقديم القيادات ذات الكفاءات المؤمنة للعالم الإسلامي، والقيام بالوظيفة المنوطة بها في تحقيق السعادة وسكينة النفس عن طريق الهداية، وتأمين الرفاهية والتقدم عن طريق التقنية، وبذلك تتوفر لعالمنا الإسلامي الأصالة والمعاصرة على حد سواء.
ولا شك أن الكلام عن مهمة الجامعات الإسلامية ودورها يبقى ذا أهمية كبيرة، لأن المفترض بهذه المؤسسات التعليمية الكبيرة أن تكون المختبرات الحقيقية لهضم التراث وإنتاج المعاصرة من خلال رؤية علمية تراثية عاقلة بعيدة عن الحماس والانتصار العاطفي.
والحقيقة التي لابد من تسجيلها هنا أن واقع الكثير من الجامعات في العالم الإسلامي يدعو إلى الأسى، ذلك أنها لمّا تتحرر بعد من ربقة التحكم الثقافي الذي ترافق مع إنشائها سواء في عصر الاستعمار أو عصر ما بعد الاستعمار والخضوع للنظريات التربوية الغربية في تصور الإنسان والكون والحياة، والمناهج الغربية في طرائق التحقيق والنقد ومناهجه التي أُنضجت هناك ثم استوردت إلى جامعاتنا مع ما استورد من أشياء الحضارة الاستهلاكية، لذلك عجزت الجامعات في الماضي أن تحل مشكلة المجتمعات الإسلامية، وقد يكون الكثير من التقدم والوعي واليقظة الإسلامية أو ما يسمى اليوم بالصحوة الإسلامية حصل خارج أسوار الجامعات التي لم يكن للإسلام دور في صياغة مناهجها الأمر الذي لم يخل من بعض المشكلات والتي يجب أن يُسأل عنها الجامعات بالدرجة الأولى، ونستطيع أن نقول: أن الوعي الإسلامي جاء إلى الجامعات بدل أن يخرج منها إلى المجتمع؛ لقد أدرك المخططون للعالم الإسلامي خطورة المؤسسات التعليمية على مستقبله الثقافي والحضاري فكان التحكم الثقافي من أخطر البلايا والرزايا التي رمانا بها.
يقول الشاعر أكبر الإله أبادي:
(يا لبلادة فرعون الذي لم يصل تفكيره إلى تأسيس الكليات، وقد كان ذلك أسهل طريق لقتل الأولاد، ولو فعل ذلك لم يلحقه العار وسوء الأحدوثة في التاريخ).

## مقالات ذات صلة
- معهد البحوث العلمية وإحياء التراث الإسلامي
- جمعية إحياء التراث الإسلامي
- مؤسسة الفرقان للتراث الإسلامي
- حديقة التراث الإسلامي
- متحف اليحي
- متحف الدينار الإسلامي
- طب العيون في التراث الإسلامي
- مركز التراث الإسلامي البريطاني
- أبو الفتح الشهرستاني

## وصلات خارجية
- مركز التراث الإسلامي البريطاني